# Втрати силових структур внаслідок російського вторгнення в Україну (липень — грудень 2016)
У статті наведено список втрат силових структур України у російсько-українській війні з 1 липня по 31 грудня 2016 року (включно).
| Пн | Вт | Ср | Чт | Пт | Сб | Нд |
| -- | -- | -- | -- | -- | -- | -- |
|    |    |    |    | 1  | 2  | 3  |
| 4  | 5  | 6  | 7  | 8  | 9  | 10 |
| 11 | 12 | 13 | 14 | 15 | 16 | 17 |
| 18 | 19 | 20 | 21 | 22 | 23 | 24 |
| 25 | 26 | 27 | 28 | 29 | 30 | 31 |
|    |    |    |    |    |    |    |

| Пн | Вт | Ср | Чт | Пт | Сб | Нд |
| -- | -- | -- | -- | -- | -- | -- |
| 1  | 2  | 3  | 4  | 5  | 6  | 7  |
| 8  | 9  | 10 | 11 | 12 | 13 | 14 |
| 15 | 16 | 17 | 18 | 19 | 20 | 21 |
| 22 | 23 | 24 | 25 | 26 | 27 | 28 |
| 29 | 30 | 31 |    |    |    |    |
|    |    |    |    |    |    |    |

| Пн | Вт | Ср | Чт | Пт | Сб | Нд |
| -- | -- | -- | -- | -- | -- | -- |
|    |    |    | 1  | 2  | 3  | 4  |
| 5  | 6  | 7  | 8  | 9  | 10 | 11 |
| 12 | 13 | 14 | 15 | 16 | 17 | 18 |
| 19 | 20 | 21 | 22 | 23 | 24 | 25 |
| 26 | 27 | 28 | 29 | 30 | 31 |    |
|    |    |    |    |    |    |    |

| Пн | Вт | Ср | Чт | Пт | Сб | Нд |
| -- | -- | -- | -- | -- | -- | -- |
|    |    |    |    |    | 1  | 2  |
| 3  | 4  | 5  | 6  | 7  | 8  | 9  |
| 10 | 11 | 12 | 13 | 14 | 15 | 16 |
| 17 | 18 | 19 | 20 | 21 | 22 | 23 |
| 24 | 25 | 26 | 27 | 28 | 29 | 30 |
| 31 |    |    |    |    |    |    |

| Пн | Вт | Ср | Чт | Пт | Сб | Нд |
| -- | -- | -- | -- | -- | -- | -- |
|    | 1  | 2  | 3  | 4  | 5  | 6  |
| 7  | 8  | 9  | 10 | 11 | 12 | 13 |
| 14 | 15 | 16 | 17 | 18 | 19 | 20 |
| 21 | 22 | 23 | 24 | 25 | 26 | 27 |
| 28 | 29 | 30 |    |    |    |    |
|    |    |    |    |    |    |    |

| Пн | Вт | Ср | Чт | Пт | Сб | Нд |
| -- | -- | -- | -- | -- | -- | -- |
|    |    |    | 1  | 2  | 3  | 4  |
| 5  | 6  | 7  | 8  | 9  | 10 | 11 |
| 12 | 13 | 14 | 15 | 16 | 17 | 18 |
| 19 | 20 | 21 | 22 | 23 | 24 | 25 |
| 26 | 27 | 28 | 29 | 30 | 31 |    |
|    |    |    |    |    |    |    |

## Список загиблих 1 липня — 31 грудня 2016 року
| №           | Світлина Емблема | Прізвище, ім'я, по батькові                                | Про особу | Дата смерті                    | Обставини смерті |
| ----------- | ---------------- | ---------------------------------------------------------- | --- | ------------------------------ | --- |
| Липень      |                  |                                                            | |                                | |
| 3279        |                  | Борушевський Олександр Станіславович (Позивний «Поляк»)    | 6 квітня 1984, Житомир. З дитинства проживав у м. Чуднів Житомирська область. Старший сержант, командир відділення 15-го ОМПБ «Суми» 58-ї ОМПБр. Закінчив Житомирське ВПУ-17. Протягом 11 років (з перервами) проходив службу в ЗСУ за контрактом. На фронті з 10.07.2015. Залишилися дружина та донька. | 1 липня 2016                   | Під час мінометного обстрілу позицій поблизу смт Верхньоторецьке Ясинуватського району дістав важкі поранення у живіт і груди, прикривши собою побратимів. Помер у шпиталі. Похований в Чуднові. |
| 3280        |                  | Лисенко Сергій Сергійович                                  | 14 березня 1985, Чернеччина (Краснопільський район) Сумська область. Молодший сержант, командир відділення 58-ї окремої мотопіхотної бригади (Суми). Мобілізований 17 травня 2015 року. Залишились дружина та маленька дитина. | 3 липня 2016                   | Близько 12:30, під час несення служби на блокпосту під Авдіївкою (Донецька область), військовослужбовцю стало зле. Під час транспортування до ЦРЛ м. Торецьк йому надали першу медичну допомогу, але дорогою він помер. |
| 3281        |                  | Гончарук Василь Михайлович (Позивний «Циган»)              | 9 травня 1993, Осички (Савранський район) Одеська область. Старший матрос, стрілець десантно-штурмового взводу 36-ї окремої бригади морської піхоти, в/ч А2802 (Миколаїв). Мобілізований 9 липня 2015 року. | 4 липня 2016                   | Загинув близько 20:00 під час обстрілу з мінометів 120-мм калібру в селі Широкине під Маріуполем (Донецька область), ще 4 бійців дістали поранень. Після прощання з Василем у військовому містечку в Миколаєві, його поховали в селі Осички. |
| 3282        |                  | Житніков Ярослав Володимирович                             | 1982, Лозова Харківська область. Лейтенант, військовослужбовець 53-ї окремої механізованої бригади (Сєвєродонецьк). Працював у Лозівській дистанції сигналізації та зв'язку, також був профоргом цеха. Мобілізований у травні 2015 року. Залишились мати, дружина та 10-річна донька. | 4 липня 2016                   | Підірвався на фугасі під час виконання бойового завдання в зоні АТО. Разом з ще двома пораненими був доставлений до шпиталю, помер після операції. Похований на Центральній алеї кладовища у Лозовій. |
| 3283        |                  | Артеменко Михайло Вікторович                               | 27 грудня 1984, Миколаїв. Солдат 128-ї окремої гірсько-піхотної бригади, в/ч пп В4673. Залишилася мати, у якої Михайло був єдиною дитиною. | 4 липня 2016                   | Загинув у ніч на 5 липня, під час обстрілу позицій бригади в районі Красногорівка — Піски (Донецька область). Михайло прикрив собою чотирьох побратимів, врятувавши їм життя. Похований у Миколаєві. За повідомленням ТСН, близько 23:00 4 липня, під час артилерійського обстрілу селища Піски (Ясинуватський район), загинули двоє військовослужбовців, ще 6 дістали поранень. За повідомленням «5 каналу» в сюжеті зі шпиталю, 5 липня під Красногорівкою внаслідок мінометного обстрілу загинув один військовослужбовець 128 огпбр, ще троє дістали поранень. |
| 3284        |                  | Ротар Валерій Іванович                                     | 1963, 53 роки, Долиняни (Хотинський район) Чернівецька область. Солдат 8-го окремого мотопіхотного батальйону «Поділля» 10-ї окремої гірсько-штурмової бригади. На фронт пішов добровольцем, підписавши контракт у квітні 2016 року. Хотів піти ще раніше, але чекав на повернення старшого сина, який служив у зоні АТО. Залишилися мати, сестра, двоє дорослих синів, 1984 і 1990 р. н. | 5 липня 2016                   | Загинув близько 3:00 внаслідок мінометного обстрілу в районі міст Мар'їнка — Красногорівка (Донецька область). Похований у Долинянах. |
| 3285        |                  | Воловенко Ігор Іванович                                    | 21 січня 1975, Новоселівка (Гайсинський район) Вінницька область. Старший солдат, старший оператор відділення взводу спостереження та технічних засобів розвідки розвідувальної роти 59 ОМПБр. З 1994 року працював складачем поїздів 5 розряду паливно-транспортного цеху ДТЕК Ладижинська ТЕС. Мобілізований 13 липня 2015 року. Залишилися батьки, дружина та двоє дітей, донька 2003 р. н. та син 2005 р. н. | 5 липня 2016                   | О 13:15, під час огляду взводного опорного пункту в районі міста Попасна (Луганська область), підірвався на протипіхотній міні МОН. Похований в с.Новоселівка . За даними ІАЦ РНБО, за минулу добу внаслідок бойових дій 2 українських військовослужбовців загинули, 10 – отримали поранення. На брифінгу Андрій Лисенко уточнив, що один військовий загинув в результаті підриву на вибуховому пристрої у Троїцькому (ймовірно, Троїцьке (Попаснянський район), ще один — під час обстрілу в районі міста Мар'їнка. |
| 3286        |                  | Сергєєв Володимир Ігорович (Псевдо «Смайл» / «Кабан»)      | 27 квітня 1993, Обухів Київська область. Командир відділення 3-ї роти 122-го окремого аеромобільного батальйону 81-ї ОАЕМБр. Вступив до пілотного факультету Національного авіаційного університету, однак не закінчив його. З 2010 по 2011 рік проходив строкову службу у військах протиповітряної оборони в Одесі. Працював у ПАТ «Київський картонно-паперовий комбінат» вантажником, розмелювачем картону. Мобілізований 17 липня 2015 року, після підготовки на Львівщині був зарахований у 81-шу бригаду снайпером. Неодружений, залишилися батьки, сестра. | 6 липня 2016                   | Близько 13:00 в промзоні міста Авдіївка (Донецька область) під час обстрілу міна 120-мм калібру залетіла у бліндаж, загинули двоє бійців, ще 3 дістали поранень. Володимир потрапив під завал, осколок міни не пробив бронежилет наскрізь, але Володимир отримав травми голови, обох рук і ніг та живота, помер у лікарні. Похований в Обухові. |
| 3287        |                  | Лисевич Олег Степанович                                    | 10 червня 1985, Сваричів Рожнятівський район Івано-Франківська область. Старший солдат 122-го окремого аеромобільного батальйону 81-ї ОАЕМБр. Брат також служить в зоні АТО. | 6 липня 2016                   | В промзоні міста Авдіївка (Донецька область) під час обстрілу міна 120-мм калібру залетіла у бліндаж, загинули двоє бійців, ще 3 дістали поранень. Олег загинув одразу. Похований в с. Сваричів. |
| 3288        |                  | Турик Максим Васильович                                    | 4 листопада 1981, Вараш Рівненська область. Солдат, механік-водій танку 3-ї роти 17 ОТБр. Мобілізований 14 березня 2015 року. У березні 2016, після року служби, підписав короткостроковий 6-місячний контракт. Проходив військову службу у м. Покровськ на Донеччині. Залишилися мати та дві сестри. | 7 липня 2016                   | 2 липня був госпіталізований із зони АТО (з району міста Бахмут) до Харківського військового госпіталю у важкому стані (крововилив у мозок, набряк, ЧМТ), де помер 7 липня. У військовій частині рідним Максима повідомили, що він загинув внаслідок нещасного випадку (впав з паркану і вдарився головою). Похований на міському кладовищі Вараша у селі Стара Рафалівка. 10 листопада «Факти і коментарі» опублікували статтю, де товариші по службі вже після демобілізації розповіли, що солдат отримав важкі травми від командира роти в присутності комбату, під час т.зв. боксерського бою. Максим відмовився битися, але комроти наніс йому кіль ударів у голову. Бахмутським міськвідділом поліції (Донецька область) за фактом було відкрите кримінальне провадження, 9 листопада мати Максима отримала листа від Міноборони, що справу закрито через відсутність складу злочину. У лютому 2020 року обвинувальний акт відносно командира підрозділу однієї із військових частин ЗС України у нанесенні умисного тяжкого тілесного ушкодження, що спричинило смерть потерпілого та перевищенні влади військовою службовою особою, скеровано до суду. |
| 3289        |                  | Ковальський Анатолій Вікторович (Псевдо «Сталкер»)         | 1978, Буцневе Деражнянський район Хмельницька область. Старшина, військовослужбовець 131-го окремого розвідувального батальйону. До 2013 року працював оперуповноваженим у Деражнянському відділі міліції Хмельницької області. Потім поїхав на заробітки в Росію. Повернувшись додому, пішов на військову службу. Залишилися батьки та дружина з дитиною. | 7 липня 2016                   | О 19:00 поблизу села Лопаскине (Новоайдарський район Луганська область) на керованому фугасі біля річки підірвався мікроавтобус VOLKSWAGEN T4, загинули двоє військовослужбовців. Похований у рідному селі |
| 3290        |                  | Яблонський Микола Миколайович («Коляся»)                   | 30 липня 1988, Сергіївка (Нікольський район) Донецька область. Молодший сержант, військовослужбовець 131-го окремого розвідувального батальйону. Залишилася дружина та маленька дитина. | 7 липня 2016                   | О 19:00 поблизу села Лопаскине (Новоайдарський район Луганська область) на керованому фугасі біля річки підірвався мікроавтобус VOLKSWAGEN T4, загинули двоє військовослужбовців. Похований у рідному селі. |
| 3291        |                  | Мельник Василь Романович                                   | 1986, Полонична Кам'янка-Бузький район Львівська область. Солдат 54-ї окремої механізованої бригади. На фронті був майже два роки. | 8 липня 2016                   | Загинув о 8:20 поблизу смт Луганське (Бахмутський район Донецька область) від кулі снайпера. Зранку противник почав обстріл передових позиції ЗСУ з БМП-1. Василь у цей час займався телефонним кабелем й затримався на відкритій ділянці, снайперська куля потрапила у сонну артерію. |
| 3292        |                  | Новгородський Володимир Михайлович (Псевдо «Михалич»)      | 9 вересня 1962, 53 роки, Бєльці Молдова. Проживав у м. Мелітополь Запорізька область. Старший сержант 54-ї окремої механізованої бригади, в/ч пп В2970 (Бахмут). Спортсмен, тренер з рукопашного бою. Працював в охоронній фірмі. Мобілізований 3 вересня 2014 року до 3-го батальйону 79-ї ОАЕМБр, звільнений в запас у вересні 2015 року. 2 березня 2016 підписав контракт на військову службу в 54 ОМБр. Залишилися дружина та син (бойовий офіцер, захисник Донецького аеропорту). | 9 липня 2016                   | О 4:00 на «світлодарській дузі» противник розпочав масований артилерійський обстріл, під прикриттям якого спробував провести атаку на позиції ЗСУ поблизу села Троїцьке (Попаснянський район) Луганської області. Атаку відбито. Володимир загинув від кульового поранення. Похований у Мелітополі. |
| 3293        |                  | Домашенко Олександр Олександрович (Псевдо «Домік»)         | 1992, Яготин Київська область. Солдат, гранатометник АГС 25-го окремого мотопіхотного батальйону «Київська Русь» 54-ї ОМБр. 2003 року батьків Олександра позбавили батьківських прав, він виховувався у дитячому будинку «Віночок». Закінчив Переяслав-Хмельницький ЦПТО, в 2012 році відслужив строкову службу в 26-й артбригаді. Мобілізований у червні 2014 року. У складі 25-го батальйону обороняв Дебальцеве. Після демобілізації в липні 2015 повернувся додому, але за кілька місяців підписав контракт на військову службу і знову пішов на фронт. Неодружений. | 9 липня 2016                   | О 4:00 на «світлодарській дузі» противник розпочав масований артилерійський обстріл, під прикриттям якого спробував провести атаку на позиції ЗСУ поблизу села Троїцьке (Попаснянський район) Луганської області (за іншими даними, поблизу с. Логвинове). Атаку відбито. У перші хвилини обстрілу загинули троє українських захисників, ще один помер від поранень, двоє у тяжкому стані, кілька легкопоранені й контужені. Похований в Яготині. |
| 3294        |                  | Чеботарь Руслан Петрович (Псевдо «Німий»)                  | 38 років, Копайгород Барський район Вінницька область. Мешкав у с. Селище (Літинський район). Солдат, кулеметник роти вогневої підтримки 25-го окремого мотопіхотного батальйону «Київська Русь» 54-ї ОМБр. В дитинстві переїхав з мамою на Літинщину. Мобілізований 24 квітня 2015 року як доброволець, проходив підготовку на Рівненському полігоні. Спочатку був снайпером, потім кулеметником. Залишилися мати та бабуся. Прим. Волонтер 25-го батальйону Ксенія Бикова у Facebook написала про втрати, в коментарях до посту назвала двох загиблих - Немой і Гриша. | 9 липня 2016                   | О 4:00 на «світлодарській дузі» противник розпочав масований артилерійський обстріл, під прикриттям якого спробував провести атаку на позиції ЗСУ поблизу села Троїцьке (Попаснянський район) Луганської області. Атаку відбито. У перші хвилини обстрілу загинули троє українських захисників, ще один помер від поранень, двоє у тяжкому стані, кілька легкопоранені й контужені (троє загиблих з 25 ОМПБ, один з 54 ОМБр). Похований в смт Копайгород. |
| 3295        |                  | Гега Руслан Юрійович                                       | 5 грудня 1984, Сквира Київська область. Проживав у м. Фастів. Солдат, телефоніст 95-ї окремої аеромобільної бригади (Житомир). Шкільні роки пройшли у селищі Зелений Бір (Васильківський район). Навчався в Фастівському центрі професійно-технічної освіти, де здобув спеціальність газоелектрозварника. Працював на фермерському господарстві «Полісся» в с. Ставки (Фастівський район). Мобілізований у липні 2015 року. Залишилися дружина та 10-річний син. | 10 липня 2016                  | Загинув близько 7:00, під час виконання бойового завдання в зоні АТО, місце не уточнено. Поховання на кладовищі с. Мала Снітинка. Прим., один військовослужбовець загинув під час обстрілу поблизу смт Новгородське під Горлівкою (Донецька область). |
| 3296        |                  | Гуртяк Юрій Олександрович (Псевдо «Таєць»)                 | 3 серпня 1985, Містки (Сватівський район) Луганська область. Проживав у м. Сєвєродонецьк. Молодший лейтенант, розвідник 24-го окремого штурмового батальйону «Айдар» 10-ї ОГШБр. Закінчив Східноукраїнський національний університет імені Володимира Даля за спеціальністю інженера-механіка. Боєць з тайського боксу, неодноразово брав участь у змаганнях міського, обласного, всеукраїнського рівня. До війни працював у сільському господарстві. На фронті з 2014 року, брав участь у боях в районі траси «Бахмутка». Один із засновників ГО «Спілка ветеранів бойових дій, ветеранів АТО та волонтерів «Безпека Волині». Залишилися батьки, сестра, брат, дружина та 4-річна донька. | 11 липня 2016                  | Загинув близько 5:00, під час виконання бойового завдання неподалік населених пунктів Тарамчук та ‪Новомихайлівка (Мар'їнський район) Донецької області. Сапери разом з групою прикриття висунулися на передній край і натрапили на міну направленої дії з «розтяжкою». Загиблих побратими виносили вже під час обстрілу. Похований у рідному селі Містки. |
| 3297        |                  | Комаров Ярослав Михайлович (Псевдо «Комарик»)              | 3 січня 1984, Київ. Старший солдат, командир відділення саперного взводу 24-го окремого штурмового батальйону «Айдар» 10-ї ОГШБр. Служив сапером у миротворчій місії в Іраку. Учасник Революції Гідності. В батальйон прийшов добровольцем, служив снайпером, потім сапером у групі прикриття. Залишилися мати, дружина та 6-річна донька. | 11 липня 2016                  | Загинув близько 5:00, під час виконання бойового завдання неподалік населених пунктів Тарамчук та ‪Новомихайлівка (Мар'їнський район) Донецької області. Сапери разом з групою прикриття висунулися на передній край і натрапили на міну направленої дії з «розтяжкою», двоє бійців загинули, ще один дістав поранень. 13 липня з воїном попрощалися на Майдані Незалежності в Києві. |
| 3298        |                  | Месеча Сергій Олександрович                                | 12 червня 1983, Жуки (Кобеляцький район) Полтавська область. Проживав у м. Кобеляки. Солдат, механік-водій БМП 53-ї окремої механізованої бригади (Сєвєродонецьк). Виховувався мамою, був єдиним сином. Закінчив Кобеляцьке ПТУ (нині — аграрний ліцеї), де здобув спеціальність водія. Працював слюсарем на Кобеляцькому цукровому заводі та автослюсарем на СТО в Полтаві, Києві. Мобілізований 16 червня 2015 року як доброволець, до цього в армії не служив. Воював в районі Авдіївки, Зайцевого. Мати померла, залишився 7-річний син. | 12 липня 2016                  | Загинув в районі смт Зайцеве під Горлівкою внаслідок подвійного влучення міни у бліндаж. Похований в с. Жуки. |
| 3299        |                  | Яценко Юрій Вікторович                                     | 19 травня 1981, Кременчук Полтавська область. Солдат 58-ї окремої мотопіхотної бригади (Суми). Служив за контрактом. Залишилась дружина та двоє дітей, 5-річний син і 8-річна донька. | 12 липня 2016                  | Загинув близько 23:00, під час відбиття чергової спроби прориву ДРГ противника в промзоні міста Авдіївка (Донецька область). Як розповіли бойові товариші, Юрій вів спостереження за противником у девятиповерхівці. Обставини загибелі вони не уточнили, але підтвердили, що в нього було чотири ножових поранення. Похований у Кременчуці на Свіштовському кладовищі, у секторі героїв АТО. |
| 3300        |                  | Мамчій Станіслав Юрійович                                  | 15 вересня 1983, Чернівці. Солдат 1-ї роти 122-го окремого аеромобільного батальйону 81-ї ОАЕМБр. Закінчив професійно-технічне училище №9, працював на Чернівецькому заводі №70. Залишились батьки та двоє братів. Молодший брат також пішов на фронт добровольцем. | 13 липня 2016                  | Загинув в ніч на 13 липня на блокпості під Авдіївкою (Донецька область), під час мінометного обстрілу, діставши множинні мінно-вибухові поранення, несумісні з життям. Похований на Алеї Слави на Годилівського кладовища у Чернівцях. |
| 3301        |                  | Петренко Віталій Петрович (Позивний «Саглам»)              | 27 травня 1970, Київ. Полковник СБУ, заступник начальника управління Департаменту контррозвідки СБУ. Закінчив Національну юракадемію ім. Ярослава Мудрого. Віддав Службі понад 27 років, пройшов шлях від слідчого до заступника начальника управління в органах СБУ на Київщині, Закарпатті, у Полтавській і Рівненській областях. 2014 року, після відрядження в зону АТО, призначений заступником начальника управління – начальником відділу по боротьбі з корупцією та організованою злочинністю УСБУ в Рівненській області. З кінця січня 2015 майже весь час перебував на Сході, був одним з керівників зведених мобільних груп по боротьбі з незаконним переміщенням товарів через лінію розмежування. Залишилися мати, дружина та син. | 13 липня 2016                  | Загинув поблизу с. Богданівка (Волноваський район), прямуючи на бойове завдання. |
| 3302        |                  | Дунаєвський Сергій Михайлович (Позивний «Дуда»)            | 20 червня 1980, Студена Піщанський район Вінницька область. Солдат зенітно-артилерійського взводу 46-го окремого батальйону спецпризначення «Донбас Україна», в/ч пп В2612, 10-ї ОГШБр. Мобілізований 23 серпня 2015 року. Залишились батьки та брат. | 14 липня 2016                  | Загинув в результаті артилерійського обстрілу позицій ЗСУ в районі міста Мар'їнка (Донецька область). Сергій дістав два проникаючі поранення у спину, під обстрілами побратими витягли його до «швидкої», але він вже помер. |
| 3303        |                  | Леонтюк Леонід Вікторович                                  | 1971, Махнівка (Козятинський район) Вінницька область. Молодший сержант, військовослужбовець 93-ї окремої механізованої бригади. Мобілізований 16 серпня 2014 року. Учасник бойових дій під Донецьком (Піски, район аеропорту). Через рік служби, у вересні 2015, був демобілізований. З 15 березня 2016 року повернувся до своєї бригади на військову службу за контрактом. Залишилися дружина, син та донька. | 15 липня 2016                  | 13 липня, під час виконання бойового завдання поблизу села Кримське (Новоайдарський район) Луганської області, підірвався на «розтяжці». Помер від поранень у військовому шпиталі м. Харків. |
| 3304        |                  | Потарайко Сергій Дмитрович (Псевдо «Мольфар»)              | 30 січня 1984, Чернівці. Солдат, розвідник 8-го окремого мотопіхотного батальйону «Поділля» 10-ї ОГШБр. Зареєстрований був у селі Плоска (Путильський район), але все життя прожив у Чернівцях. На фронт пішов, підписавши контракт на військову службу навесні 2016 року. Залишилися мати, брат, сестра та дружина. | 15 липня 2016                  | Поблизу міста Мар'їнка (Донецька область) троє військовослужбовців потрапили у засідку під час виконання бойового завдання. Куля влучила Сергію у голову, він загинув миттєво. Тіло добу не могли вивезти з поля бою через обстріли. Похований на Алеї Слави на Центральному кладовищі Чернівців. Намагаючись врятувати побратимів, ще один буковинець, 20-річний Павло Юрбаш з с. Сергії, потрапив у полон. Звільнений 27.12.2017 за обміном. |
| 3305        |                  | Рій Василь Іванович                                        | 20 липня 1967, Новий Витків Радехівський район Львівська область. Проживав у с. Йосипівка (Радехівський район). Військовослужбовець 2-го механізованого батальйону 53-ї окремої механізованої бригади (Сєвєродонецьк). До мобілізації обіймав різні посади у ТОВ «Мебель-Сервіс». В зоні АТО був на посаді заступника начальника штабу військової частини А0796, Оперативне командування «Захід». Після демобілізації повернувся додому, згодом підписав контракт на подальшу військову службу. Залишилися дружина та двоє дітей, син і донька. | 16 липня 2016                  | Загинув під час несення військової служби у Бахмутському районі Донецької області, обставини не уточнено. Похований в Йосипівці. |
| 3306        |                  | Губський Олексій Сергійович (Псевдо «Граната»)             | 17 грудня 1976, Виноградний Клин Генічеський район Херсонська область. Проживав у с. Радивонівка (Якимівський район) Запорізька область. Гранатометник 54-ї окремої механізованої бригади (Бахмут). До війни працював на баштанах. Мобілізований 17 серпня 2015 року, проходив службу в роті охорони Мелітопольського військкомату. За власним бажанням був переведений до 54-ї ОМБр та вирушив на передову. Залишилися мати, дружина та донька 2005 р. н. | 17 липня 2016                  | Загинув близько 10:00 поблизу смт Луганське (Бахмутський район Донецька область). У бойовому зіткненні Олексій закидав противника гранатами, але сам дістав поранення в ногу. Під час відходу був смертельно поранений у голову. Похований в Радивонівці. Прим. 19 липня, журналіст Юрій Бутусов повідомив, що вдалося забрати у російських бойовиків за обміном тіло військовослужбовця 54-ї ОМБр, який загинув під час патрулювання нейтральної смуги кілька днів тому. |
| 3307        |                  | Швець Олександр Олексійович                                | 9 березня 1958, 58 років, Миколаїв (Львівська область). Мешкав у м. Золочів. Капітан, командир мінометної батареї 1-го механізованого батальйону 53-ї окремої механізованої бригади (Сєвєродонецьк). Адвокат. Після закінчення юридичного факультету Львівського Державного Університету ім. Франка, працював юрисконсультом, а згодом — адвокатом. Пішов на фронт добровольцем. Залишилися дружина та троє дорослих дітей. | 18 липня 2016                  | Близько 3-ї години ранку внаслідок мінометного обстрілу позицій бригади в районі смт Зайцеве — Майорськ під Горлівкою (Донецька область), загинули 4 військовослужбовці, ще 3 дістали поранень. Після прощання у Золочеві Олександра поховають на Личаківському кладовищі у Львові, на Полі почесних поховань №76. |
| 3308        |                  | Грабчак Олег Вікторович                                    | 20 жовтня 1988, Липовець Вінницька область. Старший солдат 1-го механізованого батальйону 53-ї окремої механізованої бригади (Сєвєродонецьк). Працював слюсарем у газовій конторі. Мобілізований 15 липня 2015 року. Залишилися батьки, сестра, брат та наречена. | 18 липня 2016                  | Близько 3-ї години ранку внаслідок мінометного обстрілу позицій бригади в районі смт Зайцеве — Майорськ під Горлівкою (Донецька область), загинули 4 військовослужбовців. Олега довезли до лікарні, але врятувати не змогли. Похований у м. Липовець. |
| 3309        |                  | Літовко Микола Валентинович                                | 19 квітня 1976, Сєвєродонецьк Луганська область. Солдат 1-го механізованого батальйону 53-ї окремої механізованої бригади (Сєвєродонецьк). Закінчив ПТУ №101 в Сєвєродонецьку. Був призваний за мобілізацією як доброволець. У квітні 2016 року демобілізувався, але вже 29 травня підписав контракт та повернувся до своєї бригади. Залишилися батько, дружина та син. | 18 липня 2016                  | Близько 3-ї години ранку внаслідок мінометного обстрілу позицій бригади в районі смт Зайцеве — Майорськ під Горлівкою (Донецька область), загинули 4 військовослужбовців. Похований на Центральному кладовищі Сєвєродонецька. |
| 3310        |                  | Вовченко Володимир Миколайович                             | 19 жовтня 1980, Луганська область. З дитинства проживав у м. П'ятихатки Дніпропетровська область. Молодший лейтенант, заступник командира мінометної батареї 1-го механізованого батальйону 53-ї окремої механізованої бригади (Сєвєродонецьк). Закінчив Криворізький педагогічний університет та став вчителем історії у Мар'янівській загально-освітній школі. Перед війною працював у мережі «АТБ». Мобілізований у березні 2014 року як доброволець, через рік підписав контракт на подальшу військову службу. Мати Володимира померла, поки він був на війні. Залишились дружина та однорічний син. | 18 липня 2016                  | Близько 3-ї години ранку внаслідок мінометного обстрілу позицій бригади в районі смт Зайцеве — Майорськ під Горлівкою (Донецька область), загинули 4 військовослужбовців, ще 3 дістали поранень. Похований у П'ятихатках. |
| 3311        |                  | Цірик Володимир Миколайович (Псевдо «Оса»)                 | 13 червня 1993, Угля Тячівський район Закарпатська область. Старший лейтенант, командир 9-ї механізованої роти 3-го механізованого батальйону 93-ї окремої механізованої бригади. Навчався в Мукачівському ліцеї з посиленою військово-фізичною підготовкою. В лютому 2015 року закінчив Національну академії Сухопутних військ імені гетьмана Сагайдачного у Львові (достроковий випуск), та вже навесні 2015 року 21-річний лейтенант потрапив на передову, у 93 ОМБр, і був призначений командиром роти. 10 місяців воював під Донецьком (Піски, район аеропорту). Командування називає його одним з найбільш перспективних і талановитих офіцерів бригади. Залишилася мати, у якої Володимир був єдиним сином. | 18 липня 2016                  | Увечері поблизу села Кримське (Новоайдарський район) Луганської області, під час патрулювання місцевості зі сторони нейтральної території група військовослужбовців 93-ї ОМБр була обстріляна ворожими силами противника з гранатометів і кулеметів, після чого зав'язався бій, внаслідок якого було поранено 3-х бійців. БМП-2, що виїхала на допомогу та евакуацію, підірвалася на замаскованій противником протитанковій міні. Володимир загинув при близькому вогневому контакті. Серед поранених його товариш та однокурсник, командир 7-ї роти Олександр Сак («Стафф»). Поховали 23-річного офіцера в рідному селі Угля. |
| 3312        |                  | Омельченко Роман Миколайович (Псевдо «Яша»)                | 26 грудня 1973, Лубни Полтавська область. Солдат, механік-водій БМП-2 93-ї окремої механізованої бригади. Мобілізований 2015 року. Залишилися батьки. | 18 липня 2016                  | Увечері поблизу села Кримське (Новоайдарський район) Луганської області, під час патрулювання місцевості зі сторони нейтральної території група військовослужбовців 93-ї ОМБр була обстріляна ворожими силами противника з гранатометів і кулеметів, після чого зав'язався бій, було поранено 3-х бійців. БМП-2, що виїхала на допомогу та евакуацію, підірвалася на замаскованій противником протитанковій міні, внаслідок чого Роман загинув. Похований у с. Піски (Лубенський район). |
| 3313        |                  | Вождєв Павло Олександрович                                 | 6 травня 1976, Миколаїв. Мешкав у м. Керч АР Крим (до окупації). Старший сержант, командир протитанкового взводу 1-го окремого батальйону морської піхоти 36-ї окремої бригади морської піхоти (Миколаїв). Служив у Керченському батальйоні морської піхоти. Після окупації Криму російськими військами вийшов на материкову Україну та на початку АТО вирушив на фронт. Родина Павла проживає в Керчі. | 18 липня 2016                  | Загинув від вогнепального осколкового поранення в результаті обстрілу з протитанкового гранатомету під Маріуполем (Донецька область). 20 липня з двома морськими піхотинцями попрощалися у військовій частині в Миколаєві. За даними ІАЦ РНБО, за минулу добу внаслідок бойових дій 7 військовослужбовців загинули, 14 отримали поранення. Зокрема, один військовослужбовець загинув поблизу села Водяне, на схід від Маріуполя. |
| 3314        |                  | Лелеко Василь Іванович                                     | 30 серпня 1988, Чаплинка Херсонська область. Солдат, механік-водій 2-ї гаубичної самохідно-артилерійської батареї гаубичного самохідно-артилерійського дивізіону бригадно-артилерійської групи 17-ї окремої танкової бригади, в/ч пп В3675. Мобілізований 22 квітня 2015 року, по закінченні року служби підписав контракт. | 18 липня 2016                  | Трагічно загинув в районі с. Воздвиженка (Донецька область). Похований в смт Чаплинка. Журналіст Юрій Бутусов повідомив про небойові втрати: один загиблий у 53-й ОМБр і один у 17-й танковій бригаді. |
| 3315        |                  | Григорович Іван Станіславович («Богун»)                    | 29 травня 1985, Кононча Канівський район Черкаська область. Мешкав у м. Канів. Старший солдат, старший навідник мінометного відділення мінометного взводу мінометної батареї 46-го окремого батальйону спецпризначення «Донбас Україна», в/ч пп В2612, 10-ї ОГШБр. Закінчив Національний Авіаційний Університет 2012 року. Призваний за мобілізацією. Залишилися мати й дружина. | 21 липня 2016                  | Взвод Івана був відведений за «Мінськими угодами», але Іван зголосився нести службу на передових позиціях та був відряджений до взводно-опорного пункту роти розвідки в районі міста Мар'їнка (Донецька область). Близько 20:00 до опорного пункту підійшла ДРГ противника, російські бойовики відкрили вогонь зі стрілецької зброї та підствольних гранатометів. Напад відбито. Іван загинув від осколкового поранення, поранені ще двоє захисників. Похований у с. Кононча. |
| 3316        |                  | Шадських Сергій Олексійович (Псевдо «Бульдог» / «Булька»)  | 14 лютого 1965, 51 рік, Гребінка Полтавська область. Проживав у м. Фастів Київська область. Молодший сержант, командир протитанкового взводу роти танкової підтримки 11-го окремого мотопіхотного батальйону «Київська Русь» 59-ї ОМПБр. Довгий час працював на залізниці машиністом пасажирських потягів, пізніше — в охоронній фірмі у Києві. На війні з вересня 2014 року, брав участь у боях в районі Донецького аеропорту. Після року на фронті залишився на військовій службі за контрактом. У квітні 2016 року підбив з ПТРК два «Урали» бойовиків з боєприпасами. Нагороджений кількома відзнаками. Одружений. | 23 липня 2016                  | Був смертельно поранений поблизу с. Новозванівка (Попаснянський район), під час масованого обстрілу українських позицій зі 152-мм артилерії, але зміг самостійно викликати допомогу та підтримувати себе у свідомості, залишаючись на позиції. Похований на Інтернаціональному кладовищі Фастова, на Алеї Слави. |
| 3317        |                  | Матвієць Роман Михайлович (Псевдо «Матвій»)                | 13 червня 1989, Хорошів Білогірський район (Хмельницька область). Старшина, заступник командира групи спеціального призначення 8-го окремого полку спецпризначення (Хмельницький). У війську з 2008 року. В січні 2016 нагороджений медаллю «За військову службу Україні». Посмертно нагороджений орденом та Зіркою Героя. Залишились мати, дружина і 7-річний син. Герой України (посмертно). | 23 липня 2016                  | Загинув близько 17:00 поблизу с. Новозванівка (Попаснянський район Луганська область), під час бойового зіткнення. Роман кинувся у лісосмугу, звідки працював кулемет противника. Врятувавши життя своїх побратимів, загинув на місці від отриманих кульових поранень. Похований у с. Хорошів. |
| 3318        |                  | Чунтул Віталій Манолійович                                 | 8 грудня 1972, Чернівці. Старший солдат, оператор-радіотелефоніст розвідувально-спостережного відділення розвідувального взводу спостереження 54-го окремого розвідувального батальйону, в/ч пп В2803 (Новоград-Волинський). Працював у складі технічного персоналу в обласній лікарні швидкої допомоги. Мобілізований 14 серпня 2015 року. Неодружений. Залишилися батьки, в яких Віталій був єдиним сином. | 23 липня 2016                  | Загинув близько 5:30 під час артилерійського обстрілу поблизу села Гнутове під Маріуполем (Донецька область). Похований у Чернівцях, на кладовищі, що по вулиці Кишинівській. |
| 3319        |                  | Бессараб Костянтин Миколайович                             | 1 квітня 1990, Красне (Тиврівський район) Вінницька область. Проживав у м. Одеса. Старший солдат 54-го окремого розвідувального батальйону (Новоград-Волинський). В рідному селі на Вінниччині мешкав до 7-річного віку. Мобілізований 14 серпня 2015 року. В Одесі залишилися батьки та молодший брат. | 23 липня 2016                  | Загинув близько 5:30 під час артилерійського обстрілу поблизу села Гнутове під Маріуполем (Донецька область), снаряд потрапив у бліндаж. Похований у рідному селі Красне. |
| 3320        |                  | Ковальов В'ячеслав Ярославович                             | 19 січня 1976, Бахмут Донецька область. Солдат 54-го окремого розвідувального батальйону (Новоград-Волинський). Виріс у багатодітній сім'ї. Разом зі своїм братом пішов на військову службу за контрактом наприкінці 2015 року. Неодружений, залишилися батько, брати, сестри та племінники. | 23 липня 2016                  | Загинув близько 5:30 під час артилерійського обстрілу поблизу села Гнутове під Маріуполем (Донецька область). Похований на Маріупольському кладовищі у Бахмуті. |
| 3321        |                  | Полохало Володимир Станіславович                           | 17 червня 1985, Кривий Ріг Дніпропетровська область. Старший солдат, оператор-радіотелефоніст розвідувального взводу спостереження 54-го окремого розвідувального батальйону, в/ч пп В2803 (Новоград-Волинський). Пішов на військову службу добровольцем 14 серпня 2015 року. Залишилися мати й сестра. | 23 липня 2016                  | Загинув близько 5:30 під час артилерійського обстрілу поблизу села Гнутове під Маріуполем (Донецька область), від прямого влучення снаряду. Похований у Кривому Розі. |
| 3322        |                  | Літвінов Віктор Іванович                                   | 1975, Сатанів Городоцький район (Хмельницька область). Старший солдат, кухар дивізіону 44-ї окремої артилерійської бригади (Тернопіль). Після демобілізації, згодом повернувся на фронт на службу за контрактом. | 23 липня 2016                  | Помер в зоні проведення АТО, місце не уточнено. Після приготування обіду для особового складу Віктор приліг відпочити. Близько 17:00 його спробували розбудити, але він ознак життя не подавав. Медики констатували смерть, попередньо, через гостру серцеву недостатність. Поховання на місцевому кладовищі с. Сатанів, у центрі якого буде започатковано Алею Слави. |
| 3323        |                  | Мединський Ігор Олександрович                              | 25 лютого 1987, Писарівка (Волочиський район) Хмельницька область. Військовослужбовці 13-го окремого мотопіхотного батальйону «Чернігів-1» 58-ї ОМПБр. Навчався у Волочиському промислово-аграрному професійному ліцеї. Працював на ВМЗ «Мотор Січ», у ТОВ «Агробізнес» та ТОВ «Волочиськ агро». Мобілізований у липні 2015 року, після підготовки на полігоні у Старичах був відправлений в зону АТО. | 23 липня 2016                  | Загинув в районі міста Авдіївка (Донецька область), обставини не уточнено. Похований у с. Писарівка. |
| 3324        |                  | Василик Анатолій Васильович                                | 29 травня 1994, Вишнівка (Снятинський район) Івано-Франківська область. Навідник гармати 10-ї окремої гірсько-штурмової бригади (Коломия). В лютому 2016 року пішов на військову службу за контрактом. Залишилися прийомні батьки та молодший брат. | 23 липня 2016                  | Загинув від кулі снайпера під час бойового зіткнення з ДРГ противника в районі міста Мар'їнка (Донецька область). Похований у Вишнівці. |
|             |                  | Люлюк Олексій Олександрович                                | 19 липня 1983, Більмак Запорізька область. Старший солдат 93-ї окремої механізованої бригади. У березні 2014 році підписав контракт та розпочав службу у 92-й механізованій бригаді в с. Башкирівка Харківської області. Весною 2016 року був переведений до 93-ї механізованої бригади. Після підготовки на полігоні в Широкому Лані був відправлений в зону АТО. Залишилися батьки, дружина та двоє доньок. | 23 липня 2016                  | Трагічно загинув в районі села Кримське (Новоайдарський район) Луганської області, обставини не уточнено. Похований у смт Більмак. |
| 3325        |                  | Голуб Олег Володимирович                                   | 4 вересня 1985, Запоріжжя. Солдат, водій БТР 3-ї десантно-штурмової роти 122-го окремого аеромобільного батальйону 81-ї ОАЕМБр. Працював водієм на заводі «Кремнійполімер». Мобілізований 15 липня 2015 року. Залишилися батьки, брат, дружина та двоє дітей, донька 2010 р. н. і син 2012 р. н. | 24 липня 2016                  | Загинув о південь у промзоні міста Авдіївка (Донецька область) під час бойового зіткнення з ДРГ противника. Троє десантників прийняли нерівний бій, двоє захисників загинули, один поранений. Поховали Олега на кладовищі Святого Миколая у Запоріжжі. |
| 3326        |                  | Арсієнко Руслан Леонідович                                 | 15 січня 1979, Вишгород Київська область. Старший сержант, гранатометник 122-го окремого аеромобільного батальйону 81-ї ОАЕМБр. Навчався в інтернаті. До війни працював автомеханіком. Мобілізований 12 серпня 2015 року. Залишилась дружина та дві доньки. | 24 липня 2016                  | Загинув о південь у промзоні міста Авдіївка (Донецька область) під час бойового зіткнення з ДРГ противника. Троє десантників прийняли нерівний бій, двоє захисників загинули, один поранений. Похований у Вишгороді. |
| 3327        |                  | Гевко Руслан Петрович                                      | 12 липня 1980, Медин Підволочиський район Тернопільська область. Солдат 128-ї окремої гірсько-піхотної бригади. Мобілізований на початку липня 2015 року. Залишилися батько та дві молодші сестри. | 24 липня 2016                  | Загинув під час виконання бойового завдання, підірвавшись на міні поблизу міста Авдіївка (Донецька область). Похований у с. Медин. За даними ІАЦ РНБО, за минулу добу внаслідок бойових дій 3 українських військовослужбовців загинули, ще 3 дістали поранення. Двоє загинули в Авдіївці, один у с. Невельське (Ясинуватський район). |
| 3328        |                  | Настасенко Сергій Олександрович                            | 11 жовтня 1981, Суми. Військовослужбовець 15-го окремого мотопіхотного батальйону «Суми» 58-ї ОМПБр. Ніс службу за контрактом, в зону АТО потрапив 30 червня 2016 року. Залишилася дружина та двоє неповнолітніх дітей, син і донька. | 25 липня 2016                  | Служив в смт Верхньоторецьке (Ясинуватський район Донецька область). Помер від травм внаслідок побиття. Похований у Сумах, на Баранівському кладовищі, поряд із могилою батька. |
| 3329        |                  | Колесник Сергій Сергійович                                 | 23 липня 1992, Соколівське Кропивницький район Кіровоградська область. Проживав у м. Кропивницький. Солдат, гранатометник 1 відділення 2 взводу 9 механізованої роти 3 механізованого батальйону 30-ї окремої механізованої бригади, в/ч пп В2731 (Новоград-Волинський). Після проходження строкової служби підписав контракт та 22 червня 2016 року відбув до зони АТО. Залишилися дружина і 3-річний син. | 25 липня 2016                  | Загинув від вогнепального поранення у голову під час бойового чергування в районі м. Волноваха Донецька область. Похований на Алеї почесних воїнських поховань Рівнянського кладовища м. Кропивницький. |
| 3330        |                  | Титаренко Олексій Георгійович                              | 25 березня 1986, Рубіжне Луганська область. Проживав у с. Новокраснянка Кремінський район. Солдат 54-ї окремої механізованої бригади (Бахмут). Мобілізований у вересні 2015 року. | 27 липня 2016                  | Загинув під час обстрілу на «світлодарській дузі». Як повідомили «Подробиці» з посиланням на штаб, один військовий загинув під час обстрілу смт Луганське (Бахмутський район Донецька область). Поховання в с. Новокраснянка. |
| 3331        |                  | Кушнір Ігор Леонідович                                     | 4 квітня 1980, Мечиславка Благовіщенський район Кіровоградська область. Солдат 2-го механізованого батальйону 53-ї окремої механізованої бригади (Сєвєродонецьк). Працював різноробочим у місцевого фермера. Мобілізований 7 червня 2015 року. Неодружений, залишилися мати, двоє братів та сестра. | 27 липня 2016                  | Загинув у ніч на 28 липня, під час несення військової служби на території Донецької області, в бойовому зіткненні з ДРГ противника. |
| 3332        |                  | Дзюба Володимир Павлович                                   | 3 квітня 1973, Охматів Жашківський район Черкаська область. Солдат, номер обслуги 58-ї ОМПБр. | 28 липня 2016                  | Трагічно загинув у с. Тарасівка (Костянтинівський район). Похований в с. Охматів. |
|             |                  | Блудов Максим Олександрович                                | 28 листопада 1992, Харків. Військовослужбовець, оператор-навідник артилерійського реактивного взводу 27-ї окремої реактивної артилерійської бригади. Мобілізований у листопаді 2015 року як доброволець, згодом підписав контракт на військову службу. Залишилися батьки, дружина та син. | 28 липня 2016                  | Був знайдений мертвим у лісопосадці поблизу селища Ракша (Добропільський район Донецька область). Загинув від вогнепального поранення у голову. Основні версії слідства — самогубство. Родичі вважають, що причиною смерті могло стати вбивство. |
| 3333        |                  | Юсубов Руслан Бакірович                                    | 23 грудня 1974, Вигода (Біляївський район) Одеська область. Мешкав в с. Слободище (Бердичівський район) Житомирська область. Військовослужбовець 53-ї окремої механізованої бригади (Сєвєродонецьк). У ранньому віці залишився без матері. Проходив строкову службу у 95-й аеромобільній бригаді. З 2009 року оселився на Житомирщині, в селі Слободище, куди раніше приїздив у справах. Працював на фермі, тракторному стані. Мобілізований у липні 2015 року. Залишилася цивільна дружина з донькою. | 29 липня 2016                  | 20 липня дістав важке поранення у голову поблизу с. Полтавка (Костянтинівський район) на Донеччині, 9 днів перебував у комі. Помер у Харківському військовому госпіталі. Похований в с. Слободище. |
| 3334        |                  | Величко Олег Вікторович                                    | 17 квітня 1979, Бабенкове (Ізюмський район) Харківська область. Мешкав у с. Бригадирівка (Ізюмський район). Молодший сержант, старший навідник 54-ї окремої механізованої бригади (Бахмут). По закінченні Липчанівської ЗОШ працював тваринником в ПСП «Дружба». Мобілізований 28 липня 2015 року. Залишилася дружина та дві доньки. | 29 липня 2016                  | Загинув близько 21:00 поблизу смт Луганське (Бахмутський район Донецька область). Похований в рідному селі. |
| 3335        |                  | Нечипоренко Роман Володимирович                            | 14 липня 1978, Лубни Полтавська область. Прапорщик, військовослужбовець 58-ї окремої мотопіхотної бригади (Суми). 2002 року закінчив Лубенський лісотехнічний коледж, але вирішив стати військовим. Протягом 15 років проходив військову службу у в/ч А2975 (3097-ма база технічних засобів служби пального) в Лубнах. Брав участь в миротворчій місії ООН в Сьєрра-Леоне. Останній рік служив у 58 ОМБр. Залишилися мати, дружина та двоє дітей. | 29 липня 2016                  | Загинув від вогнепального поранення на території військовій частині поблизу Авдіївки (Донецька область). За попередніми висновками судмедекспертизи - боєць скоїв самогубство. Родичі вважають, що причиною смерті могло стати вбивство. |
| 3336        |                  | Безейко Олег Васильович                                    | 22 жовтня 1971, Понінка Полонський район Хмельницька область. Старшина, військовослужбовець 703-го інженерного полку. Мобілізований влітку 2015. Залишилось двоє дітей. | 30 липня 2016                  | Помер під час несення служби у с. Олександро-Калинове (Костянтинівський район). Похований в м. Полонне. |
| 3337        |                  | Коваль Юрій Геннадійович (Позивний «Директор»)             | 2 серпня 1960, 55 років, Борисівка (Приморський район) Запорізька область. Мешкав у Бердянську. Командир бронемашини, боєць роти ОУН 93-ї окремої механізованої бригади. На фронт пішов добровольцем 2014 року, у складі патрульної роти МВС «Берда» захищав Широкине. Згодом перейшов до підрозділу ОУН, який увійшов до складу 93 ОМБр. Обороняв Піски та шахту Бутівка. Був двічі поранений у боях. 2015 року на місцевих виборах балотувався від РПЛ до Бердянської міської ради (округ №25). Залишилася дружина та діти. | 30 липня 2016                  | Загинув у ніч на 30 липня в результаті ДТП, яка сталася в районі Лисичанська (Луганська область). Разом із Юрієм в автомобілі були троє його побратимів, всі вони госпіталізовані. |
| 3338        |                  | Маслянка Віталій Іванович                                  | 23 лютого 1972, Піщане (Сумська міська рада) Сумська область. Мешкав в АР Крим. Сержант, військовослужбовець 128-ї окремої гірсько-піхотної бригади. Свого часу лужив на Кавказі та у Середній Азії. У 2014 році працював на хімічному заводі в Криму, після окупації півострова російськими військами повернувся на Сумщину та навесні 2014 року добровольцем пішов у 15-й БТО «Суми». У квітні 2015 демобілізувався, а у липні 2015 знову пішов на фронт у складі 128-ї бригади. Розлучений. Залишилися батьки, 23-річна донька та брат, який служив разом із Віталієм. | 31 липня 2016                  | Загинув в районі Донецького аеропорту під час обстрілу опорного пункту, в результаті розриву гранати. Похований на Алеї Слави Центрального кладовища міста Суми. За повідомленням ЗМІ один військовослужбовець загинув біля селища Опитне (Ясинуватський район). |
| Серпень     |                  |                                                            | |                                | |
| 3339        |                  | Барашенко Юрій Петрович                                    | 2 травня 1966, 50 років, Шумилів Бершадський район Вінницька область. Проживав у с. Маньківка (Бершадський район). Капітан, командир мотопіхотної роти 9-го окремого мотопіхотного батальйону 59-ї ОМПБр, в/ч пп В4050 (Гайсин). До війни працював вчителем фізкультури та військової підготовки Красносільської загальноосвітньої школи. Займався спортом, брав участь у змаганнях з футзалу в складі районної команди. Мобілізований у квітні 2015 року. Залишилися батьки, дружина та двоє дітей, донька 1989 р. н. і син 2000 р. н. | 3 серпня 2016                  | Ніс службу в районі міста Попасна (Луганська область). Близько 14:00, був поранений у голову та шию на позиції, — 5 кульових поранень. Того ж дня, близько 19:00, помер в лікарні міста Попасна. Основні версії слідства — самогубство, або необережне поводження зі зброєю. Похований у с. Маньківка. Рідні домоглися повторної судово-медичної експертизи, 13.07.2017 проведено ексгумацію. Експертиза підтвердила, що кулі увійшли під різними кутами. |
| 3340        |                  | Защик Віктор Васильович (Псевдо «Шульга»)                  | 2 серпня 1967, Межиріч (Острозький район) Рівненська область. Проживав у Нетішині Хмельницька область. Боєць Української добровольчої армії. Був членом нетішинського осередку «Правого сектора». На фронті з грудня 2014 року, у складі 5-го окремого батальйону ДУК «Правий сектор» захищав Донецький аеропорт і Піски. Залишилася дружина та двоє синів, 20 і 16 років. Старший син також захищає Батьківщину в зоні АТО. | 4 серпня 2016                  | В ніч на 4 серпня, помер від інсульту в зоні бойових дій. Після прощання в Нетішині, воїна-захисника поховали у с. Межиріч. |
| 3341        |                  | Синьов Михайло Анатолійович                                | 25 травня 1992, м. Ішимбай Башкортостан Росія. Солдат, оператор-радіотелефоніст підрозділу 17-ї ОТБр. | 5 серпня 2016                  | Трагічно загинув поблизу селища Спірне (Бахмутський район Донецька область). Похований в с. Острогірське Врадіївського району Миколаївської області. |
| 3342        |                  | Подобій Віктор Миколайович                                 | 47 років, проживав в смт Катеринопіль Черкаська область. Старший лейтенант мотопіхотної бригади ЗСУ (в/ч не уточнено, ймовірно, 59-та ОМПБр). Закінчив військове училище і, відслуживши в ЗСУ, звільнився в запас. Призваний за мобілізацією. Залишилася цивільна дружина та дві доньки, які мешкають в Донецькій області. | 5 серпня 2016                  | Служив в районі міста Попасна (Луганська область). Помер у військовому госпіталі після важкої контузії. Похований в Катеринополі. |
| 3343        |                  | Садовничий Євген Валентинович (Позивний «Бармен»)          | 10 вересня 1992, Рокитне (Кременчуцький район) Полтавська область. Проживав у м. Кам'янське Дніпропетровська область. Молодший сержант, сержант роти з матеріального забезпечення 9-ї роти 3-го батальйону 93-ї окремої механізованої бригади. У два роки залишився без батьків, його з братом виховували дідусь з бабусею. Навчався у Вищому професійному училищі №7 в Кременчуці за спеціальністю «маляр-штукатур». Згодом обрав професію бармена, поїхав до Києва, де працював в ресторані. У червні 2015 року, пішов на військову службу за контрактом, обороняв Піски в районі Донецького аеропорту. Залишилися старший брат і бабуся. | 6 серпня 2016                  | Загинув поблизу села Кримське (Новоайдарський район) Луганської області в результаті підриву на фугасі під час виконання бойового завдання. Від вибуху «Бармен» і «Мультік» загинули на місці, «Тарік» помер у машині «швидкої», ще один боєць дістав поранення. Похований у с. Рокитне. |
| 3344        |                  | Демуренко Дмитро Сергійович (Позивний «Мультік»)           | 18 липня 1994, Старомлинівка Великоновосілківський район Донецька область. Мешкав в смт Велика Новосілка. Молодший сержант, заступник командира бойової машини — навідник-оператор 9-ї роти 3-го батальйону 93-ї окремої механізованої бригади. 2012 року переїхав до райцентру. Закінчив місцевий професійний ліцей. На фронті з 2014 року, служив за контрактом кулеметником у 1-му батальйоні 93 ОМБр. Під час боїв за Іловайськ, був захоплений в полон, звільнений 21 вересня 2014 року разом з 27 іншими бійцями. Після лікування у шпиталі, знову повернувся на фронт. Під час відпустки поїхав до Харкова та вступив на заочну форму навчання факультету післядипломної освіти у Харківському національну університеті Повітряних сил імені Кожедуба. Залишилися батьки та четверо молодших братів. | 6 серпня 2016                  | Загинув поблизу села Кримське (Новоайдарський район) Луганської області в результаті підриву на фугасі під час виконання бойового завдання. Похований в смт Велика Новосілка. |
| 3345        |                  | Кириченко Тарас Володимирович (Позивний «Тарік»)           | 26 листопада 1977, Дніпро. Молодший сержант, т.в.о. командира взводу 9-ї роти 3-го батальйону 93-ї окремої механізованої бригади. 1997 року закінчив механіко-металургійний технікум. Інженер і менеджер. Прийшов до військкомату добровольцем, мобілізований на початку 2015 року, захищав Піски, після демобілізації підписав контракт і повернувся на передову. Залишилася мати. | 6 серпня 2016                  | Загинув поблизу села Кримське (Новоайдарський район) Луганської області в результаті підриву на фугасі під час виконання бойового завдання. Від вибуху двоє бійців загинули на місці, «Тарік», який йшов третім, помер від поранень в машині «швидкої». Похований у м. Дніпро. |
| 3346        |                  | Небожак Сергій Дмитрович (Позивний «Француз»)              | 4 вересня 1965, 50 років, Павлівка (Іллінецький район) Вінницька область. Старший солдат, старший механік-водій механізованої роти 30-ї окремої механізованої бригади. Мобілізований 4 лютого 2015 року. Після демобілізації проходив реабілітацію в санаторії. 15 липня 2016 підписав контракт на військову службу з Гайсинською військовою частиною (ймовірно, 59 ОМПБр) і повернувся в рідну 30-ту ОМБр. Залишилися мати, дружина та двоє синів, 14 і 7 років, і старший син від першого шлюбу. | 8 серпня 2016                  | Загинув увечері поблизу міста Волноваха (Донецька область) від множинних вогнепальних осколкових поранень внаслідок підриву на вибуховому пристрої. Вибухом Сергію відірвало обидві ноги. Похований у с. Павлівка. |
| 3347        |                  | Простяков Сергій Сергійович                                | 15 січня 1982, Миколаїв. Матрос, водій десантно-штурмового відділення десантно-штурмового батальйону 36-ї окремої бригади морської піхоти (Миколаїв). Працював на консервному заводі «Вікторія». Мобілізований 9 липня 2015 року як доброволець. Залишилися батьки та молодший брат. | 8 серпня 2016                  | 3 серпня, неподалік села Широкине (Волноваський район Донецька область) під час виконання бойового завдання група морпіхів на автомобілі підірвалась на протитанковій міні. Сергій, який був за кермом, дістав найтяжчих поранень, прийнявши удар на себе й врятувавши життя товаришу. Помер в лікарні міста Маріуполь, не виходячи з коми. Після прощання у військовій частині, Сергія поховали у м. Миколаїв. |
| 3348        |                  | Казарін Владислав Вадимович (Позивний «Розписний»)         | 28 вересня 1994, Покровськ Донецька область. Солдат, сапер 1-ї штурмової роти «Вовки Подолянина» (ДУК ПС) 1-го батальйону 54-ї окремої механізованої бригади. Навчався у Донецькому національному університеті. Один з організаторів руху «Громадський актив Красноармійська». Коли почалися бойові дії у 2014 році, у 19-річному віці пішов добровольцем на фронт. Переходив у різні підрозділи, щоб завжди залишатись на передовій. Влада як свого бойового побратима згадують бійці «Дніпро-1», батальйону ОУН, 8-го батальйону «Аратта» ДУК ПС. Воював у Пісках та Донецькому аеропорту, під Широкиним, на шахті «Бутівка» та на «світлодарській дузі». Активно вів свої сторінки у Facebook та Twitter, робив багато фото з фронту. Щойно був зарахований на юридичний факультет Дніпропетровського національного університету імені Олеся Гончара, у майбутньому хотів поєднати цей фах із військовою кар'єрою. | 10 серпня 2016                 | Близько 20:00, під час мінометного обстрілу, поблизу міста Дебальцеве (Донецька область), в районі Луганське — Логвинове, в результаті розриву 120-мм міни дістав поранення, що несумісні з життям, помер дорогою до лікарні. Похований на Алеї Героїв Покровського кладовища. |
| 3349        |                  | Шелепун Олександр Миколайович                              | 8 березня 1971, Богатир (Погребищенський район). Проживав у с. Морозівка (Погребищенський район) Вінницька область та у м. Іллінці. Старшина І статті, водій протитанкового відділення протитанково-кулеметного взводу 1-ї мотопіхотної роти 9-го окремого мотопіхотного батальйону, в/ч пп В2248, 59-ї ОМПБр. 1989 року закінчив Погребищенське ПТУ-42. З 1989 по 1992 рік служив у морфлоті в Калінінграді, потім біля Литви на підводному човні. Працював у київській міліції, пізніше у ВПУ-42 в місті Погребище майстром з водіння. Останнім часом мешкав з дружиною в Іллінцях. Призваний на військову службу за контрактом 31 травня 2016 року. Залишилися мати, дружина та чотири доньки від попередніх шлюбів. | 11 серпня 2016                 | Загинув в районі міста Золоте (Попаснянський район), на ВОП 5921 «Рудник» (СП «Сопка»), внаслідок мінометного обстрілу. Похований у с. Морозівка. |
| 3350        |                  | Петренко Анатолій Сергійович                               | 19 червня 1987, Суми. Майор, військовослужбовець 21-ї окремої бригади охорони громадського порядку Центрального ОТО НГУ, в/ч 3011 (Кривий Ріг). Мобілізований у 2014 році. Залишилась дружина, та дворічна донька. | 12 серпня 2016                 | Помер внаслідок серцевого нападу під час охорони блокпосту у місті Костянтинівка (Донецька область). Похований на Алеї Слави Центрального кладовища м. Суми. |
| 3351        |                  | Романенко Дмитро Васильович                                | 25 листопада 1978, Київ. Старший солдат, водій-кулеметник 1-го взводу 2-ї роти 9-го окремого мотопіхотного батальйону 59-ї ОМПБр. Мобілізований 27 липня 2015 року. | 13 серпня 2016                 | Загинув у бою близько 0:30 під час атаки російських бойовиків в районі міста Попасна (Луганська область). Дмитро був на позиції, вираховував та подавляв ворожого кулеметника, коли поряд із ним розірвалася міна. Врятувати бійця не змогли. За даними ІАЦ РНБО, що оприлюднені на брифінгу 13 серпня, за минулу добу один військовослужбовець загинув, двоє поранені. Медперсонал лікарні м. Попасна повідомив спостерігачів СММ ОБСЄ, що військовослужбовець ЗСУ помер від поранень, які отримав 12 серпня в Попасній. |
| 3352        |                  | Шумак Максим Васильович                                    | 2 жовтня 1991, Токмак Запорізька область. Солдат 53-ї окремої механізованої бригади (Сєвєродонецьк). Мобілізований 7 липня 2015 року. | 13 серпня 2016                 | 12 серпня о 23:40 російські бойовики почали артилерійсько-мінометний обстріл позицій ЗСУ в Майорську під Горлівкою (Донецька область). Максим дістав важке поранення у груди, його доставили в лікарню Бахмута. Помер від поранень о 3:00 в лікарні. Похований в Токмаку. |
| 3353        |                  | Лесняк Денис Ігорович                                      | 18 грудня 1979, Полтава. Майор, начальник ППО 10-ї окремої гірсько-штурмової бригади. Кадровий військовий. Пройшов бої під Дебальцевим у складі 128-ї ОГПБр, де служив командиром батареї ракетно-артилерійського дивізіону. Один з офіцерів, які 2015 року «з нуля» створили 10-ту ОГШБр. Залишилися батьки, дружина та троє дітей. | 16 серпня 2016                 | Загинув під час бойового зіткнення з диверсійно-розвідувальною групою російських найманців в с. Єлизаветівка (Мар'їнський район) Донецької області. Похований на Алеї Слави Розсошенського кладовища у Полтаві. |
| 3354        |                  | Нестеренко Віктор Григорович                               | 1954, 62 роки, мешкав у м. Бердянськ Запорізька область. Волонтер, майстер з ремонту озброєння 56-ї окремої мотопіхотної бригади (Мирне). Після звільнення зі ЗС України на пенсію, з початком війни на сході України, вирішив, що його досвід стане в пригоді в зоні бойових дій та повернувся до війська як волонтер. | 16 серпня 2016                 | Загинув близько 2:00 під час нічного обстрілу російськими бойовиками території села Чермалик (Волноваський район Донецька область). |
| 3355        |                  | Ковальчук Сергій Петрович                                  | 17 серпня 1973, Кельменці Чернівецька область. Молодший сержант, командир відділення ГСАБатр 122-го окремого аеромобільного батальйону 81-ї ОАЕМБр. Працював газозварювальником у приватного підприємця. Призваний за мобілізацією 27 січня 2015 року, по закінчені терміну уклав контракт на подальшу службу. Залишилися мати, дружина та четверо дітей, три доньки й син (1998, 2001, 2004 та 2008 р. н.). | 17 серпня 2016                 | Загинув у день свого народження в результаті мінометного обстрілу промзони міста Авдіївка (Донецька область). Похований в смт Кельменці. |
| 3356        |                  | Ковтун Олександр Костянтинович                             | 27 квітня 1979, Черевки (Миргородський район) Полтавська область. Старшина, заступник командира взводу роти вогневої підтримки 3-го батальйону 25-ї окремої аеромобільної бригади. Працював у приватному підприємстві «Ладабудсервіс» бригадиром у будівельній бригаді. У листопаді 2014 року підписав контракт на військову службу та взимку вирушив на фронт. Залишилися мати та молодший брат, який теж воював. | 17 серпня 2016                 | Під час обстрілу промзони міста Авдіївка (Донецька область) був смертельно поранений в шию кулею снайпера. Похований у Черевках. |
| 3357        |                  | Костенко Віталій Михайлович (Позивний «Шаман»)             | 4 січня 1973, Пашківка (Макарівський район) Київська область. Старший солдат, військовослужбовець 12-го окремого мотопіхотного батальйону «Київ» 72-ї ОМБр. | 17 серпня 2016                 | Загинув під час мінометного обстрілу в районі міста Авдіївка (Донецька область). Похований у Пашковці. |
| 3358        |                  | Гребенкін Олександр Олександрович                          | 17 серпня 1992, Хрестівка Чаплинський район Херсонська область. Солдат, гранатометник зенітно-кулеметного відділення радіолокаційної роти (в/ч А2845, Скадовськ) 14-ї радіотехнічної бригади (Одеса). У листопаді 2011 року був призваний на строкову військову службу, яку проходив у Криму. З 2013 року служив за контрактом. Після окупації півострова з квітня 2014 року ніс службу за контрактом у Скадовську. Пройшов чотири ротації в зону АТО. | 17 серпня 2016                 | Загинув у свій день народження біля села Андріївка (Великоновосілківський район) Донецької області. Похований у Хрестівці. |
| 3359        |                  | Колосовський Микола Миколайович                            | 10 листопада 1977, Слов'янськ Донецька область. Старший сержант, механік-водій БМП-1 54-ї окремої механізованої бригади (Бахмут). В ранньому віці втратив матір, виховувався батьком. Мобілізований у вересні 2015 року. Залишилися батько та неповнолітній син. Місцеві мешканці в коментарях повідомляють, що брат Миколи під час окупації Слов'янська долучився до ополченців під керівництвом російського терориста Гіркіна. | 18 серпня 2016                 | Загинув у ніч на 19 серпня під час артилерійського обстрілу поблизу села Троїцьке (Ясинуватський район) Донецької області, снаряд розірвався в трьох метрах від нього. Похований у Слов'янську. Прим. Місце смерті потребує уточнення. ЗМІ повідомляють, що Микола загинув поблизу с. Троїцьке (Ясинуватський район), але 54 ОМБр несе службу на «світлодарській дузі», можливо, Троїцьке (Попаснянський район). |
| 3360        |                  | Долженко Михайло Олександрович                             | 24 квітня 1989, мешкав у м. Алчевськ Луганська область. Солдат, кулеметник 53-ї окремої механізованої бригади (Сєвєродонецьк). Закінчив Луганський національний університет імені Тараса Шевченка, працював вчителем хімії. Влітку 2016 підписав контракт на військову службу в ЗСУ й поїхав в зону АТО захищати рідну землю. Залишились батьки. | 18 серпня 2016                 | Загинув під час бойових дій у Майорську під Горлівкою (Донецька область). Внаслідок розриву міни отримав наскрізне проникаюче поранення шиї та грудної клітки, помер від гострої крововтрати. Похований у м. Бориспіль, де мешкають родичі Михайла, на Алеї Слави міського кладовища по вулиці Покровській. За даними ІАЦ РНБО, за минулу добу двоє українських військовослужбовців загинули та 8 зазнали поранень. Усі втрати понесені внаслідок обстрілів на Донецькому напрямку. |
| 3361        |                  | Хоптяр Сергій Вікторович                                   | 27 травня 1996, Соколівка (Ярмолинецький район) Хмельницька область. Старший солдат, заступник командира взводу 53-ї окремої механізованої бригади (Сєвєродонецьк). Закінчив Ярмолинецький професійний ліцей. У липні 2014 року був призваний на строкову службу, але вирішив одразу підписати контракт та через два місяці після підготовки поїхав на фронт. | 19 серпня 2016                 | Загинув близько 14:00 під час обстрілу з АГС поблизу смт Зайцеве (Донецька область) внаслідок вибуху гранати, прикривши собою товариша. Похований у Соколівці. За даними ІАЦ РНБО, за минулу добу внаслідок бойових дій один український військовослужбовець загинув, 4 зазнали поранень. |
| 3362        |                  | Мельничук Володимир Данилович                              | 40 років, Сураж Шумський район Тернопільська область. Старший лейтенант, командир артилерійського реактивного взводу 27-ї окремої реактивної артилерійської бригади. Призваний за мобілізацією, згодом підписав контракт на військову службу. Залишилася дружина та двоє дітей. | 19 серпня 2016                 | Місце й обставини не уточнено. Загинув під час виконання службових обов'язків в зоні АТО. Похований у с. Сураж. |
| 3363        |                  | Шевчук Володимир Віталійович                               | 22 лютого 1967, Шепетівка Хмельницька область. Молодший сержант, навідник-оператор БМП-2 6-ї штурмової роти 93-ї окремої механізованої бригади. Займався різьбярством церковних іконостасів, працював будівельником. На фронт пішов добровольцем, з вересня по листопад 2014 року воював у складі батальйону «Донбас». В листопаді 2014 підписав контракт на службу в 93-й ОМБр. Учасник оборони Донецького аеропорту. Залишилася дружина та двоє дітей, син і донька-першокласниця. | 19 серпня 2016                 | Загинув в зоні проведення АТО в ніч на 20 серпня (місце та обставини загибелі не уточнені). Прим. 93 ОМБр несе службу в Луганській області. |
| 3364        |                  | Дереш Олександр Васильович                                 | 16 серпня 1974, Львів. Молодший лейтенант, командир взводу — старший офіцер батареї, т.в.о. командира 5-ї гарматної артилерійської батареї 2-го гарматного артилерійського дивізіону 44-ї окремої артилерійської бригади, в/ч пп В1428. Служив у Прикордонних військах. Мав дві вищі освіти, 1997 року закінчив Український державний лісотехнічний університет, 2005 року закінчив правничий факультет ЛНУ ім.І.Франка. Працював за фахом юриста. Активний учасник Революції Гідності. До війська пішов солдатом-добровольцем 4 вересня 2014 року, після демобілізації підписав контракт на військову службу в 44 бригаді. Нагороджений Почесною відзнакою бригади. 2016 року пройшов курс підготовки офіцерів в Національній академії сухопутних військ імені гетьмана П.Сагайдачного. Залишилася дружина та двоє дітей, 15-річна донька і 10-річний син. | 22 серпня 2016                 | Місце й обставини не уточнено. Загинув у зоні АТО під час виконання бойового завдання. Похований на Личаківському кладовищі на полі почесних поховань №76. |
| 3365        |                  | Ільчишин Олександр Михайлович                              | 20 червня 1989, Мена Чернігівська область. Солдат 41-го батальйону територіальної оборони «Чернігів-2» (з осені 2014 — 41-й ОМПБ). На фронт пішов у березні 2014 року. Брав участь у боях за Слов'янськ, Красний Лиман та Попасну. Залишилася мати. | 23 серпня 2016                 | 9 серпня 2014 року, під час передислокації батальйону на інший блокпост в районі міста Дебальцеве (Донецька область), танк, в якому їхав Олександр, потрапив під обстріл та підірвався на міні. Військовий дістав осколкові поранення та переломи кінцівок, роздроблення стопи. В Артемівській лікарні йому встановили апарат Ілізарова, в подальшому лікувався у Київському та Ірпінському шпиталях. 31 серпня йому зробили операцію, а 2 вересня уві сні він впав у кому, в якій перебував останні два роки. У ніч на 24 серпня Олександр помер. Похований у Мені. |
| 3366        |                  | Дьяченко Олег Миколайович (Позивний «Зайка»)               | 8 травня 1975, Васильків Київська область. Старший лейтенант, військовослужбовець 15-го окремого гірсько-піхотного батальйону 128-ї ОГПБр. Боєць «Легіону Свободи». З 1992 по 1997 рік служив у Повітряних силах. 1995 року закінчив Київський інститут Військово-Повітряних Сил. Був інженером-механіком, мав спеціальність «спеціаліст із авіаційного озброєння» та звання старшого лейтенанта. Приватний підприємець. Член Васильківської міської організації ВО «Свобода» з 2012 року. На фронт пішов добровольцем. Залишилася дружина та донька 2005 р. н. | 24 серпня 2016                 | Загинув у ніч на 24 серпня, поблизу міста Красногорівка (Донецька область), за іншими джерелами поблизу смт Зайцеве, в результаті мінометного обстрілу. Міна потрапила у бліндаж. Похований у Василькові. |
| 3367        |                  | Володько Максим Миколайович                                | 22 жовтня 1989, Одеса. Старший сержант — командира гармати 10-ї окремої гірсько-штурмової бригади. 2010 закінчив Миколаївський аграрний університет і здобув базову вищу освіту бакалавра, за спеціальністю «Механізація та електрифікація сільського господарства». З 22.10.2010 по 13.10.2011 проходив строкову військову службу на посаді командира відділення в/ч 3024. З 19.03.2014 по 27.11.2014 проходив військову службу за мобілізацією в Очаківському РВК на посаді начальника служби захисту інформації. З 29.11.2014 по 13.03.2015 — начальник речового складу в/ч пп В1079. З 06.01.2015 по 07.03.2015 брав участь в АТО. 06.08.2015 добровільно прийшов у військо за мобілізацією вдруге, в/ч пп В3950. | 24 серпня 2016                 | Загинув в результаті необережного поводження зі зброєю в с. Костянтинопільське Маріїнського району (Донецька область). Похований в м. Очаків Миколаївська область. |
| 3368        |                  | Ключка Віталій Володимирович (Позивний «Колючий»)          | 3 листопада 1976, Тошківка Попаснянський район Луганська область. Старший сержант, головний сержант взводу охорони 46-го окремого батальйону спецпризначення «Донбас Україна» 10-ї ОГШБр. | 25 серпня 2016                 | Загинув вранці в районі міста Мар'їнка (Донецька область) в результаті обстрілу з СПГ. Похований в смт Тошківка. |
| 3369        |                  | Шелудько Володимир Олександрович (Позивний «Карась»)       | 9 серпня 1986, Новий Розділ Львівська область. Доброволець 8-го окремого батальйону «Аратта» Української добровольчої армії. Закінчив Національний університет «Львівська політехніка», фахівець з управління газотурбінними станціями. До війни працював за спеціальністю. Залишилися батьки. | 26 серпня 2016                 | Загинув від кулі снайпера близько 17:00 на передовій, на крайньому блокпості села Широкине (Волноваський район Донецька область). 28 серпня побратими прощались з Володимиром на базі батальйону «Аратта» в Маріуполі. Похований у Новому Роздолі на Малихівському цвинтарі. |
| 3370        |                  | Вознюк Сергій Віталійович                                  | 5 листопада 1961, 54 роки, Кам'янка-Бузька Львівська область. Проживав у с. Новий Витків Радехівський район. Молодший сержант, військовослужбовець 53-ї окремої механізованої бригади. Навчався в Добротвірському СПТУ за спеціальністю електрозварювальник. Після строкової армійської служби, у 1984 році розпочав свою трудову діяльність в м. Кам'янка-Бузька, а з 1985 року працював на Радехівщині. Мобілізований 13 серпня 2015 року. Залишилися батьки, дружина, діти та внуки. | 27 серпня 2016                 | Загинув під час артилерійського обстрілу поблизу міста Мар'їнка (Донецька область). Похований у с. Новий Витків. |
| 3371        |                  | Попович Олег Петрович                                      | 6 грудня 1983, Лютівка (Золочівський район) Харківська область. Проживав у м. Харків. Солдат, оператор протитанкового відділення протитанкового взводу 1-го механізованого батальйону 54-ї окремої механізованої бригади (Бахмут). Мобілізований у січні 2015 року. В квітні 2016 демобілізувався, а вже у травні підписав контракт на службу в ЗСУ. Залишилися мати та старший брат | 27 серпня 2016                 | Загинув поблизу смт Луганське (Бахмутський район Донецька область). |
| 3372        |                  | Івченко Василь Васильович                                  | 9 січня 1996, Папужинці Тальнівський район Черкаська область. Солдат, командир ЗУ-23 54-ї окремої механізованої бригади (Бахмут). Грав у папужинській футбольній команді «Славутич». Вчився у м. Ватутіне. В березні 2016 року підписав контракт на військову службу. Проходив підготовку Навчальному центрі «Десна», де його хотіли залишити інструктором, але Василь вирішив їхати на передову. Незабаром мав поїхати до Німеччини на військові навчання сержантів. Залишилися дружина, мати та вітчим. | 28 серпня 2016                 | Загинув від осколкових поранень під час мінометного обстрілу опорного пункту поблизу смт Луганське (Бахмутський район Донецька область). Похований в с. Папужинці. За даними ІАЦ РНБО, за минулу добу внаслідок бойових дій в зоні АТО загинув один військовослужбовець, ще 9 дістали поранення. |
| 3373        |                  | Васюк Олександр Павлович                                   | 29 серпня 1965, 50 років, Рівне. Старший солдат, гарматник 54-ї окремої механізованої бригади (Бахмут). Мобілізований у липні 2015 року як доброволець, на той час його брат теж був на фронті. Залишились дружина та 20-річний син. | 28 серпня 2016                 | 19 серпня в районі міста Бахмут (Донецька область), танк, в якому перебував військовослужбовець, попав під обстріл та загорівся. Олександра витягнули з вогню та евакуювали до лікарні з опіками понад 60% тіла. Перебував у важкому стані, але в свідомості. Помер в опіковому центрі міста Дніпро напередодні свого 51-го дня народження. Похований у Рівному на кладовищі у мікрорайоні «Тинне». |
| 3374        |                  | Кравченко Олег Вікторович (Позивний «Тихон»)               | 27 березня 1977, Покров Дніпропетровська область. Старший солдат 1-ї мотопіхотної роти 21-го окремого мотопіхотного батальйону «Сармат», в/ч пп В2604, 56-ї ОМПБр. Закінчив професійно-технічне училище, працював електрослюсарем черговим і з ремонту обладнання в електромеханічному цеху ПАТ «ОГЗК». Мобілізований 30 липня 2015 року. Залишилася дружина та 12-річний син. | 29 серпня 2016                 | Загинув вранці, підірвавшись на міні, під час мінометного обстрілу села Павлопіль (Волноваський район Донецька область) |
| 3375        |                  | Ворошило Євгеній Іванович (Позивний «Джек»)                | 29 квітня 1981, Кам'янське Дніпропетровська область. Проживав у м. Дніпро. Доброволець, командир взводу 1-ї окремої штурмової роти Добровольчого українського корпусу «Правий сектор». Один з найкращих штурмовиків ДУК. Закінчив Хмельницьке професійно-технічне училище за спеціальністю столяр-тесляр. Працював в охоронній фірмі, супроводжував вантажі за кордон. Займався спортом. П'ять років прослужив у складі миротворчих сил в Іраку. З перших днів війни воював у складі батальйону ОУН, згодом перейшов до ДУК. Залишилися мати і брат. | 30 серпня 2016                 | Загинув о 18:30 від кулі снайпера в промзоні міста Авдіївка (Донецька область). Похований на Алеї Слави кладовища Соцміста у Кам'янському. |
| 3376        |                  | Каплун Олександр Петрович                                  | 10 травня 1977, Богданівка (Знам'янський район) Кіровоградська область. Старший солдат, старший навідник гармати 56-ї окремої мотопіхотної бригади (Мирне). Після строкової військової служби, з 1997 року працював в ДП «Чорноліське лісове господарство», спочатку охоронцем, а з 2001 року — верстатником деревообробних верстатів цеху переробки деревини. Мобілізований 9 липня 2015 року. Залишилися дружина та двоє дітей, донька і син. | 30 серпня 2016                 | Загинув о 22:00 під час артилерійського обстрілу смт Сартана під Маріуполем (Донецька область). В 5 метрах від Олександра розірвався снаряд 152-мм калібру, осколки пробили бронежилет. Похований у Богданівці. |
| 3377        |                  | Жулинський Микола Володимирович (Позивний «Маус»)          | 9 липня 1991, Тягун Іллінецький район Вінницька область. Старший солдат, механік-водій розвідувального відділення розвідувального взводу розвідувальної роти 131-го окремого розвідувального батальйону (курінь УНСО). Батьки померли, коли Микола ще був школярем. До війни працював трактористом. У війську з весни 2016 року, військовослужбовець за контрактом. Неодружений, залишилася сестра. | 30 серпня 2015                 | Загинув під час виконання бойового завдання на території Попаснянського району Луганської області. Тіло з поля бою змогли дістати лише 1 вересня. Похований у с. Тягун. |
| 3378        |                  | Україна                                                    | Кропивницький Кіровоградська область. Військовослужбовець 22-го окремого мотопіхотного батальйону 92-ї ОМБр. | 31 серпня 2016                 | За повідомленням видання «Тиждень» з посиланням на військових, у ніч на 31 серпня під час артилерійського обстрілу поблизу міста Щастя (Луганська область) загинув військовослужбовець 22-го батальйону. За даними Луганської обласної ВЦА, внаслідок обстрілу міста Щастя поранено 28-річну медсестру Щастинської міської лікарні, пошкоджено кілька житлових будинків і храм, один будинок згорів. |
| 3379        |                  | Шемуровський Владислав Віталійович (Позивний «Маестро»)    | 23 серпня 1993, Радивилів Рівненська область. Боєць 8-го окремого батальйону «Аратта» Української добровольчої армії. Активний учасник Революції Гідності. Брав активну участь в громадянській блокаді Криму у складі «Правого сектора». | 31 серпня 2016                 | Загинув від кулі снайпера під час виконання бойового завдання поблизу села Широкине (Волноваський район Донецька область). Похований у Радивилові. |
| 3380        |                  | Власюк Роман Вікторович                                    | 30 вересня 1994, Славута Хмельницька область. Сержант, командир відділення — командир машини розвідувального взводу спостереження та технічних засобів розвідки розвідувальної роти 30-ї окремої механізованої бригади. Здобув професію електрогазозварювальника у місцевому професійному ліцеї. Призваний до лав ЗСУ 23 квітня 2014 року, в подальшому уклав контракт на продовження військової служби. Залишилися батьки і молодший брат. | 31 серпня 2016                 | Загинув від кульового поранення близько 1:00 у бойовому зіткненні біля села Богданівка (Волноваський район) Донецької області. Похований в с. Цвітоха Славутського району. |
| Вересень    |                  |                                                            | |                                | |
| 3381        |                  | Шевченко (Манько) Микола Романович                         | 19 грудня 1983, Зеленче (Теребовлянський район) Тернопільська область. Солдат, номер обслуги артилерійської батареї 44-ї окремої артилерійської бригади (Тернопіль). Кілька років був в Італії на заробітках. Мобілізований у 2015 році, служив в зоні АТО 8 місяців до грудня 2015, після демобілізації повернувся додому, а у травні 2016 підписав контракт на подальшу військову службу. Залишилися мати, старша сестра, 11-річний син. | 2 вересня 2016                 | Загинув на Луганщині від кульового поранення в голову. Похований в с. Зеленче. |
| 3382        |                  | Заболотний Микола Петрович                                 | 28 січня 1972, Мовчани (Жмеринський район) Вінницька область. Старшина, військовослужбовець 53-ї окремої механізованої бригади (Сєвєродонецьк). Строкову службу проходив на флоті в Севастополі. Працював на різних посадах у місцевому господарстві. Мобілізований 17 серпня 2015 року. З 1 квітня 2016 перебував у зоні АТО. Залишилися мати, дві старші сестри, цивільна дружина, 19-річна донька та внук, який народився наступного дня після смерті Миколи. | 2 вересня 2016                 | Був поранений в зоні АТО, тривалий час лікувався у кардіологічному відділенні Харківського військового госпіталю, помер від серцевої хвороби. Поховання 6 вересня у с. Мовчани. |
| 3383        |                  | Слободюк Ярослав Євгенович                                 | 21 серпня 1963, 53 роки, Забужжя (Сокальський район) Львівська область. Молодший сержант, радіотелефоніст 93-ї окремої механізованої бригади. Підприємець, директор ПП «Лев-С», у липні 2015 року пішов добровольцем на військову службу у ЗСУ. | 3 вересня 2016                 | Помер в Харківському військовому госпіталі, зупинилося серце. Похований у с.Забужжя. 3 вересня волонтери повідомили, що у військовому клінічному центрі в Харкові померли двоє військових. |
|             |                  | Лазар Олександр Ілліч                                      | 13 травня 1986, Дроздівка Чернігівська область. Майор розвідки ЗСУ (в/ч не уточнено). Закінчив Житомирський військовий інститут імені Сергія Корольова, навчався у військово-дипломатичній академії. З 2009 року проходив службу у військовій частині, що належала до Управління розвідки. В зоні проведення АТО перебував з 2015 року. Залишилися батько, дружина та донька. Нагороджений нагрудними знаками «За зразкову службу», «20 років військової розвідки України» та «Герой Києва» (посмертно). В пам’ять про Олександра Лазара у травні 2019 року на будівлі Дроздівської загальноосвітньої школи встановлена меморіальна дошка. | 4 вересня 2016                 | Помер у військовому госпіталі після повернення із зони АТО від важкої хвороби, яку отримав внаслідок перебування у зоні бойових дій. Похований у Дроздівці. |
| 3384        |                  | Мединський Олег Костянтинович (Позивний «Усатий»)          | 6 червня 1968, Іллінка (Біляївський район) Одеська область. Проживав з сім'єю в м. Очаків. Капітан 3 рангу, заступник командира по роботі з особовим складом 73-го морського центру спеціальних операцій, в/ч А1594 (Очаків). Після багаторічної служби у морському спецназі звільнився в запас. 2006 року заснував Військово-патріотичний спортивний клуб «Майський» в Очакові, займався спортивно-патріотичним вихованням молоді, був президентом клубу і тренером з кіокушин-кан карате (чорний пояс, II дан). З початком бойових дій на Сході, поновився на службі, і з 2014 року перебував у зоні АТО. 3 липня 2015 року за бойові заслуги нагороджений орденом «За мужність» III ступеня. Залишилися дружина, троє дітей та двоє онуків. | 5 вересня 2015                 | Загинув під час виконання спеціального завдання в районі міста Маріуполь (Донецька область), підірвався на протипіхотній міні. Після прощання в Очакові похований в с. Іллінка. |
| 3385        |                  | Кравченко Олександр Володимирович                          | 2 квітня 1996, Роздольне (Зміївський район) Харківська область. З 2-х років проживав у с. Тесів Острозький район Рівненська область. Солдат, старший навідник 1-ї гаубичної самохідно-артилерійської батареї 1-го гаубичного самохідно-артилерійського дивізіону 30-ї окремої механізованої бригади. 1998 року родина переїхала на Рівненщину. 2013 року закінчив Первомайський професійний ліцей на Харківщині. Працював у воєнізованій охороні в м. Рівне. 31.05.2016 підписав контракт на військову службу. Залишилися батьки та старший брат, теж учасник АТО. | 5 вересня 2016                 | Був знайдений мертвим поблизу с. Анадоль Волноваського району, обставини не уточнено. Похований у с. Тесів. |
| 3386        |                  | Дудкевич Петро Феодосійович                                | 30 червня 1965, Сергіївка (Горохівський район) Волинська область. Проживав у с. Горінчово Хустський район Закарпатська область. Військовослужбовець 128-ї окремої гірсько-піхотної бригади. Працював на екскаваторах та гусеничних тракторах, згодом перейшов до приватного підприємця на пилораму. Мобілізований 14 липня 2015 року. Починав службу у складі 53-ї ОМБр в Сєвєродонецьку, а у серпні 2016 його перевели до Костянтинівки на чергування на блокпостах. Залишилися мати, брат, дружина та троє дітей, — дві доньки і син. | 6 вересня 2016                 | Під час несення служби в зоні АТО захворів на запалення легенів з ускладненнями. 31 серпня його поклали до шпиталю, але хвороба прогресувала. Помер о 5:30 ранку 6 вересня. |
| 3387        |                  | Лініченко Віталій Васильович                               | 12 березня 1975, Київ. Сержант, головний сержант взводу — командир відділення 90-го ОАеМБ 81-ї ОАеМБр. | 7 вересня 2016                 | Трагічно загинув в районі м. Костянтинівка. Похований у Києві. |
| 3388        |                  | Данілов Володимир Георгійович (Позивний «Дикий»)           | 31 травня 1969, Хотів Києво-Святошинський район Київська область. Проживав у м. Богуслав. Старший сержант, командир розвідувального відділення, в.о. командира взводу розвідувальної роти 81-ї окремої аеромобільної бригади. З 17 років почав працювати трактористом в рідному селі. Після армійської служби працював трактористом у Хотіві, водієм маршрутки в Києві, охоронником в приватній фірмі, водієм в Кабінеті Міністрів, охоронцем в Державній Службі Охорони. До 2014 останні 5 років працював трактористом в ТОВ «Богуславка Агро». Член УНСО. На фронт пішов добровольцем, 29 жовтня 2014 року підписав контракт до закінчення особливого періоду. Починав службу в 54-му ОРБ, потім його рота була переведена до 81-ї бригади. Учасник боїв за Донецький аеропорт, де був поранений. З весни 2016 тримав оборону в промзоні Авдіївки. Залишилися мати, сестра, 17-річний син і 13-річна донька від попередніх шлюбів, дружина та троє дітей. Дружина Володимира — волонтер БФ «Надія», в подальшому — військовослужбовець ЗСУ. | 7 вересня 2016                 | Фронтові поранення та контузії призвели до серцевого захворювання. 1 вересня, перебуваючи в зоні АТО, Володимир потрапив до реанімації. Помер від розриву аорти в клініці Амосова у Києві, за кілька днів до призначеної операції. Похований в Богуславі. |
| 3389        |                  | Матросов Вадим Петрович (Позивний «Боцман»)                | 1989, Коханівка (Ананьївський район) Одеська область. Мешкав в смт Любашівка. Солдат, старший розвідник розвідвзводу розвідувально-диверсійної роти 46-го окремого батальйону спецпризначення «Донбас Україна» 10-ї ОГШБр. Мобілізований влітку 2015 року, згодом уклав контракт на подальшу військову службу. Неодноразово вивішував український прапор «під носом» у російських бойовиків в «сірій зоні». Залишилися мати, дружина та дві трирічні доньки-близнюки. | 8 вересня 2016                 | Загинув ввечері в районі міста Мар'їнка (Донецька область) внаслідок мінно-вибухових травм під час обстрілу з АГС. За іншими відомостями, розвідник підірвався на вибуховому пристрої з «розтяжкою» в Мар'їнці та від отриманих поранень помер по дорозі в лікарню. Похований 12 вересня у Любашівці. |
| 3390        |                  | Нетьосов Євген Леонідович                                  | 30 липня 1983, Верхівцеве Верхньодніпровський район Дніпропетровська область. Проживав у м. Миколаїв. Сержант, командир бойової машини — командир 2-го механізованого відділення 3-го механізованого взводу 7-ї механізованої роти 3-го механізованого батальйону 54-ї окремої механізованої бригади, в/ч пп В2970 (Бахмут). Мобілізований 17 серпня 2015 року. Залишилася мати та дві сестри. | 9 вересня 2016                 | Трагічно загинув поблизу с. Семигір'я (Бахмутський район), за іншими даними — с-ща Травневе (Бахмутський район), внаслідок вогнепального поранення у підборіддя з автомата АКС-74. Похований у Миколаєві. |
| 3391        |                  | Єпіфанович Олександр Володимирович                         | 21 червня 1990, Олевськ Житомирська область. Солдат, стрілець-помічник гранатометника 28-ї окремої механізованої бригади (Чорноморське). Військовослужбовець військової служби за контрактом. | 9 вересня 2016                 | Трагічно загинув поблизу с. Сизе (Станично-Луганський район), внаслідок вогнепального поранення у підборіддя з РПК-74. Похований в Олевську. |
| 3392        |                  | Бурба Євген Володимирович (Позивний «Скорпіон»)            | 16 листопада 1975, Німеччина. Проживав у м. Київ. Солдат, номер обслуги відділення охорони взводу охорони 46-го окремого батальйону спецпризначення «Донбас Україна» 10-ї ОГШБр. Сім'я переїхала до Житомира, а згодом до Києва. Мобілізований у травні 2015 року. Залишились мати та сестра-близнюк. | 9 вересня 2016                 | На передових позиціях батальйону, в районі міста Мар'їнка (Донецька область), під час обладнання взводно-опорного пункту внаслідок спрацювання вибухового пристрою загинули четверо військовослужбовців. Двоє загинули на місці, двоє померли в лікарні від поранень. |
| 3393        |                  | Варенич Олег Володимирович (Позивний «Лєший»)              | 21 червня 1984, Лунинець Білорусь. Проживав у с. Таверівка Чутівський район Полтавська область. Солдат, старший водій автомобільного взводу 10-ї окремої гірсько-штурмової бригади (Коломия). Був відряджений до 46-го батальйону «Донбас Україна». Виріс у селі Нова Парафіївка Кегического району Харківської області, куди з батьками переїхав у 1980-х. Навчався у Кегичевському ПТУ на водія. Працював в селі механізатором. В грудні 2009 року одружився, а у 2010 переїхав до села дружини Таверівка, на Полтавщину. Мобілізований 9 липня 2015 року як доброволець. Залишились батьки, молодший брат, дружина та двоє дітей, 5-річна донька і 2-річний син. | 9 вересня 2016                 | На передових позиціях батальйону, в районі міста Мар'їнка (Донецька область), під час обладнання взводно-опорного пункту внаслідок спрацювання вибухового пристрою загинули четверо військовослужбовців. Двоє загинули на місці, двоє померли в лікарні від поранень. Похований у селі Нова Парафіївка. |
| 3394        |                  | Зуєв Андрій Олександрович                                  | 28 вересня 1994, Київ (Дніпровський район). Солдат, водій-номер обслуги ЗРБ 10-ї окремої гірсько-штурмової бригади (Коломия). Був відряджений до 46-го батальйону «Донбас Україна». Закінчив Київський професійний ліцей «Авіант», де здобув спеціальності водія, автомеханіка та електрика. Строкову службу проходив у військовій частині зв'язку в Семиполках, водієм-електриком. Потім 2,5 роки служив за контрактом пожежником у 13-й частині МНС Дніпровського району Києва. Мобілізований 9 липня 2015 року, проходив підготовку в Десні, потім служив у Білій Церкві, з грудня 2015 до травня 2016 займався перегонами техніки, з 28 травня 2016 перебував у зоні АТО. Залишились батьки і брат. | 10 вересня 2016                | 9 вересня на передових позиціях батальйону, в районі міста Мар'їнка (Донецька область), під час обладнання взводно-опорного пункту внаслідок спрацювання вибухового пристрою загинули четверо військовослужбовців. Двоє загинули на місці, двоє померли в лікарні від поранень. Медики мобільного шпиталю 11 годин боролись за життя Андрія, о 2:00 він помер. Похований у с. Черняхівка Яготинського району, поряд із могилою бабусі. |
| 3395        |                  | Двигало Григорій Матвійович                                | 11 травня 1964, 52 роки, Велика Димерка Броварський район Київська область. Прапорщик, військовослужбовець 10-ї окремої гірсько-штурмової бригади (Коломия). Був відряджений до 46-го батальйону «Донбас Україна». Після 8-го класу школи почав трудову діяльність, працював слюсарем-станочником, майстром з пошиття та ремонту взуття, будівельником. 10 років віддав військовій службі. Любив музику, грав в ансамблі у Великій Димерці. Займався бізнесом, був керівником київських підприємств ТОВ «Завод «ЛугаПласт», ТОВ «Київський магнат». Мобілізований влітку 2015 року, служив на різних посадах, свого часу був командиром гармати. Залишилися син, дві доньки, онуки. | 10 вересня 2016                | 9 вересня на передових позиціях в районі міста Мар'їнка (Донецька область), під час обладнання взводно-опорного пункту внаслідок спрацювання вибухового пристрою загинули четверо військовослужбовців. Григорій підірвався під час знешкодження вибухового пристрою, помер в лікарні від поранень. Похований в смт Велика Димерка. |
| 3396        |                  | Ткаченко Роман Валентинович (Позивний «Ромашка»)           | Чернігів. Стрілець окремої тактичної групи імені капітана Воловика Добровольчого українського корпусу «Правий сектор». Понад рік перебував у найгарячіших точках під Донецьком (Піски, Зеніт). Посмертно народжений Відзнакою «Хрест Корпусу». | 10 вересня 2016                | В квітні 2016 року потрапив до шпиталю з діагнозом «менінгіт». Помер в лікарні внаслідок тривалої хвороби, набутої на фронті. |
| 3397        |                  | Снітко Олександр Петрович                                  | 1971, Гранітне Малинський район Житомирська область. Молодший сержант, військовослужбовець 59-ї окремої мотопіхотної бригади, в/ч пп В4050. Мобілізований у першій половині 2014 року. Після року служби повернувся додому, а 26 лютого 2016 року підписав контракт. Розлучений, залишилася донька 2003 р. н. | 10 вересня 2016                | Загинув близько 12:00 внаслідок нещасного випадку під час несення служби поблизу міста Соледар (Донецька область). Похований в смт Гранітне. |
| 3398        |                  | Сидельников Олексій Анатолійович                           | Ківшарівка (Куп'янська міська рада) Харківська область. Розвідник 53-ї окремої мотопіхотної бригади. | 10 вересня 2016                | За повідомленням у соцмережах, загинув у зоні АТО. Місце й обставини не уточнено. Похований в смт Ковшарівка. |
| 3399        |                  | Сметанін Юрій Сергійович                                   | 24 вересня 1979, Нікополь Дніпропетровська область. Мешкав у м. Генічеськ Херсонська область. Капітан, заступник командира роти із забезпечення механізованого батальйону 28-ї окремої механізованої бригади (Чорноморське). Шкільні роки пройшли в Генічеську. 1996 року вступив до Одеського інституту Сухопутних військ. Кадровий військовий. У 28-й бригаді служив з 2012 року, проживав в смт Чорноморське за місцем служби. Залишилася мати в Генічеську та дружина, з якою Юрій познайомився в Красногорівці на Донбасі. | 12 вересня 2016                | Близько 16:00 поблизу сіл Нижньотепле та Артема (Станично-Луганський район) Луганської області у перестрілці двоє військовослужбовців загинули, п'ятеро дістали поранення. Попередньо в штабі АТО повідомили про напад ДРГ. Згодом з'ясувалося, що через конфлікт 41-річний військовослужбовець з автомата розстріляв своїх співслужбовців і втік, його затримали неподалік місця трагедії. Після прощання в Генічеську Юрія поховали в с. Гайове (Генічеський район). |
| 3400        |                  | Андросович Олександр Григорович                            | 5 грудня 1975, Листвин (Овруцький район) Житомирська область. Солдат, військовослужбовець 3-го механізованого відділення 2-го механізованого взводу механізованої роти механізованого батальйону 28-ї окремої механізованої бригади (Чорноморське). Мобілізований 15 липня 2015 року. Залишилося троє синів (16, 14 і 11 років). | 12 вересня 2016                | Близько 16:00 поблизу сіл Нижньотепле та Артема (Станично-Луганський район) Луганської області у перестрілці двоє військовослужбовців загинули, п'ятеро дістали поранення. Попередньо в штабі АТО повідомили про напад ДРГ. Згодом з'ясувалося, що через конфлікт 41-річний військовослужбовець з автомата розстріляв своїх співслужбовців і втік, його затримали неподалік місця трагедії. |
| 3401        |                  | Самойлович Максим Олександрович (Позивний «Сом»)           | 1980, Кам'янське Дніпропетровська область. Молодший сержант, військовослужбовець 37-го окремого мотопіхотного батальйону «Запоріжжя» 56-ї ОМПБр. Працював у ПАТ «ДніпроАзот» в залізничному цеху. Мобілізований 28 липня 2015 року. Залишилася дружина та дві доньки (7 і 14 років). | 12 вересня 2016                | Загинув близько 23:00 на маріупольському напрямку, поблизу села Чермалик (Донецька область) під час обстрілу з САУ 2С1 «Гвоздика». Від розриву снаряду 122 мм був смертельно поранений осколком у спину. Похований на Алеї Слави військового кладовища Соцміста в Кам'янському. |
| 3402        |                  | Гулькевич Олександр Володимирович                          | 7 квітня 1974, Малин Житомирська область. Молодший сержант, стрілець роти вогневої підтримки 43-го окремого мотопіхотного батальйону «Патріот» 53-ї ОМБр. Працював на підприємстві з виготовлення пам'ятників в с. Слобідка (Малинський район). Мобілізований в серпні 2015 року. Артилерист, обслуговував ЗУ-23. Розлучений. Залишилися мати, син та брат, який служить у 95-й аеромобільній бригаді. | 13 вересня 2016                | Загинув о 22:10 на блокпості поблизу смт Зайцеве (Бахмутський район Донецька область), внаслідок артилерійського обстрілу зі 152-мм гармат 2А36 «Гіацинт-Б». Похований в Малині. |
| 3403        |                  | Ткаченко Ігор Валентинович                                 | 1994, Олександрія Кіровоградська область. Військовослужбовець Національної гвардії України, в/ч 3057. Воював з 2014 року в складі батальйону спецпризначення «Донбас», був поранений під час боїв за Широкине, нагороджений медаллю «Захиснику вітчизни». У квітні 2016 підписав контракт на службу в Нацгвардії. Залишилися мати, дружина та маленька донька. | 14 вересня 2016                | Помер в ніч на 14 вересня в розташуванні військової частини 3057 у місті Маріуполь (Донецька область). За попередніми висновками судмедексперта, у бійця стався інсульт. |
| 3404        |                  | Триволенко Владислав Володимирович (Позивний «Вільний»)    | 27 серпня 1994, Червоний Кут (Жашківський район) Черкаська область. Мешкав у місті Біла Церква Київська область. Старший солдат, сапер 122-го окремого аеромобільного батальйону 81-ї ОАЕМБр. 2013 року закінчив Білоцерківський професійний ліцей за фахом слюсар з контрольно-вимірювальної апаратури та автоматики (електроніка). Працював на меблевих фабриках та у ПрАТ «Білоцерківська ТЕЦ». З 23 лютого 2015 року проходив військову службу за контрактом у 81 бригаді. Залишилися батьки. | 16 вересня 2016                | Вдень у промзоні міста Авдіївка (Донецька область) Владислав знешкоджував міну, але наступив на інший саморобний вибуховий пристрій, встановлений терористами. Узявши весь удар на себе, врятував життя своїм побратимам. Помер у вечері в лікарні Авдіївки від мінно-вибухової травми, що несумісна з життям. Похований 20 вересня в с. Червоний Кут. |
| 3405        |                  | Дзиба Сергій Вікторович                                    | 1 жовтня 1969, Житомир. Підполковник, заступник командира по роботі з особовим складом 95-ї окремої десантно-штурмової бригади. У 1989 році був зарахований на військову службу за контрактом. 1996 року закінчив курси молодих офіцерів Харківського вищого військового училища НГУ й отримав звання молодшого лейтенанта Гвардії. З грудня 2012 року служив у десантних військах. На фронті від початку бойових дій, пройшов всі бої зі своїм 13-м ОДШБ 95-ї бригади. Був поранений біля с. Спартак в районі Донецького аеропорту. Влітку 2015 призначений заступником командира бригади. Залишилась дружина та дві доньки. | 17 вересня 2016                | Помер близько 17:00, не витримало серце. Похований у Житомирі на Смолянському військовому кладовищі. |
| 3406        |                  | Мокієнко Олександр Михайлович                              | 25 лютого 1973, Покров (колишнє Орджонікідзе) Дніпропетровська область. Солдат 21-ї окремої бригади охорони громадського порядку Центрального ОТО НГУ, в/ч 3011 (Кривий Ріг). Працював на ПП «Лоцман» у Дніпрі. Пішов добровольцем до лав НГУ в липні 2015 року. Залишилась дружина та діти. | 19 вересня 2016                | Помер у медсанчастині смт Велика Новосілка (Донецька область). Похований у Покрові. |
| 3407        |                  | Вітченко Єгор Юрійович                                     | 24 червня 1988, Вовчанськ Харківська область. Військовослужбовець батальйону патрульної служби поліції особливого призначення «Харків». Одружений. | 22 вересня 2016                | 18 вересня повернувся із зони АТО, де ніс службу в місті Мар'їнка (Донецька область). В ніч на 22 вересня помер у Харкові від інфаркту. Похований у м. Вовчанськ. |
| 3408        |                  | Уханський Степан Федорович                                 | 2 березня 1972, Тисів (Болехівська міська рада) Івано-Франківська область. Військовослужбовець 10-ї окремої гірсько-штурмової бригади (Коломия). Свого часу служив у спецпідрозділі МВС «Беркут», працював в охоронній службі. Неодружений, залишилися батьки. | 23 вересня 2016                | Загинув у Мар'їнському районі Донецької області, обставини не уточнено. Похований в с. Тисів. |
| 3409        |                  | Жабіцький Ілля Миколайович                                 | 30 квітня 1991, Магадан РРФСР. З однорічного віку проживав у м. Вінниця. Старший солдат, кулеметник снайперського взводу 53-ї окремої мотопіхотної бригади. Коли Іллі було 11 місяців, він разом із матір'ю повернувся в Україну, до Вінниці. Вступив до Вінницького будівельного технікуму, згодом навчався у Вінницькому торговельно-економічному інституті КНТЕУ. Займався дзюдо. 2011 року розпочав військову службу за контрактом. Після перепідготовки в Старичах 11 лютого 2016 вирушив в зону АТО, останні три місяці перебував у першій лінії оборони. Залишилася мати, в якої Ілля був єдиним сином. | 23 вересня 2016                | Загинув близько 19:00 під час мінометного обстрілу смт Зайцеве (Бахмутський район Донецька область), на позиції «Зайцеве — Жованка» у передмісті Горлівки. Похований на Алеї Героїв міського кладовища Вінниці. |
| 3410        |                  | Гук Андрій Мирославович                                    | 43 роки, Стрий Львівська область. Старшина, сапер 703-го інженерного полку, в/ч А3817 (Самбір). Виріс у сім'ї військового. Служив у Самборі з 7 серпня 2014 року, а з 10 жовтня 2014 перебував у зоні бойових дій. Залишилася дружина. | 25 вересня 2016                | 23 лютого 2015 року, під час бойового чергування поблизу смт Станиця Луганська (Луганська область), підірвався на міні та зазнав вкрай важкого поранення голови. Пережив чотири операції в Харківському та Київському військових шпиталях, перебував у комі. Рік і вісім місяців боровся за життя, але помер у лікарні. |
| 3411        |                  | Пономарьов Олександр Олександрович (Позивний «Сан Санич»)  | 23 квітня 1974, Костянтинівка Донецька область. Сержант, головний сержант взводу 54-ї окремої механізованої бригади. У 1989—1993 роках навчався у Горлівському автодорожньому технікумі Донецького національного технічного університету. Строкову службу проходив у в\ч 2262 НГУ в Чугуєві. Багато років пропрацював на підприємстві «Український бекон». Мобілізований у березні 2015 року, служив головним сержантом – командиром відділення взводу охорони в Костянтинівському військкоматі. Після демобілізації підписав контракт на службу в 54-й ОМБр, сам попросився на передову, куди був відправлений у травні 2016 року. | 26 вересня 2016                | 28 серпня 2016 року, під час бойового чергування на «Світлодарській дузі» (дебальцівський напрямок), дістав важке поранення внаслідок мінометного обстрілу. Майже місяць провів у Харківському госпіталі, але врятувати його життя не вдалося. Похований у Костянтинівці. |
| 3412        |                  | Вахненко Валерій Анатолійович (Позивний «Патрон»)          | 19 лютого 1957, 59 років, Нова Каховка Херсонська область. Старшина роти 1-ї роти 1-го батальйону 54-ї окремої механізованої бригади («Вовки Подолянина» Добровольчого українського корпусу «Правий сектор»). Активний учасник Революції Гідності у складі 17-ї сотні Самооборони Майдану. У Новій Каховці організував загін територіальної самооборони, з початком війни став волонтером. В червні 2015 року добровольцем пішов на фронт у складі 1-ї штурмової роти ДУК ПС, бійці якої 2016 року увійшли до 54-ї ОМБр. В ЗСУ служив за контрактом останні три місяці. | 27 вересня 2016                | Загинув у ДТП в районі міста Дебальцеве (Донецька область), ще 4 бійців ДУК ПС травмовані. Похований у Новій Каховці. |
| 3413        |                  | Неумивакін Дмитро Олександрович                            | 21 лютого 1977, Північний Кавказ РРФСР. Мешкав у м. Вінниця з 1993 року. Сержант, командир відділення 53-ї окремої механізованої бригади. Проходив строкову службу, згодом вдруге пішов до армії, пройшов відбір до складу миротворчої місії в Іраку, але тоді в нього народився син. З початком російської агресії 2014 року прийшов до військкомату добровольцем. Мобілізований в серпні 2015, після демобілізації підписав контракт. Розлучений, залишилися мати та син. | 27 вересня 2016 (жовтень 2017) | 27 вересня троє бійців вийшли на бойове завдання з розвідки в районі міста Горлівка і потрапили під обстріл. Одного бійця вдалося одразу евакуювати, другий вийшов до своїх через півтори доби. Вони розповіли, що бачили Дмитра із пораненням, з лівого боку у нього йшла кров, він лише встиг сказати: «Виходьте звідси». Через два місяці в морг м. Дніпро було доставлене тіло. Точна дата смерті невідома, загинув у полоні, на хресті вказано жовтень 2016 без дати. Після проведення ідентифікації за ДНК похований 23 грудня 2016 року на Алеї Слави міського кладовища Вінниці. |
| 3414        |                  | Півень Руслан Віталійович                                  | 16 січня 1991, Острійки Білоцерківський район Київська область. Сержант, снайпер, інструктор 199-го навчального центру ВДВ (Житомир). 2009 року закінчив Техніко-економічний коледж Білоцерківського Національного Аграрного Університету за спеціальністю «компресорщик холодильних установок». Строкову службу проходив у 1129-му зенітно-ракетному полку. Дуже гарно малював, захоплювався татуюванням. Мобілізований у першу хвилю, навесні 2014 року. Пройшов підготовку снайперів і був зарахований до 9-ї роти 3-го батальйону 30-ї окремої механізованої бригади. Учасник боїв за Степанівку та Савур-могилу. Після демобілізації підписав контракт та опинився у Житомирі. Згодом був відправлений в Авдіївку на підсилення до 122-го батальйону 81-ї ОАЕМБр. Залишилися батьки та молодший брат. | 28 вересня 2016                | Загинув близько 21:00 від кулі снайпера під час обстрілу в промзоні міста Авдіївка (Донецька область). Похований в с. Острійки. |
| 3415        |                  | Манжола Віктор Іванович                                    | 25 лютого 1965, 51 рік, Канівщина (Прилуцький район) Чернігівська область. Мешкав у м. Прилуки. Старший солдат, номер обслуги 30-ї окремої механізованої бригади. Мобілізований навесні 2015, з 26.05.2015 служив на передовій, по закінченні терміну служби підписав контракт. Залишилася донька-підліток, яка разом із колишньою дружиною проживає в місті Славутич. | 29 вересня 2016                | Помер від серцевої недостатності під час несення служби в селі Трудівське (Волноваський район Донецька область). Похований у Прилуках на кладовищі «Новий побут», поряд з могилою матері. |
| 3416        |                  | Бачинський Олександр Сергійович (Позивний «Пєчкін»)        | 18 вересня 1979, Красилівка (Ставищенський район) Київська область. Солдат, механік, налагодник бронетехніки 8-ї механізованої роти 3-го механізованого батальйону 72-ї окремої механізованої бригади. Олександр був наймолодшим сином з чотирьох дітей у сільській родині. Працював різноробом на фермі у Красилівці. Мобілізований 27 березня 2014 року. Після підготовки на полігоні в Житомирській області воював під Слов'янськом, та в районі Луганська. Залишилися батьки, троє братів, 18-річна донька від першого шлюбу, дружина та четверо дітей (9-річний син і три доньки — 8, 5 і 4 роки). | 29 вересня 2016                | Отримав важкі поранення під час обстрілу з РСЗВ «Град» 14 липня 2014 року поблизу села Зеленопілля (Довжанський район) Луганської області (Атака біля Зеленопілля). Осколок потрапив через ліву ключицю в спину, пошкодивши легеню, хребет та спинний мозок. Був паралізований. Лежав в Дніпропетровську, потім в Одесі, пізніше лікувався в першій обласній лікарні Київщини. Переніс безліч операцій. Під час чергової операції серце Олександра зупинилося. Похований на цвинтарі села Красилівка. |
| 3417        |                  | Литовченко В'ячеслав Григорович (Позивний «ВДВ»)           | 17 грудня 1971, Полтава. Мешкав у с. Старицьківка Машівський район Полтавська область. Доброволець 1-ї окремої штурмової роти Добровольчого українського корпусу «Правий сектор». Навчався у професійно-технічному училищі №23 в Полтаві. Армійську службу проходив у Білорусі, там одружився. Після розлучення приїхав із сином на Полтавщину, до села Старицьківка. У травні 2015 року прийшов добровольцем у полтавський 17-й запасний батальйон ДУК ПС, пройшов вишкіл і з лютого 2016 вирушив на фронт. В липні був поранений на шахті «Бутівка», після лікування одразу повернувся на передову. Залишилися батьки, сестра двоє братів та син. Один з братів теж на фронті. | 30 вересня 2016                | 29 жовтня близько 20:00 дістав важке поранення у голову від кулі снайпера в промзоні міста Авдіївка (Донецька область). Довезли до шпиталю, стабілізували, але рана була несумісна з життям. О 1-й годині ночі В'ячеслав помер на операційному столі. Похований на Алеї Героїв Центрального кладовища Полтави. |
| 3418        |                  | Мурзаханов Андрій Сергійович                               | 30 грудня 1992, Світанок (Голопристанський район) Херсонська область. Військовослужбовець 54-ї окремої механізованої бригади. Мобілізований 1 серпня 2015 року. | 30 вересня 2016                | Загинув у зоні проведення АТО (місце та обставини не уточнені). Похований 6 жовтня у с. Світанок. Прим. В соцмережах повідомляють про нещасний випадок. |
| 3419        |                  | Щербина Роман Іванович                                     | 1 жовтня 1977, Зачепилівка Харківська область. Молодший сержант, командир відділення з ремонту бронетанкової техніки взводу техзабезпечення 3-го МБ 53-ї ОМБр. | 30 вересня 2016                | Помер від травми внаслідок нещасного випадку, що стався близько 13:45 під час обслуговування техніки поблизу с. Біла Гора (Костянтинівський район). Похований в с. Нагірне (Зачепилівський район). |
| 3420        |                  | Охрименко Ігор Іванович                                    | 26 травня 1980, Звенигородка Черкаська область. Проживав у м. Київ. Солдат, навідник 58-ї окремої мотопіхотної бригади (Суми). | 30 вересня 2016                | Загинув під час несення служби в районі с. Кам'янка (Ясинуватський район) Донецької області. Обставини не уточнено. Похований у м. Київ, Лук'янівське військове кладовище. |
| Жовтень     |                  |                                                            | |                                | |
| 3420        |                  | Мисла Мирослав Іванович (Позивний «Мисливець»)             | 4 липня 1992, Волохів Яр Чугуївський район Харківська область. Мешкав у м. Харків. Молодший лейтенант, командир взводу окремої зведеної штурмової роти «Карпатська Січ» 93-ї ОМБр. Родина походить із с. Приборжавське Іршавський район Закарпатська область. 2009 року вступив до Харківського національного університету імені В. Н. Каразіна, на історичний факультет за спеціальністю «Викладач історії України та суспільно-політичних наук», який закінчив 2015 року. В Харкові долучився до націоналістичного руху. Член ВО «Свобода» з 2011 року, один з очільників харківського осередку ВГО «Сокіл» (ідеологічний референт). Активний учасник Революції Гідності, під час якої був спеціальним кореспондентом радіо «Голос Свободи». З перших днів війни добровольцем вирушив на Схід у складі батальйону МВС особливого призначення «Січ». Забезпечував правопорядок під час проведення парламентських виборів у жовтні 2014 року на Донеччині, зокрема у Слов'янську. Обороняв Піски під Донецьком. З весни 2015 року служив у лавах ЗСУ, в «Карпатській Січі», 93-й ОМБр. Під час місцевих виборів восени 2015 року висувався до Харківської міськради по 3-му округу від ВО «Свобода». Повертаючись із зони АТО, неодноразово проводив зустрічі із школярами та студентами у Києві, Харкові, Тернополі. Хотів оселитися в Тернополі. На початку осені 2016 року закінчив офіцерські курси та отримав офіцерське звання. Залишилася мати. | 2 жовтня 2016                  | Загинув поблизу села Кримське (Новоайдарський район) Луганської області від множинних вогнепальних поранень під час мінометного обстрілу. Мирослав на чолі розвідгрупи під час виконання бойового завдання виявив ДРГ противника, після чого група потрапила під масований обстріл. Пораненого командира донесли до бази, але він помер. Похований у селі Волохів Яр. |
| 3421        |                  | Рупа Віктор Миколайович                                    | 17 липня 1984, Хренів (Іваничівський район) Волинська область. Солдат 24-ї окремої механізованої бригади (Яворів). Мобілізований восени 2015 року. Залишилась дружина та четверо дітей. | 3 жовтня 2016 орієнтовно       | За попередньою інформацією, причина смерті — необережне поводження зі зброєю. Загинув в Луганській області (тіло доставлене з Сєвєродонецька). Похований у с. Хренів. |
| 3422        |                  | Барсуков Андрій Юрійович (Позивні «Єнот» / «Барсік»)       | 26 липня 1993. Старший лейтенант, командир мінометного взводу 137-го окремого батальйону морської піхоти (Одеса) 36-ї окремої бригади морської піхоти. Залишилася мати. | 3 жовтня 2016                  | Загинув внаслідок ДТП. Близько 15:00 у селищі Мангуш під Маріуполем (Донецька область) автомобіль «Ніссан» з військовослужбовцями ВМС ЗСУ зіткнувся з автомобілем «КРАЗ», який рухався по головній дорозі. Андрій помер від травм по дорозі до лікарні, ще троє військових травмовані. |
| 3423        |                  | Кравченко Сергій Вікторович (Позивний «Крава»)             | 28 травня 1984, Гайсин Вінницька область. Доброволець 1-ї окремої штурмової роти Добровольчого українського корпусу «Правий сектор». Здобув спеціальність машиніста-комбайнера у Теплицькому профтехучилищі. З початком війни воював у складі розвідроти 95-ї аеромобільної бригади, обороняв Донецький аеропорт. Після отриманих поранень, восьми днів у комі і закінчення контракту в ЗСУ повернувся на фронт добровольцем ДУК. Залишилися батьки, брат та донька. | 3 жовтня 2016                  | Загинув вночі в районі міста Авдіївка (Донецька область), під час виконання бойового завдання у боєзіткненні з ДРГ противника. Похований на Алеї Слави міського кладовища м. Гайсина. |
| 3424        |                  | Фролов Максим Васильович                                   | 2 лютого 1984, Кривий Ріг Дніпропетровська область. Проживав у м. Звенигородка Черкаська область. Командир відділення піхоти 54-ї окремої механізованої бригади. Закінчив Звенигородську школу-інтернат. 2008 року здобув спеціальність землевпорядника в Шевченківському коледжі. Працював на посаді апаратника у Звенигородському сироробному комбінаті. Мобілізований 18 липня 2015 року до 169-го навчального центру, зарахований до 54 ОМБр. У березні 2016 був поранений, після лікування знову поїхав на передову. Залишилися батьки, дружина та 4-річна донька. | 4 жовтня 2016                  | Загинув на опорному пункті «Свобода» в районі міста Дебальцеве (Донецька область), внаслідок підриву вибухового пристрою (необережне поводження зі зброєю або самогубство, проводиться слідство). Похований у м. Звенигородка. |
| 3425        |                  | Яровець Максим Олександрович (Позивний «Скіф»)             | 13 грудня 1994, Хмельницький. Лейтенант, командир роти глибинної розвідки 130-го окремого розвідувального батальйону (Рівне). 2016 року закінчив Одеську військову академію. Ще коли вчився, у 19 років писав рапорт з академії, щоб його відправили в зону АТО. Після завершення навчання поїхав на фронт, де перебував з квітня 2016 року. Ніс служби в районі міста Попасна на Луганщині командиром взводу 2-ї розвідувальної роти, в липні призначений командиром РГР, з серпня воював у Донецькій області. Залишилися батьки і сестра. | 5 жовтня 2016                  | Загинув під час виконання бойового завдання в районі міста Мар'їнка (Донецька область). Повертаючись із завдання о 10:50 підірвався на міні МОН-50, зачепивши «розтяжку». Похований на Алеї Слави у мікрорайоні Ракове міста Хмельницький. |
| 3426        |                  | Шевчук Сергій Григорович                                   | 1987, мешкав у с. Широка Гребля (Хмільницька міська громада) Вінницька область. Сержант, військовослужбовець 128-ї окремої гірсько-піхотної бригади, в/ч пп В4673. Сирота. Сергія виховувала бабуся. Останнім часом проживав разом із сестрою в с. Широка Гребля. Призваний за мобілізацією. | 5 жовтня 2016                  | Вбитий поблизу міста Дружківка (Донецька область). Тіло з ознаками насильницької смерті знайшли біля блок-посту. |
| 3427        |                  | Ємець Олексій Васильович                                   | 1961, Харків. Майор запасу, артилерист, військовослужбовець ЗСУ (93-тя бригада). Мешкав у районі Холодна Гора в Харкові. В минулому — слідчий прокуратури. Звільнився за станом здоров'я (слабке серце). Журналіст, письменник, історик, правозахисник. Досліджував методи і способи ведення інформаційно-психологічної війни проти українського народу з боку РФ, у співавторстві з Олегом Яциною написав з цієї тематики статтю «Як хочуть нас ділити…» (2009), книги «На війні як на війні» [Архівовано 9 жовтня 2016 у Wayback Machine.] (2009), "Операція «Варяг» (2009). Ще тоді спрогнозував російську агресію в Криму в своїй публікації «Місце битви — Крим». На початку березня 2014 року прийшов добровольцем до військкомату, влітку 2014 був мобілізований. | 5 жовтня 2016 орієнтовно       | Загинув в Луганській області, обставини не уточнено. Поховання на Безлюдівському кладовищі № 18 м. Харків. |
| 3428        |                  | Бондар Денис Володимирович                                 | 2 липня 1978, Кривий Ріг Дніпропетровська область. Старший солдат, старший навідник 2-го протитанкового артилерійського взводу протитанкової артилерійської батареї 28-ї окремої механізованої бригади, в/ч пп В0095. Працював на дільниці № 28 шахти «Родіна» ПАТ «Криворізький залізорудний комбінат». Мобілізований влітку 2015 року. Залишились мати, молодший брат, дружина та 9-річна донька. | 5 жовтня 2016                  | Загинув у районі смт Новоайдар (Луганська область), обставини не уточнено. Похований 12 жовтня у Кривому Розі. |
| 3429        |                  | Бабенко Валентин Олександрович (Позивний «Валідол»)        | 10 грудня 1977, Борбухи Ярмолинецький район Хмельницька область. Заступник командира взводу 1-го батальйону 53-ї окремої мотопіхотної бригади. Мобілізований влітку 2015 року. Служив у Донецькій області: поблизу Мар'їнки, Майорська, Авдіївки, Донецького аеропорту. Залишилася мати, сестри, цивільна дружина. | 6 жовтня 2016                  | Загинув під час виконання бойового завдання, в смт Зайцеве (Бахмутський район Донецька область). Підірвався на «розтяжці» та отримав множинні вогневі осколкові поранення, що несумісні з життям. Похований в селі Шарівка (Ярмолинецький район). |
| 3430        |                  | Долгов Андрій Валерійович                                  | 21 квітня 1975, Вінниця. Підполковник, офіцер Центру спеціальних операцій «А» СБУ. Займався кікбоксингом. Закінчив Вінницький ДПУ ім. Коцюбинського. В СБУ з 1995, служив у Києві, з 2003 — в Управлінні СБУ у Вінницькій області. 2002 був зарахований до лав спецпідрозділу «Альфа». У 2012 мав відрядження в Ірак, де охороняв Посольство України. Протягом весни — літа 2014 неодноразово виконував оперативно-бойові завдання у районі проведення АТО. Залишилися мати, дружина, донька та син, який також обрав шлях військового. | 7 жовтня 2016                  | Трагічно загинув під час виконання обов'язків військової служби, перебуваючи у черговому відрядженні (місце й обставини не уточнено). |
| 3431        |                  | Гамсахурдія Давид Михайлович                               | 30 грудня 1989, Сухумі Абхазія Грузія. Мешкав у с. Анталовці та с. Холмок Ужгородський район Закарпатська область. Солдат 128-ї окремої гірсько-піхотної бригади (Мукачеве). Свого часу родина Давида залишила Сухумі, рятуючись від війни. Приїхавши в Україну, вони оселилися на Закарпатті. Давид був єдиною дитиною у матері. | 8 жовтня 2016                  | 16 вересня під час мінометного обстрілу дістав важкі поранення на опорному пункті шахти «Бутівка» поблизу міста Авдіївка (Донецька область). Осколок міни застряг у мозку, перебито хребет та стегнову кістку, втратив багато крові. Не приходячи до тями, переніс п'ять операцій, та був підключений до апарату штучного дихання. У вкрай важкому стані перебував в обласній лікарні імені Мечникова у Дніпрі. Помер у ніч на 8 жовтня. Похований на Пагорбі Слави ужгородського кладовища «Кальварія». |
| 3432        |                  | Зінченко Андрій Сергійович                                 | 23 жовтня 1974, Київ (Шевченківський район). Солдат 54-ї окремої механізованої бригади. | 8 жовтня 2016                  | Загинув під час виконання завдань військової служби, підірвавшись на розтяжці у селі Троїцьке (Попаснянський район) Луганської області в районі «світлодарській дузі». Похований в м. Києві на Лук'янівському кладовищі. |
| 3433        |                  | Корнєєв Сергій Миколайович                                 | 15 вересня 1983, Сімферополь Кримська область. Мешкав у м. Київ (Шевченківський район). Молодший сержант, заступник командира бойової машини — навідник-оператор 53-ї окремої мотопіхотної бригади. | 8 жовтня 2016                  | Помер в ЦРЛ м. Бахмут Донецької області від раніше отриманих поранень. Похований в м. Києві на Лук'янівському кладовищі. |
| 3434        |                  | Україна                                                    | 24 роки, Розівський район Запорізька область. Військовослужбовець ЗСУ (в/ч не уточнено). Призваний за мобілізацією, ніс службу у військової частині поблизу Маріуполя. | 10 жовтня 2016 орієнтовно      | Застрелився в зоні проведення АТО (місце не уточнено). |
| 3435        |                  | Сизов Олександр Олександрович                              | 21 вересня 1980, Астраханка Мелітопольський район Запорізька область. Мешкав у м. Мелітополь Запорізька область. Солдат 23-го окремого мотопіхотного батальйону «Хортиця» 56-ї ОМПБр. Здобув професію повара у Вищому професійному училищі, потім закінчив Мелітопольський автомоторний технікум за фахом «економіка». Працював електриком на трикотажній фабриці. Мобілізований 23 липня 2015 року. Неодружений, батьків немає. Залишилися дві сестри. | 10 жовтня 2016                 | Загинув об 11.00 біля села Талаківка неподалік Маріуполя (Донецька область), внаслідок осколкового ураження в голову від розриву 82-мм міни. Після прощання у Мелітополі воїна поховали в с. Астраханка, поряд із могилою батька. |
| 3436        |                  | Неніца Анатолій Валерійович                                | 29 липня 1988, Кам'янка (Апостолівський район) Дніпропетровська область. Мешкав у м. Зеленодольськ. Солдат, кулеметник розвідувальної роти 54-го окремого розвідувального батальйону. Працював охоронцем та начальником караула в супермаркеті, потім на супроводі вагонів. Наприкінці зими 2016 року підписав контракт та після двох місяців підготовки у навчальному таборі вирушив на фронт. 19 серпня нагороджений відзнакою батальйону. Залишилися батьки у Кам'янці, дружина та двоє дітей в Зеленодольську, — син і донька, яка народилася за два тижні до смерті батька. | 10 жовтня 2016                 | Загинув близько 10:00 під час виконання бойового завдання поблизу села Широкине (Волноваський район Донецька область) від вибуху 120-мм міни. Похований у Кам'янці. За даними ІАЦ РНБО, за минулу добу внаслідок бойових дій двоє українських військовослужбовців загинули, 8 дістали поранення, 3 отримали контузію. Таких втрат сили АТО зазнали в Новозванівці на Луганщині, та — головним чином — у Широкиному. Волонтери «Повернись живим» повідомили про двох загиблих та двох поранених внаслідок обстрілу на Луганщині (повідомлення о 12:03 10 жовтня). Луганська обласна поліція та Луганська обласна ЦВА цю інформацію не підтверджують, за даними поліції 10 жовтня під час обстрілу Новозванівки поранено одного військовослужбовця. |
| 3437        |                  | Тишкун Віталій Олександрович                               | 25 серпня 1991, Бадівка Острозький район Рівненська область. Солдат, кулеметник 6-ї механізованої роти 2-го механізованого батальйону 30-ї окремої механізованої бригади. До війська призваний 31 травня 2016 року. Неодружений, залишилися батьки. | 11 жовтня 2016                 | Загинув під час несення служби в районі міста Волноваха (Донецька область), обставини не уточнено. |
| 3438        |                  | Попов Олександр Васильович                                 | 7 вересня 1973, мешкав в с. Урзуф Мангушський район Донецька область. Підполковник поліції, начальник Кальміуського відділення поліції м. Маріуполь. В правоохоронних органах України з 1995 року. Починав з молодшого оперуповноваженого служби з боротьби з економічною злочинністю, потім 14 років пропрацював у кримінальній міліції. З 2012 по 2015 роки очолював кримінальний блок тоді ще Першотравневого райвідділку, а з жовтня 2015 був призначений на посаду начальника Кальміуського відділення. Забезпечував дотримання законності та правопорядку в населених пунктах прифронтової зони сектору «М» Сартана, Старий Крим, Талаківка, Гнутове, Ломакине. Залишилися батьки, дружина та 14-літня донька. | 12 жовтня 2016                 | Помер вдома вночі в результаті інфаркту. Похований з воїнськими почестями в селі Урзуф. |
| 3439        |                  | Сімонов Олександр Олександрович (Позивний «Крупний»)       | 10 травня 1993, Смоліне Маловисківський район Кіровоградська область. Солдат, командир бойової машини — командир 3-го відділення 1-го взводу 4-ї роти 2-го механізованого батальйону 54-ї окремої механізованої бригади. Закінчив Кіровоградське ВПУ № 4, де здобув спеціальність електрогазозварювальника. Потім навчався у Кіровоградському технікумі механізації сільського господарства за фахом «автомеханік». Захоплювався футболом, був голкіпером у команді «Шахтар» (Смоліне). В травні 2013 року був призваний на строкову службу, з 26 грудня 2014 продовжив військову службу за контрактом. Залишились батьки і сестра. | 14 жовтня 2016                 | Загинув о 22:10 поблизу села Троїцьке (Попаснянський район) Луганської області від чисельних кульових поранень. Разом з двома бійцями пішов на пост № 2, аби з'ясувати причини невиходу на радіозв'язок особового складу. На посту побачили двох військових у стані алкогольного сп'яніння, один з яких на зауваження почав сваритися і відкрив стрільбу з автомата. Сімонов помер на місці, Поліщук — у лікарні. Похований 19 жовтня у Смоліному. |
| 3440        |                  | Поліщук Ігор Миколайович (Позивний «Панда»)                | 16 листопада 1973, Полонський район Хмельницька область. Солдат, стрілець-помічник гранатометника 2-го взводу 4-ї роти 2-го механізованого батальйону 54-ї окремої механізованої бригади. | 14 жовтня 2016                 | Загинув поблизу села Троїцьке (Попаснянський район) Луганської області від кульового поранення. Разом із Сімоновим Олександром пішов на пост № 2, аби з'ясувати причини невиходу на радіозв'язок особового складу. На посту побачили двох військових у стані алкогольного сп'яніння, один з яких на зауваження почав сваритися і відкрив стрільбу з автомата. В результаті було смертельно поранено двох військовослужбовців, Сімонов помер на місці, Поліщук — у хірургічному відділенні Попаснянської ЦРЛ. |
| 3441        |                  | Павлюк Юрій Леонідович                                     | 16 серпня 1961, 55 років, Золочів Львівська область. Військовослужбовець 146-го окремого ремонтно-відновлювального полку (Золочів) ОК «Захід». Залишилися дружина, дочка та син. | 15 жовтня 2016                 | Загинув (помер) в зоні проведення АТО (місце та обставини смерті не уточнені). Похований у Золочеві. |
| 3442        |                  | Смирнов Олександр Сергійович                               | 1992, Нововолинськ Волинська область. Молодший сержант, командир відділення 14-ї окремої механізованої бригади. Закінчив Нововолинське ВПУ, де здобув спеціальність слюсаря з ремонту автомобілів, навчався на юридичному факультеті ЛНУ ім. Івана Франка. У 2013 році пішов служити за контрактом до 51-ї ОМБр. На війні був майже від початку, пройшов бої за Іловайськ, був поранений, потрапив у полон. Після звільнення та лікування повернувся на фронт. Командування планувало після закінчення університету направити Сашка на офіцерські курси. Залишилися мати, сестра та бабуся. | 15 жовтня 2016 орієнтовно      | Загинув в смт Станиця Луганська (Луганська область), під час виконання службових обов'язків (обставини не уточнено). За іншою версією, загинув від рук 56-річного військовослужбовця, на тілі Олександра три кульових поранення. Похований у Нововолинську, на старому міському кладовищі. |
| 3443        |                  | Україна                                                    | 23 роки. Військовослужбовець 57-ї окремої мотопіхотної бригади. | 16 жовтня 2016                 | Застрелився із закріпленої зброї (АКСУ) під час несення служби на кордоні з окупованим Росією Кримом, у тимчасовому таборі на території покинутого солезавода в Генічеському районі Херсонської області. |
| 3444        |                  | Нестеренко Андрій В'ячеславович (Позивний «Нестер»)        | 25 жовтня 1993, Фастів Київська область. Старший солдат, кулеметник 11-го окремого мотопіхотного батальйону «Київська Русь» 59-ї ОМПБр. 2011 року закінчив Фастівський центр профтехосвіти за спеціальністю «електрогазозварник, рихтувальник кузовів». У 2010—2012 роках працював за фахом, на ТДВ «Електронагрівач». У квітні 2013 пішов на строкову армійську службу, після закінчення якої, 13 серпня 2014, підписав контракт до закінчення особливого періоду та був направлений в зону АТО. Неодружений. | 16 жовтня 2016                 | Між селом Новозванівка та містом Попасна (Луганська область) на міні підірвався військовий автомобіль «ГАЗ-53-12», за кермом якого був Андрій. До ЦРЛ м. Попасна доставлено чотирьох військовослужбовців з мінно-вибуховими травмами. Андрій від отриманих поранень помер у хірургічному відділенні. Похований на Алеї Слави Інтернаціонального кладовища міста Фастів. |
| 3445        |                  | Захаров Дмитро Андрійович                                  | 29 жовтня 1994, Новопокровка (Солонянський район) Дніпропетровська область. Мешкав у м. Дніпро. Матрос, навідник СПГ 2-го взводу 2-ї роти десантно-штурмового батальйону 36-ї окремої бригади морської піхоти. 2016 року закінчив транспортно-економічний коледж у Дніпрі за спеціальністю «помічник машиніста». Працював охоронцем у ТОВ «Омега», а з весни 2016 року — на «Новій Пошті». Захоплювався грою у футбол. 31 серпня 2016 підписав контракт на військову службу. Після проходження нетривалого навчання, відбув до зони АТО, під Маріуполь, де загинув у другий день свого перебування на фронті. Залишилися батька та молодший брат. | 18 жовтня 2016                 | Загинув близько 11:00 на спостережному посту поблизу сел Лебединське та Водяне Донецької області, в результаті смертельного поранення у голову під час обстрілу позиції ворожою ДРГ з підствольних гранатометів. Дмитро до останнього вів вогонь, намагаючись подавити вогневі точки противника. Під час перезарядження до окопу, де він перебував, прилетів ВОГ. Похований у рідному селі Новопокровка. |
| 3446        |                  | Колубай Сергій Миколайович                                 | 28 листопада 1994, Заміхів Новоушицький район Хмельницька область. Молодший сержант, навідник бойової машини 1-го штурмового батальйону 24-ї окремої механізованої бригади (Яворів). Після 9 класу вступив до Жмеринського вищого професійного училища, яке закінчив 2013 року за спеціальністю «провідник», працював за фахом кілька місяців. У жовтні 2013 пішов в армію на строкову службу і 14 січня 2014 підписав контракт. Пройшов військову підготовку у Львівській області та через кілька місяців у 19-річному віці потрапив на передову, де пройшов бої в «гарячих точках», був поранений. Контракт мав закінчитись через два місяці, хлопець планував повернутися до дому та одружитись. Залишилася мати. | 20 жовтня 2016                 | Загинув поблизу села Новозванівка (Попаснянський район Луганська область). За офіційною версією, Сергій застрелився на бойовому посту. Поряд знайшли гільзу калібру 5,45 мм. Родичі та колишні бойові побратими у цю версію не вірять. Похований у с. Заміхів. |
| 3447        |                  | Пульний Олександр Прокофійович (Прокопович)                | 52 роки, Сєвєродонецьк Луганська область. Сержант, військовослужбовець 53-ї окремої мотопіхотної бригади. В серпні 2015 року мобілізований як доброволець. Брав участь у боях в промзоні Авдіївки. Залишилася дружина та дві доньки. | 20 жовтня 2016                 | В травні 2016 під час несення служби в Олександра почалися проблеми зі здоров'ям, лікарі діагностували рак легенів. Півроку чоловік боровся за життя. 20 жовтня помер в Дніпропетровській обласній лікарні імені Мечникова. Похований на міському кладовищі Сєвєродонецька. |
| 3448        |                  | Федоришин Микола Іванович                                  | 12 жовтня 1981, Дубове (Тячівський район) Закарпатська область. Мешкав у с. Ракове (Тячівський район). Гранатометник 128-ї окремої гірсько-піхотної бригади (Мукачеве). Ніс службу за контрактом. Залишилися мати в Дубовому, дружина та троє дітей у с. Ракове. | 22 жовтня 2016                 | 12 квітня 2016 року, під час несення наряду біля шахти «Путилівська» («Бутівка-Донецька»), під Донецьком, потрапив під снайперський обстріл, куля розбила скулову кістку й зупинилась у основі черепа. Хірурги клініки ім. Мечникова у м. Дніпро вилучили кулю під час складної двогодинної операції, і через день Микола прийшов до тями. Вже наприкінці квітня повернувся додому, де пробув кілька тижнів, але в нього почалися проблеми з кишечником. Лікувався у Мукачівському шпиталі, проходив реабілітацію у санаторіях, однак 22 жовтня серце воїна зупинилось. Лікарі діагностували гострий панкреонекроз. Похований в с. Дубове. |
| 3449        |                  | Нічега Микола Леонідович (Позивний «Ніж»)                  | 16 березня 1993, Кривий Ріг Дніпропетровська область. Старший солдат, водій-стрілець, розвідник-підривник групи розвідки спецпризначення окремого загону спецпризначення «Азов» в/ч 3057 НГУ. До війни захоплювався парашутним спортом, належав до руху футбольних ультрас. Їздив у Польщу на навчальні курси у приватній військовій компанії. Мріяв стати військовим інструктором міжнародного рівня та навчати українських новобранців. На початку лютого 2015 року прибув до полку «Азов», пройшов базову підготовку, та в подальшому ще багато курсів та навчальних полігонів. На фронті з 17 лютого 2015 року. Спочатку потрапив у розвідку танкового батальйону «Азова», за два місяці перейшов у розвідроту. Залишились батьки та старший брат. | 23 жовтня 2016                 | Загинув увечері під час розмінування міни МОН-50 в районі міста Мар'їнка (Донецька область), в зоні відповідальності оперативно-тактичного угруповання (ОТУ) «Маріуполь». Похований на Алеї Слави криворізького Центрального цвинтаря. |
| 3450        |                  | Пустовий Сергій Олегович (Позивний «Стрілок»)              | 17 липня 1981, Охтирка Сумська область. Молодший сержант, командир 2-го відділення інженерно-саперного взводу 24-го окремого штурмового батальйону «Айдар» 10-ї ОГШБр. Здобув вищу освіту за фахом програміста. Активний учасник і волонтер Революції Гідності. З початку бойових дій був активним волонтером, допомагав армії, за власний кошт купував потрібні речі та відвозив на передову, у березні 2015 року і сам пішов на фронт добровольцем. 24 серпня 2015 нагороджений почесною відзнакою «Лицарський Хрест родини Мазеп» міжнародної громадської організації «Родина Мазеп». Залишилися батьки, дружина та син. | 23 жовтня 2016                 | Загинув близько 19:00 під час виконання військового завдання поблизу села Славне (Мар'їнський район) Донецької області. Похований в Охтирці. |
| 3451        |                  | Хрупчик Іван Васильович                                    | 29 січня 1993, Судче Любешівський район Волинська область. Солдат 130-го окремого розвідувального батальйону (Рівне). З 2008 по 2011 рік навчався в Любешівському технічному коледжі Луцького НТУ, де здобув спеціальність тракториста-машиніста, водія. Підписав контракт на військову службу, після трьох місяців «учебки» повернувся додому у відпустку, звідки вже вирушив на Схід. | 23 жовтня 2016                 | Загинув під час виконання службових обов'язків в зоні проведення АТО на Донеччині, обставини не уточнено. Похований в с. Судче. |
| 3452        |                  | Саєнко Дмитро Олександрович (Позивний «Череп»)             | 20 листопада 1981, Дніпро. Боєць роти «Чорний Туман» Української Добровольчої Армії. Закінчив вище професійне училище, де здобув спеціальність «тракторист, водій широкого профілю». З 18 років займався євроремонтами, мріяв стати військовим, як його дідусь. Був мобілізований до ЗСУ 22 квітня 2015 року, після закінчення строку служби повернувся на фронт добровольцем. | 23 жовтня 2016                 | Загинув у промзоні міста Авдіївка (Донецька область), накривши собою гранату та врятувавши життя побратимам. Похований на кладовищі с. Дороге (Дніпровський район). |
| 3453        |                  | Алефіренко Сергій Олександрович                            | 30 червня 1992, Моначинівка Куп'янський район Харківська область. Мешкав у Куп'янську. Молодший сержант, старшина 5-ї роти 2-го механізованого батальйону 92-ї окремої механізованої бригади. 2010 року закінчив вище професійне училище № 34 за фахом «повар-кондитер». Проходив строкову службу в 40-й бригаді тактичної авіації, де й захопився літаками, служив на аеродромі у взводі охорони. Після армії закінчив військовий коледж. На початку 2016 року підписав контракт на військову службу. Після війни хотів вступити до Харківського університету повітряних сил імені Кожедуба. Залишився паралізований батько. | 26 жовтня 2016                 | Близько 21:00 в районі міста Мар'їнка (Донецька область) зазнав осколкових поранень під час обстрілу з АГС, помер дорогою до лікарні від великої крововтрати. Після прощання у Куп'янську похований на кладовищі села Кучерівка (Куп'янський район). |
| 3454        |                  | Буренко Дмитро Сергійович                                  | 1989, Мелітополь Запорізька область. Старший матрос, снайпер 501-го окремого батальйону морської піхоти 36-ї окремої бригади морської піхоти. Призваний до війська у квітні 2015 року, згодом підписав контракт на військову службу. Неодружений, залишилися мати і молодший брат-військовослужбовець. | 27 жовтня 2016                 | Загинув близько 17:00 поблизу села Павлопіль (Волноваський район Донецька область) від поранень у голову, отриманих під час мінометного обстрілу. Поховання в Мелітополі. |
| 3455        |                  | Бабівський Руслан Геннадійович                             | 21 квітня 1972, Бровари Київська область. Мешкав у с. Лідівка (Новоград-Волинський район) Житомирська область. Солдат, старший гранатометник 54-го окремого розвідувального батальйону, в/ч пп В2803. На Житомирщині мешкав у с. Гуменники (Коростишівський район), в м. Новоград-Волинський, останні 5 років у с. Лідівка. У 2005 році помер батько, а у 2006 мати, тож далі його виховував вітчим. В армії служив зв'язківцем, а потім залишився на понадстрокову. Їздив на заробітки. 11 жовтня 2016 року підписав трирічний контракт на військову службу. Залишилися сестра, син, дві доньки та 4-місячний онук. | 28 жовтня 2016                 | Загинув близько 15:00 в результаті мінометного обстрілу села Широкине (Волноваський район Донецька область). Ще один боєць, Юрій Волков, дістав поранень, від яких помер в лікарні. Прощання з двома захисниками пройшло у будинку офіцерів м. Новоград-Волинський, їх поховали на Алеї Слави Центрального кладовища. |
| 3456        |                  | Волков Юрій Васильович                                     | 24 червня 1989, Новоград-Волинський Житомирська область. Солдат 54-го окремого розвідувального батальйону, в/ч пп В2803. В родині було п'ятеро дітей, батько помер, з 3-х років Юрій лишився без батьківської опіки і виріс у дитбудинку, що у Денишах під Житомиром. Закінчив вище професійне училище за спеціальністю «електрик». Переїхав жити до матері у село Романівка (2015 року мати Юрія загинула в ДТП). Підробляв в Овручі у столярному цеху, різноробочим на будівництвах, більше року працював охоронцем в ТРЦ «Блокбастер» у Києві. В квітні 2016 року підписав контракт на військову службу. Залишилася цивільна дружина на 9 місяці вагітності. | 29 жовтня 2016                 | 28 жовтня був важко поранений в результаті мінометного обстрілу села Широкине (Волноваський район Донецька область), помер від множинних осколкових поранень в лікарні Маріуполя. Прощання з двома воїнами 54 ОРБ пройшло в будинку офіцерів м. Новоград-Волинський, їх поховали на Алеї Слави Центрального кладовища. |
| 3457        |                  | Безуглий Дмитро Петрович                                   | 29 грудня 1982, Тальне Черкаська область. Молодший сержант, навідник бойової машини 72-ї окремої механізованої бригади. Закінчив вище професійне училище за спеціальністю «шофер-тракторист». Після строкової служби працював на цукровому заводі та залізниці. Захоплювався активним відпочинком, полюванням та риболовлею. Навесні 2016 року підписав контракт на військову службу. Воював в районі Авдіївки. Залишились батьки, сестра, дружина з дитиною та дві доньки від першого шлюбу. | 30 жовтня 2016                 | В ніч на 31 жовтня загинув від кулі снайпера, що поцілила у голову, під час бойового зіткнення поблизу смт Верхньоторецьке (Ясинуватський район) Донецької області. Похований у м. Тальне. |
| 3458        |                  | Астахов Станіслав Алієвич                                  | 14 травня 1971, Чернігів. Волонтер АТО. Працював далекобійником, згодом — водієм у мережі «Ашан». Активний учасник Революції Гідності, був у лавах Чернігівської Самооборони. З початком війни почав возити волонтерську допомогу військовим у найгарячіші точки, в Щастя, Піски, Станицю Луганську. | 30 жовтня 2016                 | Влітку 2015 року потрапив під обстріл «Градів», дістав опіки обох ніг. За кілька місяців почалася гангрена, довелося ампутувати спочатку одну ногу, а згодом, після травми, іншу. Ускладнення давало і захворювання на діабет. Станіслав лікувався в обласній лікарні Чернігова, потім у Київському інституті травматології. Помер уві сні в ніч на 30 жовтня. Похований в Чернігові. |
| 3459        |                  | Вашура Микола Васильович (Позивний «Мент»)                 | 30 жовтня 1977, Кременчук Полтавська область. Старший сержант, військовослужбовець 93-ї ОМБр. До війни два роки служив у патрульній службі МВС в Кременчуці. На фронт потрапив 2014 року в складі 93-ї ОМБр, з 27 жовтня 2014 воював у Пісках. Учасник боїв за Донецький аеропорт. В Опитному Миколі в бронежилет, у задню пластину, з автоматної черги потрапило 7 куль. Тоді у нього були поламані ребра, але від госпіталізації він відмовився. У вересні 2015 демобілізувався, а вже через два місяці, 9 листопада, підписав контракт і повернувся в зону бойових дій. Залишилися мати та син 2006 р.н. | 31 жовтня 2016                 | Помер через зупинку серця у ніч з 30 на 31 жовтня під час несення служби у Покровську (Донецька область). Після чергування приліг відпочити й не прокинувся, помер уві сні. Похований на Свіштовському кладовищі у секторі Героїв АТО. |
| Листопад    |                  |                                                            | |                                | |
| 3460        |                  | Саюк Микола Олександрович (Позивний «Француз»)             | 22 грудня 1987, Дубно Рівненська область. З 4-х років мешкав у с. Адамівка (Березнівський район). Молодший сержант, командир відділення зв'язку взводу управління мінометної батареї 24-го окремого штурмового батальйону «Айдар» 10-ї ОГШБр. Після смерті батька переїхав жити до села Адамівка. Закінчив вище професійне училище № 7. Працював на будівництві. З 2012 року був директором ТОВ "ТВК «Меркурій» у Києві (оптова торгівля). Активний учасник Революції Гідності, зокрема протистояння на Грушевського та на вулиці Інститутській, був поранений. Пішов на фронт добровольцем від самого початку бойових дій, а в грудні 2014 підписав контракт до закінчення особливого періоду. Залишилися мати, сестра та дружина, яка теж служить в батальйоні «Айдар». Вони познайомилися на війні, одружилися 28 серпня 2016 року. | 1 листопада 2016               | В ніч на 2 жовтня, поблизу села Славне (Мар'їнський район) Донецької області, загинули двоє бійців батальйону «Айдар», ще двоє дістали поранень. За попередніми даними, бійці загинули через детонацію боєприпаса у каналі ствола міномету М120-15 «Молот». Проводиться службове розслідування. Після прощання на Майдані у Києві та Рівному, похований в с. Адамівка. |
| 3461        |                  | Кочетов Сергій Вікторович (Позивний «Кіт»)                 | 30 листопада 1986, Смига Дубенський район Рівненська область. Старший солдат, старший навідник мінометного взводу 24-го окремого штурмового батальйону «Айдар» 10-ї ОГШБр. Шкільні роки пройшли в смт Смига. Після армії працював на будівництвах. Активний учасник Революції Гідності, зокрема протистояння на Грушевського. В грудні 2014 року пішов добровольцем на фронт, в лютому 2015 підписав контракт до закінчення особливого періоду. Воював на Луганщині, був поранений, після лікування повернувся на передову. Залишились батьки, в яких Сергій був єдиним сином. | 1 листопада 2016               | В ніч на 2 жовтня, поблизу села Славне (Мар'їнський район) Донецької області, загинули двоє бійців батальйону «Айдар», ще двоє дістали поранень. За попередніми даними, бійці загинули через детонацію боєприпаса у каналі ствола міномету М120-15 «Молот». Проводиться службове розслідування. Після прощання на Майдані у Києві, Рівному та Дубно, похований в с. Студянка, хутір Дворище. |
| 3462        |                  | Сірик Юрій Володимирович                                   | 29 грудня 1975, Овруч Житомирська область. З 2007 року проживав у с. Новоівницьке Андрушівський район. Сержант, командир відділення стрілецько-зенітного взводу 30-ї окремої механізованої бригади. Закінчив вище професійне училище, де здобув фах електрика. Після строкової армійської служби з 1995 по 2006 рік служив у прикордонних військах. У 2010—2011 роках працював начальником охорони у київській фірмі «Ельба Інвест». Був мобілізований у березні 2014 року. Пройшов бої за Степанівку, бої за Савур-могилу, бої за Дебальцеве. В травні 2015 демобілізувався, повернувся додому, але згодом продовжив службу за контрактом і знову вирушив на передову. Розлучений, залишилися мати і 16-річний син. | 1 листопада 2016               | Загинув від смертельного поранення під час мінометного обстрілу поблизу села Славне (Мар'їнський район) Донецької області. Похований в с. Степок (Андрушівський район), де живе мати Юрія. За інформацією речника Міноборони з питань АТО, за минулу добу двоє військових загинули, 5 зазнали поранень. Полковник Андрій Лисенко уточнив, що двоє бійців загинули і двоє поранені в результаті мінометного обстрілу поблизу села Славне (Мар'їнський район) Донецької області. |
| 3463        |                  | Узлов Андрій Миколайович                                   | 19 жовтня 1982, Олександрія Кіровоградська область. Командир БТР 1-го окремого мотопіхотного батальйону «Волинь» 14-ї ОМБр. Закінчив Олександрійський профліцей (ПТУ № 13) за фахом «електрослюсар». Служив в армії в Криму. Потім працював охоронцем в магазинах, клубах, займався приватними будівельними ремонтами. Їздив на заробітки в Севастополь, Харків. Був призваний за мобілізацію у вересні 2014 році, брав участь у боях в Дебальцеве, Горлівці, Красногорівці, по закінченні строку служби повернувся додому. В червні 2016 року підписав контракт і повернувся до свого батальйону. Неодружений, залишилися мати і старший брат. | 2 листопада 2016               | Помер в розташуванні батальйону в смт Новоайдар (Луганська область). 1 листопада був присутній на вечірньому шикуванні, а вранці, о 10:00 тіло Андрія знайшли під відкритим небом без ознак життя. Попередньою причиною смерті назвали інсульт. Похований на Верболозовському кладовищі Олександрії. |
| 3464        |                  | Здоровець Денис Богданович                                 | 25 вересня 1994, Київ. Молодший сержант, стрілець-санітар взводу 1-го механізованого батальйону 72-ї окремої механізованої бригади (Біла Церква). Вихованець київської школи регбі, гравець команди «Авіатор» (Київ) та молодіжної збірної Центрального регіону. 2010 року вступив до Деснянського економіко-правового технікуму при МАУП. Після отримання диплома молодшого спеціаліста працював помічником депутата і заочно навчався в Деснянському інституті МАУП. 27 лютого 2016 року підписав трирічний контракт, до 29 квітня проходив підготовку на полігоні Десни, після чого вирушив на фронт. Залишилися батьки. | 3 листопада 2016               | Загинув близько 19:00 під час мінометного обстрілу промзони міста Авдіївка (Донецька область), внаслідок прямого влучання 120-мм міни в окоп. Похований на міському кладовищі «Берковець». |
| 3465        |                  | Сівець Роман Павлович                                      | 1 жовтня 1988, Мелітополь Запорізька область. Військовослужбовець 23-го окремого мотопіхотного батальйону «Хортиця» 56-ї ОМПБр. 2006 року закінчив Мелітопольський професійний ліцей за спеціальністю «автослюсар». Мобілізований 31 липня 2015 року. Одружений. | 3 листопада 2016               | 15 вересня до 1-й міської лікарні Мелітополя звернувся військовий, якому стало погано. Його привезла дружина. Лікарі виявили в нього осколкове поранення скроневої області, від гранати. Він розповів, що отримав поранення три дні тому в зоні АТО, приїхав до дому у відпустку. Романа поклали в реанімацію, він перебував у важкому стані. Ввечері того ж дня його санавіацією доправили до Запоріжжя. Після тривалого перебування в комі Роман помер в обласній лікарні. Поховання в Мелітополі. За інформацією речника Міноборони з питань АТО, військовослужбовець, який раніше отримав поранення в районі проведення АТО, помер в лікарні м. Запоріжжя 3 листопада Максим Мірошниченко, боєць АТО та колишній журналіст, повідомив схожу історію: в Запорізькій лікарні помер військовослужбовець 56-ї ОМПБр, 29-річний шахтар з Павлограда, який впав у комі, в нього виявили пухлини в мозку. Він нібито був демобілізований з військової служби «заднім числом» |
| 3466        |                  | Бойко Олександр Борисович                                  | 18 січня 1973, Київ (Деснянський район). Старший матрос, оператор протитанкового відділення взводу вогневої підтримки десантно-штурмової роти 501-го окремого батальйону морської піхоти 36-ї окремої бригади морської піхоти. Закінчив вище професійне училище, де здобув професію зварювальника. Працював водієм таксі, експедитором, сортувальником в «Епіцентрі». Захоплювався полюванням. Був мобілізований як доброволець, служив зенітником у прикордонних військах, через рік, 18 травня 2016, підписав контракт на подальшу військову службу в морській піхоті. Залишились батьки, дружина та двоє дітей (сину виповнилося 13 років у день смерті Олександра). | 9 листопада 2016               | Загинув вранці у боєзіткненні з ДРГ противника, яка підійшла під прикриттям мінометного обстрілу, поблизу села Павлопіль (Волноваський район Донецька область). Похований на Лісовому кладовищі Києва. |
| 3467        |                  | Юрдига Олег Степанович                                     | 24 червня 1976, Якторів Золочівський район. Мешкав у Львові. Молодший сержант, військовослужбовець 24-ї окремої механізованої бригади (Яворів). Любив футбол, грав у команді рідного села Якторова. Закінчив вище професійне училище у Львові. Строкову службу проходив у Хмельницькому, командиром БМП у званні молодшого сержанта. Повернувшись, одружився та переїхав жити до Львова. Їздив на заробітки у бригаді будівельників. Мобілізований навесні 2014 року, 10 місяців служив інструктором на Яворівському полігоні, а потім у складі 128-ї ОГПБр вирушив на фронт. Демобілізувався у вересні 2015 року, а у вересні 2016 підписав піврічний контракт з 24-ю ОМБр і повернувся на передову. Залишились дружина та двоє дітей. | 10 листопада 2016              | Загинув на бойовому посту поблизу села Новозванівка (Попаснянський район Луганська область) під час мінометного обстрілу, від осколкового поранення, що несумісне з життям. Після прощання у Гарнізонному Храмі м. Львова Олега поховали в рідному селі Якторів. |
| 3468        |                  | Суприкін Олег Олегович                                     | 11 вересня 1987, Зелена (Волочиський район) Хмельницька область. Мешкав у с. Наркевичі. Військовослужбовець ЗСУ (підрозділ не уточнено, можливо 14 ОМБр). Закінчив Волочиський промислово-аграрний професійний ліцей де отримав професії муляра і монтажника. Строкову військову службу проходив в 302-му зенітно-ракетному полку у Харкові. Працював у будівельно-ремонтній бригаді. Захоплювався футболом, грав у волейбол і настільний теніс. Заочно навчався на кафедрі міського будівництва та господарства Будівельно-технологічного інституту Одеської державної академії будівництва та архітектури, отримав ступінь бакалавра. З весни 2016 року проходив військову службу за контрактом. Неодружений, залишилися мати і молодша сестра. | 11 листопада 2016              | Загинув під час виконання службових обов'язків в смт Станиця Луганська (Луганська область), обставини не уточнено. Похований у Наркевичах. |
| 3469        |                  | Оцабера Олександр Аркадійович                              | 23 липня 1989, Панасівка (Козятинський район) Вінницька область. Мешкав у сусідньому селі Гурівці. Сержант, інструктор з вогневої тактичної підготовки 199-го навчального центру ВДВ. Був мобілізований у липні 2014 року, розвідник, командир відділення 128-ї ОГПБр, позивний «Десант». Пройшов гарячі точки: Попасна, Нікішине, бої за Дебальцеве, 23 грудня 2014 зазнав важкого поранення у плече, один осколок так і залишився в тілі. Після лікування, у січня 2015, повернувся на фронт, а в березні був демобілізований. Нагороджений медаллю «Захиснику Вітчизни». Під час місцевих виборів у жовтні 2015 року балотувався до Козятинської районної ради по 28-му округу від Європейської партії України. 11 грудня 2015 підписав контракт на військову службу в 95-й окремій десантно-штурмовій бригаді. Як повідомляють житомирські ЗМІ, останнім часом мешкав у Бердичеві. В зону АТО виїхав у складі підрозділу 199-го Центру ВДВ. Залишились мати, дружина та двоє маленьких синів, 7 і 4 років. | 11 листопада 2016              | Загинув близько 7:00 від мінно-осколкового поранення, підірвавшись на фугасі за 350 м від взводного опорного пункту, під час розвідки в районі Торецька (Донецька область). Бойовий товариш Олександра розповів, що він загинув під час бойового зіткнення з ДРГ противника. Похований в с. Панасівка. |
| 3470        |                  | Подліпнюк Андрій Іванович (Позивний «Мамай»)               | 10 грудня 1976, Миколаїв. Мешкав у с. Сливине Миколаївський район (Миколаївська область). Сержант, військовослужбовець 1-ї штурмової роти «Вовки Подолянина» (ДУК ПС) 1-го батальйону 54-ї окремої механізованої бригади. Закінчив Миколаївський національний аграрний університет, інженер-механік. Цікавився психологією. Працював на фабриці «Сандора», у Школі моряків виконробом з оснащення електротехнікою, на будівництвах. До війни був приватним підприємцем. Був призваний за мобілізацією в березні 2015, з серпня 2015 воював під Маріуполем, матрос, навідник десантно-штурмової роти 1-го окремого батальйону морської піхоти 36-ї ОБрМП. Під час служби познайомився з бійцями ДУК ПС та активістами «Правого сектору» в Миколаєві. Після демобілізації у березні 2016, брав активну участь у діяльності миколаївського осередку НВР «Правий сектор». На фронт повернувся, підписавши контракт з 54-ю бригадою, у складі якою воюють бійці ПС. Був старшим на передовій позиції під Дебальцевим. Залишились мати і син, який мешкає з матір'ю в Криму. | 11 листопада 2016              | Загинув близько 13:00 від осколкового поранення під час мінометного обстрілу поблизу смт Луганське (Бахмутський район Донецька область), помер дорогою до лікарні. Похований на кладовищі у Великій Коренисі (Миколаїв). |
| 3471        |                  | Шинковенко Артем Олександрович                             | 24 грудня 1990, РРФСР. З дитинства мешкав в смт Борівське (Сєвєродонецька міська рада) Луганська область. Військовослужбовець 92-ї окремої механізованої бригади. З батьками переїхав на Луганщину. Коли Артем залишився сиротою, його виховували дідусь з бабусею. Проживав у Сєвєродонецьку, працював у ТОВ "ТБ «Амстор». В травні 2016 року добровольцем пішов на фронт, підписавши контракт із ЗСУ. Залишилися дружина та 4-річний син. | 12 листопада 2016              | Загинув в районі міста Красногорівка (Донецька область), обставини не уточнено, за непідтвердженими даними, загинув в результаті обстрілів. |
| 3472        |                  | Ходоровський Сергій Леонідович (Позивний «Брама»)          | 11 травня 1980, Чита, РРФСР. Мешкав у м. Житомир. Сержант контрактної служби, командир БМП — командир 2-го відділення 1-го взводу 1-ї роти 1-го механізованого батальйону 72-ї окремої механізованої бригади (Біла Церква). Родина Сергія переїхала в Україну, і школу він закінчив вже у м. Первомайськ (Миколаївська область). Після строкової армійської служби заочно закінчив Житомирський політехнічний інститут за спеціальністю «Управління персоналом та економіка праці». Подальше життя пов'язав з військовою службою. В армії з 1998 року, свого часу проходив службу в Іраку. Влітку 2014 брав участь у боях за Іловайськ. В 72 ОМБр служив з вересня 2014 року (за іншими даними, з весни 2015). Залишилась мати, брат (теж військовослужбовець), дружина та 3-річний син. | 16 листопада 2016              | Загинув близько 22:00 від осколкового поранення під час мінометного обстрілу в промзоні міста Авдіївка (Донецька область). Похований на Смолянському військовому кладовищі Житомира. |
| 3473        |                  | Датченко Олександр Петрович                                | 25 червня 1961, 55 років, Пришиб (Березнегуватський район) Миколаївська область. Старший лейтенант, командир роти 54-ї окремої механізованої бригади. 1,5 роки воював у зоні АТО, наприкінці 2016 року мав бути демобілізований. Залишились мати, сестра, дружина та двоє дітей. | 17 листопада 2016              | Помер у ніч на 18 листопада в Харківському госпіталі від захворювання, пов'язаного з несенням служби в зоні АТО. |
| 3474        |                  | Юхимчук Віталій Васильович                                 | 21 листопада 1987, Щурин Рожищенський район Волинська область. Військовослужбовець 14-ї окремої механізованої бригади. Уклав контракт із ЗСУ навесні 2016 року. Неодружений. | 18 листопада 2016              | Загинув (помер) поблизу смт Станиця Луганська (Луганська область), обставини не уточнено. У повідомленні на сайті Рожищенської РДА зазначено, що Віталій «пішов з життя, захищаючи нашу державу». Поховання у с. Щурин. |
| 3475        |                  | Шостак Віталій Вікторович                                  | 6 листопада 1997, 19 років, Масківці Баришівський район Київська область. Солдат, механік-водій БМП-2 8-ї роти 3-го механізованого батальйону 72-ї окремої механізованої бригади (Біла Церква). Навчання у Борисполі на електрогазозварювальника. Працював у місцевого орендатора. В травні 2016 року 18-річний хлопець уклав контракт із ЗСУ і разом зі старшим братом вирушив на фронт. Залишилися батьки, брат і дві сестри. | 19 листопада 2016              | 30 жовтня о 2:10 дістав вкрай важке кульове поранення під час обстрілу на шахті «Бутівка», за іншими даними, в промзоні міста Авдіївка (Донецька область). Військові медики 66-го польового шпиталю прооперували його в Авдіївській лікарні, після стабілізації військовим вертольотом евакуйований у Дніпро. Були пошкоджені внутрішні органи, переніс кілька складних операцій з видалення нирки та селезінки, періодично приходив до тями. 20 днів Віталій боровся за життя, 19 листопада о 13:00 помер в реанімаційному відділенні Дніпропетровської обласної лікарні імені Мечникова. Поховання в рідному селі Масківці. |
| 3476        |                  | Шрамко Костянтин Миколайович                               | 13 серпня 1966, Родинське Донецька область. Молодший сержант, командир підрозділу розвідки 128-ї окремої гірсько-піхотної бригади. Член партії ВО «Батьківщина». В травні 2014 року добровольцем пішов на фронт у лавах 5-ї роти «Донецьк» батальйону «Дніпро-1», де також був розвідником. Звільняв і обороняв селище Піски. З травня 2016 року ніс службу на передовій у складі 128-ї ОГПБр. Залишилися дружина та двоє дітей, син і донька. | 19 листопада 2016              | Загинув (помер) о 17:15 у селищі Піски (Ясинуватський район) поблизу Донецька (за непідтвердженою інформацією в соцмережах, загинув під час мінометного обстрілу). Похований у місті Родинському. |
| 3477        |                  | Назаренко Володимир Вікторович                             | 27 серпня 1963, 53 роки, Хлипнівка Звенигородський район Черкаська область. Мешкав у м. Звенигородка. Військовослужбовець 58-ї окремої мотопіхотної бригади (Суми). До 1980 року проживав у с. Шевченкове. Навчався в СПТУ-11 м. Сміла, з липня 1981 року працював токарем 4 розряду в інструментальному цеху Смілянського машинобудівного заводу, після проходження армійської служби з 1984 року працював токарем у Вільшанській сільгосптехніці, потім у Звенигородській філії УПТОК, в МК-25 м. Ватутіне, у транспортному цеху Ватутінського м'ясокомбінату. З червня 1994 — сторожем на Звенигородській дільниці хімреактивів у Черкасах, з 2000 року — у ТОВ «Вербиченька». З 2001 по 2002 — токар Звенигородського райавтодору. 16 березня 2015 року був мобілізований, проходив службу у Звенигородському райвійськкоматі. З 28 липня 2016 ніс службу за контрактом в 58 ОМПБр. Брав участь у бойових діях поблизу м. Авдіївка. Залишилися дві дочки. | 19 листопада 2016              | У жовтні 2016 лікарі виявили у військовослужбовця злоякісну пухлину легенів (саркому 4-ї стадії), за місяць його не стало. Похований у Звенигородці. |
| 3478        |                  | Корнієнко Андрій (Позивний «Гусар»)                        | 60 років, мешкав у м. Одеса. Офіцер, військовослужбовець ЗС України (в/ч не уточнено). Кадровий військовий, десантник, багато років віддав військовій службі, вийшов на пенсію. З початком бойових дій у 2014 році пішов на фронт добровольцем, проходив службу радистом в Донецькій області. Потрапити до зони АТО йому вдалося лише з третього разу — військкомат двічі відмовляв добровольцю через вік. Залишилася дружина. | 21 листопада 2016              | На фронті отримав поранення та потрапив в Одеській військовий госпіталь. Травма була безпечною, але в ході лікування у військовослужбовця виявили онкозахворювання. За життя Андрія медики боролися більше року, але врятувати його не змогли. Громадянська панахида пройшла в Будинку офіцерів Одеського гарнізону. |
| 3479        |                  | Каптованець Мар'ян Романович (Позивний «Молодий»)          | 29 червня 1989, Розділ Миколаївський район (Львівська область). Молодший сержант, розвідник 54-го окремого розвідувального батальйону. Взимку 2015 року долучився до 8-го окремого батальйону «Аратта» ДУК ПС (пізніше УДА), коли бійці батальйону тримали свої позиції в Широкиному. 2016 року разом з кількома добровольцями УДА почав службу в ЗСУ. | 22 листопада 2016              | Загинув під час бойового зіткнення між селами Широкине та Водяне Донецької області, неподалік Маріуполя, ще двоє дістали поранення. Тяжко поранений розвідник Руслан Пустовойт (позивний «Павук») доправлений до лікарні Мечникова у Дніпро. Він розповів, що разом із двома побратимами розвідники, під час перевірки території, натрапили на засідку. Ворожа ДРГ зайшла на контрольовану Україною територію. Бійцям вдалося вчасно помітити керовану міну МОН, але ворог одразу відкрив кулеметний вогонь. Руслана, який стікав кров'ю, інший боєць, поранений у руку, ніс на собі майже кілометр. А Мар'ян загинув, його тіло вдалося забрати лише 28 листопада. 1 грудня воїна поховали у рідному Роздолі. |
| 3480        |                  | Носик Олексій Олександрович                                | 27 травня 1995, Старий Салтів Вовчанський район Харківська область. Солдат 4-ї роти 92-ї окремої механізованої бригади. З 12 років пішов працювати, щоб допомагати фінансово своїм батькам. Захоплювався книгами, спортом, дуже любив куховарити. 2013 року закінчив Старосалтівський професійний аграрний ліцей за фахом муляр-штукатур. Того ж року підписав контракт на військову службу. Рік тому помер батько Олексія. Залишилися мати, брат, сестра, цивільна дружина та 2-річна донька. | 23 листопада 2016              | Загинув близько 11:00 від кулі снайпера під час обстрілу позиції поблизу міста Мар'їнка (Донецька область). Як розповів боєць ДУК тернопільський журналіст Михайло Ухман, кулю випустили з відстані близько 200 метрів, вона пройшла навиліт через легені. 22-річному бійцю намагалися надати першу допомогу, але він помер на руках товаришів. Похований у Старому Салтові. |
| 3481        |                  | Дедишин Микола Євгенович                                   | 12 квітня 1976, Розділ Миколаївський район Львівська область. Військовослужбовець військової частини у Володимирі-Волинському, ймовірно, 14-ї окремої механізованої бригади. Уклав контракт 6 червня 2016 року, учасник АТО. Залишились дружина та двоє синів. | 23 листопада 2016 орієнтовно   | За повідомленням ЗМІ, загинув в зоні АТО (дата, місце й обставини не уточнено). Домовину із тілом воїна доставили у селище 25 листопада. |
| 3482        |                  | Горбатюк Віталій Володимирович (Позивний «Дуб»)            | 26 листопада 1977, Гунча Гайсинський район Вінницька область. Мешкав у с. Підполоззя Воловецький район Закарпатська область. Солдат, стрілець-навідник 2-ї роти 15-го окремого гірсько-піхотного батальйону 128-ї ОМБр. У 6 років переїхав із батьками до с. Велика Стадниця. Вступив до Вінницького вищого професійного училища № 4, де отримав фах зв'язківця. Працював у Вінницькому ВАТ «Свемон Центр». 2001 року одружився, 2004 сім'я оселилася на Закарпатті. 13 липня 2016 року підписав контракт із ЗСУ. Ніс службу на шахті «Бутівка», де отримав поранення, на позиції «Зеніт» біля Донецького аеропорту, в Опитному. Залишились дружина та троє дітей, син і дві доньки. | 24 листопада 2016              | Загинув близько 16:00 від кулі снайпера під час бойового чергування на спостережній передовій позицій поблизу селища Опитне (Ясинуватський район) під Донецьком. Похований в селі Підполоззя. |
| 3483        |                  | Пилявець Богдан                                            | 42 роки, Тростянець (Тиврівський район) Вінницька область. Кадровий офіцер, командир роти 230-ї окремої бази забезпечення Командування Повітряних Сил ЗСУ, в/ч А0549 (Вінниця). 18 листопада 2016 року був відправлений у відрядження в Маріуполь. Залишилася дружина та двоє синів. | 27 листопада 2016              | Загинув в Маріуполі (Донецька область) в результаті нещасного випадку. Згідно матеріалів слідства, смерть настала внаслідок черепно-мозкової травми: о 2-й годині ночі у казармі на голову Богдана впав гантель. Похований в селі Тростянець. |
| 3484        |                  | Сломчинський Максим Олегович (Позивний «Рижий»)            | 31 липня 1994, Біла Церква Київська область. Молодший сержант, старший розвідник, оператор БПЛА розвідувальної роти 72-ї окремої механізованої бригади (Біла Церква). З 15 років мати Максима, в якої від був єдиним сином, виховувала його сама. Закінчив 13-те вище професійне училище будівництва та сервісу, де здобув професію муляра-штукатура. Був призваний на строкову армійську службу і 26 березня 2013 року підписав контракт на три роки. З 2014 захищав Батьківщину на фронті. По закінченні контракту продовжив нести службу на передовій. Залишилася мати. | 29 листопада 2016              | Загинув під час мінометного обстрілу в районі міста Авдіївка, поблизу селища Кам'янка (Ясинуватський район) Донецької області (за іншими даними, поблизу селища Крута Балка того ж району). Похований на Алеї Слави Сухоярського кладовища Білої Цекві. |
| 3485        |                  | Зебін Едуард Миколайович (Позивний «Фізик»)                | 26 серпня 1976, Дніпро. Боєць 1-ї окремої штурмової роти (група «Да Вінчі») Добровольчого українського корпусу «Правий сектор». Активний учасник Революції Гідності, полтавського Євромайдану. До війни мешкав з батьками у Полтаві. Залишилась дружина та двоє дітей, 10-річна донька і 4-річний син. | 30 листопада 2016              | Близько 6-ї години ранку доставлений в лікарню міста Авдіївка (Донецька область) в стані клінічної смерті, черепно-мозкова травма. Як повідомив командир 1-ї ОШР, Едуард загинув в результаті поранення внаслідок розриву ворожої міни. Похований у с. Новоселівка (Новомосковський район) на Дніпропетровщині. |
| Грудень     |                  |                                                            | |                                | |
| 3486        |                  | Лисенко Олег Ігорович                                      | 18 червня 1989, Обухівка (колишнє Кіровське) Дніпровський район (Дніпропетровська область). Молодший сержант, командир взводу 4-ї роти 2-го батальйону 93-ї окремої механізованої бригади. З дитинства захоплювався футболом, грав у чемпіонаті ДЮФЛ України за молодіжну збірну місцевого клубу УФК «Дніпропетровськ». У війську служив за контрактом. Залишилася дружина та маленька донька. | 1 грудня 2016                  | Вбитий приблизно о 14:30 на взводному опорному пункті в районі «Бахмутської траси», поблизу смт Новотошківське (Попаснянський район Луганська область) молодшим сержантом Поповим, який після вчинення злочину намагався викрасти БМП і зброю та виїхати на окуповану територію. За однією з версій, це була спланована диверсія, Попов вбив командира, щоб позбутися свідка. БМП відбили, перебіжчик втік, пішки перетнувши лінію розмежування в районі окупованої Голубівки (колишній Кіровськ). Олега поховали у рідній Обухівці. |
| 3487        |                  | Зайцев Юрій Анатолійович                                   | 28 жовтня 1971, Феодосія Автономна Республіка Крим. Матрос 137 окремого батальйону морської піхоти, в/ч А3821. | 1 грудня 2016                  | Вбитий старшим матросом з АКС-74У під час конфлікту в приміщенні КПП ВОП військової частини А3821, на околиці с. Чермалик Волноваського району, від поранень грудної клітки помер на місці. Вбивцю засуджено до 8 років позбавлення волі, на суді він пояснив, що застосував автомат з метою самооборони, бо матрос погрожував йому ножем. Похований на Старокримському кладовищі Маріуполя. |
| 3488        |                  | Лукаш Олександр Анатолійович (Позивний «Лука»)             | 8 травня 1965, 51 рік, Біленченківка Гадяцький район Полтавська область. Мешкав у м. Полтава. Сержант, командир зенітно-ракетної самохідної установки 4-го відділення зенітно-артилерійського взводу 92-ї окремої механізованої бригади. Закінчив Гадяцьке професійне училище за фахом тракториста-меліоратора. У 1983—1985 роках служив строкову в «Десні» у 300-му навчальному танковому полку інструктором, готував водіїв танків, яких потім одразу відправляли до Афганістану. Після армії почав працювати у локомотивному депо «Полтава», їздив на пасажирських і товарних составах спочатку помічником машиніста, згодом машиністом тепловозу. Наприкінці 80-х років бригада машиністів потягу «Київ-Полтава» запобігла великій залізничній аварії, тоді з колії зійшов лише тепловоз та декілька вагонів, обійшлося без жертв, Олександра нагородили державною грошовою винагородою. Мобілізований 9 серпня 2014 року, служив у складі 16-го ОМПБ «Полтава» на кордоні з Придністров'ям, в грудні потрапив до зони АТО, служив у Щасті, Сватово, Зайцевому. Після демобілізації повернувся додому, але вже в лютому 2016 підписав контракт на подальшу службу. Залишилися батько, сестра, дружина, син 1998 р.н., донька та онука. | 1 грудня 2016                  | Загинув в результаті мінометного обстрілу в районі міста Красногорівка (Донецька область). Міна пробила колоди у бліндажі і розірвалася всередині. Олександр дістав поранення грудної клітки, осколками пробило легені. Його оперативно довезли до шпиталю, але лікарям не вдалося врятувати життя воїна. Похований на Алеї Слави центрального міського кладовища Полтави. |
| 3489        |                  | Сєльцов Віктор Анатолійович (Позивний «Седой»)             | 1978, Кролевець Сумська область. Офіцер, військовослужбовець 72-ї окремої механізованої бригади (Біла Церква). Воював на передовій в районі Волновахи, Мар'їнки, Красногорівки. Залишилися батьки, дружина та дві доньки. | 4 грудня 2016                  | Помер у шпиталі після довготривалої хвороби, на яку захворів під час несення служби в зоні АТО. Похований у Кролевці. |
| 3490        |                  | Покидченко Михайло Юрійович (Позивний «Сотник» / «Малий»)  | 14 листопада 1989, Мукачеве. Мешкав у м. Рахів Закарпатська область. Солдат, стрілець, помічник гранатометника 3-го взводу 3-ї роти 15-го окремого гірсько-піхотного батальйону 128-ї ОГПБр. Вступив до ліцею на юридичний факультет, де навчався до 2012 року. Працював оператором на місцевому телеканалі «М-студіо». Після одруження переїхав у Рахів, працював на складі супермаркету «Ду-Мен». Активний учасник Революції Гідності. Пішов на фронт добровольцем у травні 2014 року в складі Добровольчого українського корпусу «Правий сектор», де воював у групі «Семана» 5-го окремого батальйону, згодом в 1-й ОТГ ім. Капітана Воловика, кулеметник, позивний «Малий». Після півтора року на фронті повернувся додому, але за кілька місяців знову вирушив на фронт, підписавши контракт із ЗСУ в травні 2016. Залишилися батьки, брат, сестра, дружина та дві маленькі доньки. | 5 грудня 2016                  | Близько 12:00 вбитий пострілом в голову поблизу селища Опитне (Ясинуватський район) Донецької області під час кулеметного обстрілу. Після прощання на Майдані Незалежності у Києві воїна поховали на Алеї Слави центрального кладовища Мукачева. |
| 3491        |                  | Мищишин Дмитро Володимирович                               | 5 листопада 1984, Гиновичі Бережанський район Тернопільська область. Молодший сержант, механік-водій механізованої роти 24-ї окремої механізованої бригади, в/ч пп В4680. | 5 грудня 2016                  | Помер внаслідок переохолодження, тіло було виявлено на відстані півтори кілометра від села Пшеничне (Кремінський район) Луганської області. За повідомленням військкомату, військовослужбовець самовільно залишив ешелон у цивільній формі одягу в місті Кремінна. Поховання у с. Гиновичі. |
| 3492        |                  | Червоний Ігор Миколайович (Позивний «Гудвін»)              | 5 листопада 1967, Ківшарівка (підпорядковане місту Куп'янськ) Харківська область. Доброволець Окремої штурмової роти «Карпатська Січ» 93-ї ОМБр. Активний учасник Революції Гідності. З початком російської агресії долучився до захисту Харківщини, будував блокпости, брав участь в патріотичних акціях, у 2014 році став членом НВР «Правий сектор» Куп'янська. Згодом пішов на фронт добровольцем, воював в районі Донецького аеропорту. Окрім цього, займався волонтерською діяльністю, за власні кошти допомагав бійцям на передовій. Залишилася дружина та двоє дітей, син і донька. | 10 грудня 2016                 | Серце воїна-захисника зупинилося вночі. |
| 3493        |                  | Клименко Віктор Миколайович                                | 15 лютого 1978, Варварівка Вовчанський район Харківська область. Старший солдат, старший водій — гранатометник 3-ї мінометної батареї 3-го механізованого батальйону 92-ї окремої механізованої бригади. Вступив до вищого професійного училища у Старому Салтові, де отримав фах водія. Після строкової армійської служби працював спочатку у прикордонній службі, потім водієм у рідному селі, де мав власне господарство. Згодом переїхав із дружиною та дітьми до Харкова, де теж працював водієм. Мобілізований 11 травня 2015 року, у складі прикордонних військ ніс службу в Станиці Луганській. Після демобілізації, в липні 2016 підписав піврічний контракт. Залишились батько, два брати, цивільна дружина та четверо дітей віком від 2 до 14 років. | 10 грудня 2016                 | Під час ворожого обстрілу з важкого озброєння в районі міста Красногорівка (Донецька область) мінометний розрахунок 92 ОМБр висунувся на позицію, щоб відбити атаку і потрапив під мінометний обстріл. Троє бійців загинули на місці. Із захисниками попрощалися на плацу 92 ОМБр в Башкірівці. Похований на цвинтарі села Варварівка. |
| 3494        |                  | Лелякін Андрій Володимирович                               | 8 липня 1982, Іванівка Друга Барвінківський район Харківська область. Старший солдат, старший навідник міномету 3-ї мінометної батареї 3-го механізованого батальйону 92-ї окремої механізованої бригади. Закінчив Барвінківське вище професійне училище № 58. Працював на будівництвах у Харкові. 14 квітня 2016 підписав піврічний контракт на військову службу. Залишились мати і брат. | 10 грудня 2016                 | Під час ворожого обстрілу з важкого озброєння в районі міста Красногорівка (Донецька область) мінометний розрахунок 92 ОМБр висунувся на позицію, щоб відбити атаку і потрапив під мінометний обстріл. Троє бійців загинули на місці. Із захисниками попрощалися на плацу 92 ОМБр в Башкірівці. Похований в рідному селищі. |
| 3495        |                  | Шоломинський Володимир Васильович (Позивний «Бетмен»)      | 9 квітня 1983, Єфремівка (Первомайський район) Харківська область. Солдат, командир міномету 3-ї мінометної батареї 3-го механізованого батальйону 92-ї окремої механізованої бригади. Мешкав у с. Семенівка (Первомайський район), а останній рік — у Харкові. Виріс у багатодітній родині, в якій було 6 дітей. Закінчив вище професійне училище № 29 в Первомайську. Служив у десантних військах. Працював на млині у ТОВ «АГРО UA» (на той час ТОВ «Більшовик»), потім різноробом та вантажником. Мобілізований наприкінці січня 2015 року, в липні 2016 підписав піврічний контракт. Залишилися батьки, дві сестри, брат, дружина та 7-місячна донька. | 10 грудня 2016                 | Під час ворожого обстрілу з важкого озброєння в районі міста Красногорівка (Донецька область) мінометний розрахунок 92 ОМБр висунувся на позицію, щоб відбити атаку і потрапив під мінометний обстріл. Троє бійців загинули на місці. Володимир прикрив собою молодшого сержанта, врятувавши йому життя. Із захисниками попрощалися на плацу 92 ОМБр в Башкірівці. Похований в рідному селі Єфремівка. |
| 3496        |                  | Соломкін Віталій Олександрович (Позивний «Вітек»)          | 1964, 52 роки, росіянин. Військовослужбовець 54-ї окремої механізованої бригади, в/ч В2970. Мати Віталія родом з Житомирщини. За радянських часів служив у десантних військах. Значну частину життя прожив у Західній Європі. В липні 2015 року приїхав в Україну та приєднався до лав Добровольчого українського корпусу «Правий сектор». З жовтня 2015 по червень 2016 перебував на базі ПС «Чонгар» у рамках військово-політичної операції «Громадська блокада Криму». У червні перейшов до складу окремої тактичної групи ДУК ПС імені капітана Воловика, брав участь у бойових діях поблизу Авдіївки та Мар'їнки. Підписав контракт з 54 ОМБр ЗСУ на початку осені 2016 року. Мати давно померла, залишились лише далекі родичі. Колишня дружина мешкає в Москві. | 11 грудня 2016                 | Загинув на «світлодарській дузі» від численних кульових поранень. За повідомленням видання «Лівий берег» з посиланням на джерела в правоохоронних органах, поблизу міста Світлодарськ (Бахмутський район Донецька область), під час сварки військовослужбовець бригади з Грузії застрелив з автомата іншого військового, громадянина РФ 1964 р.н. Порушено кримінальне провадження за статтею «умисне вбивство». Побратими з ДУК ПС поховали Віталія на Краснопільському цвинтарі м. Дніпро. |
| 3497        |                  | Лібрук Михайло Богданович                                  | 4 жовтня 1971, мешкав в м. Львів. Майор Служби безпеки України, співробітник Управління СБУ у Львівській області. Служив в СБУ з 1997 року на різних посадах, пройшов шлях від прапорщика до майора, неодноразово нагороджувався відзнаками керівництва СБУ та облуправління. Залишилися мати, сестра, дружина та 22-річний син. | 12 грудня 2016                 | Помер в результаті інсульту під час виконання обов'язків військової служби в м. Щастя (Луганська область). Похований на Личаківському кладовищі, на Полі почесних поховань № 76. |
| 3498        |                  | Романов Григорій Георгійович                               | 17 вересня 1982, мешкав у м. Покровськ Донецька область. Командир гармати протитанкового артилерійського взводу протитанкової артилерійської батареї протитанкового артилерійського дивізіону 54-ї окремої механізованої бригади, в/ч В2970. Проходив строкову службу в прикордонних військах. 30 грудня 2014 року пішов на військову службу за контрактом. З 2015 служив у військкоматі, 2016 року був переведений в 54-у бригаду. Без батька залишився 5-річний син. | 13 грудня 2016                 | Помер в Харківському військовому госпіталі в результаті тяжкого запалення легень. Похований на Центральному кладовищі Покровська. |
| 3499        |                  | Ремішевський Євген                                         | 1985, Вінниця. Старший солдат, військовослужбовець 101-го окремого полку зв'язку і управління Повітряних Сил ЗСУ, в/ч А2656 (Вінниця). Мав середню технічну освіту. Служив за контрактом. Відбув в зону АТО у відрядження до 72-ї ОМБр, в/ч пп В0849. Залишилися мати, сестра, дружина та 7-річний син. | 13 грудня 2016                 | Отримав травми несумісні з життям під час конфлікту на території частини в Торецьку (Донецька область). Похований у Вінниці. |
| 3500        |                  | Мартенко Володимир Миколайович                             | 20 серпня 1969, Маслівка (Миронівський район) Київська область. Старший лейтенант, командир взводу 72-ї окремої механізованої бригади (Біла Церква). Мобілізований влітку 2014 року, служив у 8-му батальйоні Нацгвардії на посаді командира 30-ї стрілецької роти. Брав участь у боях за Слов'янськ, Сєвєродонецьк, Дебальцеве. 5 серпня 2015 був демобілізований, після чого підписав контракт з ЗСУ і продовжив службу. | 13 грудня 2016                 | За повідомленнями в соцмережах, загинув від кульового поранення в промзоні міста Авдіївка (Донецька область). За повідомленням сайту «Новинарня», у Миронівському райвійськкоматі розповіли, що причиною смерті стала «дурна куля», але не відомо, з чийого боку, проводиться службове розслідування. Похований в Миронівці. |
| 3501        |                  | Павлюк Ярослав Володимирович                               | 15 жовтня 1988, Біла Церква Київська область. Старший сержант, головний сержант взводу — командир бойової машини (БМ-21) 1-ї реактивної артилерійської батареї реактивного артилерійського дивізіону 72-ї окремої механізованої бригади (Біла Церква). Закінчив Київський будівельний технікум за спеціальністю «Зелене господарство і садово-паркове будівництво». В бригаді служив за контрактом з 2008 року. На передовій з березня 2014. Бойовий шлях: Амвросіївка, Савур-Могила, Маріуполь, Волноваха, район Авдіївки. Залишились мати, брат, дружина та двоє дітей, 2010 і 2012 р.н. | 17 грудня 2016                 | Помер у сні на позиції підрозділу в районі міста Авдіївка (Донецька область). Похований на Алеї Слави кладовища «Сухий Яр» в Білій Церкві. На час відкриття меморіальної дошки на сайті Білоцерківської міськради зазначено — загинув внаслідок мінно-вибухової травми на околицях м. Авдіївки, під час виконання бойового завдання. |
| 3502        |                  | Радівілов Роман Юрійович (Позивний «Гюрза»)                | 14 лютого 1984, Дергачі Харківська область. Солдат, гранатометник 1-ї штурмової роти «Вовки Подолянина» (ДУК ПС) 1-го батальйону 54-ї окремої механізованої бригади. Воював в першому складі ДУК ПС з жовтня 2014 року, 4-й взвод 2-а штурмова рота, брав участь в боях за Піски та Донецький аеропорт. 2015 року, отримавши опіки під Волновахою та після другої контузії, тимчасово повернувся додому. Перебуваючи на лікуванні, брав активну участь в громадських акціях, був активістом ГО «Деркачівська альтернатива» та руху «Вільні люди». Восени 2016 уклав контракт і повернувся на фронт в підрозділ Подолянина. Залишилася мати. | 18 грудня 2016                 | Починаючи з 5:50, в районі «Світлодарської дуги», після тривалої артилерійської підготовки із застосуванням мінометів та ствольної артилерії, російсько-окупаційні війська намагалися вибити передові підрозділи сил АТО із займаних позицій та здійснити обхідний маневр в напрямку смт Луганське. Відбиваючи атаки противника, українські воїни здійснили контратаку і зайняли дві нові позиції поблизу окупованого села Калинівка. В боях загинули п'ятеро захисників, понад 20 дістали поранення, травми і контузії, один зник безвісти (були дані, що поранений, потрапив у полон). Потужні обстріли тривали протягом всього дня. Роман загинув у бою за висоту «Варяг». Похований на Алеї Слави в центрі м. Дергачі. |
| 3503        |                  | Клименко Дмитро Васильович (Позивний «Санич»)              | 18 липня 1980, Кам'янка (Каховський район) Херсонська область. Старший солдат, командир бойової машини — командир 1-го відділення 3-го механізованого взводу 3-ї механізованої роти 1-го механізованого батальйону 54-ї окремої механізованої бригади. З березня 2015 воював в Пісках під Донецьком у лавах ДУК ПС, влітку 2015 підписав контракт, служив кулеметником розвідвзводу 1-го батальйону 93 ОМБр, до лютого 2016 обороняв позиції на шахті «Бутівка». Восени підписав новий контракт, з 54 ОМБр, де служать побратими з ДУК. Залишилися мати, брат, сестра і донька. | 18 грудня 2016                 | Починаючи з 5:50, в районі «Світлодарської дуги», після тривалої артилерійської підготовки із застосуванням мінометів та ствольної артилерії, російсько-окупаційні війська намагалися вибити передові підрозділи сил АТО із займаних позицій та здійснити обхідний маневр в напрямку смт Луганське. Відбиваючи атаки противника, українські воїни здійснили контратаку і зайняли дві нові позиції поблизу окупованого села Калинівка. В боях загинули п'ятеро захисників, понад 20 дістали поранення, травми і контузії, один зник безвісти (були дані, що поранений, потрапив у полон). Потужні обстріли тривали протягом всього дня. Похований в селі Кам'янка. |
| 3504        |                  | Широков Андрій Вікторович (Позивний «Сім'янин»)            | 12 квітня 1970, народився на Донбасі. Проживав у м. Дніпро. Солдат, снайпер 1-ї штурмової роти «Вовки Подолянина» (ДУК ПС) 1-го батальйону 54-ї окремої механізованої бригади. До війни працював сервісним майстром з ремонту медичного обладнання. Доброволець ДУК ПС, на війні від самого початку, пройшов дві ротації в Донецькому аеропорту, воював у Пісках і на шахті «Бутівка», двічі був поранений. У вересні 2016 став героєм сюжету ТСН. Залишилися дружина та п'ятеро дітей, дві доньки, двоє усиновлених синів і молодший 4-річний син. Відео: Друг Сім'янин. | 18 грудня 2016                 | Починаючи з 5:50, в районі «Світлодарської дуги», після тривалої артилерійської підготовки із застосуванням мінометів та ствольної артилерії, російсько-окупаційні війська намагалися вибити передові підрозділи сил АТО із займаних позицій та здійснити обхідний маневр в напрямку смт Луганське. Відбиваючи атаки противника, українські воїни здійснили контратаку і зайняли дві нові позиції поблизу окупованого села Калинівка. В боях загинули п'ятеро захисників, понад 20 дістали поранення, травми і контузії. Андрій Широков зник безвісти, він виходив на завдання один, тому свідків його загибелі немає. Ввечері 22 грудня вдалося витягти тіло воїна з поля бою за 200 м від позицій противника. За повідомленням в групі «Вовки Подолянина» у ФБ, він загинув від двох кульових поранень зі снайперської гвинтівки у перші години бою. Похований у місті Дніпро на кладовищі селища Ясне. |
| 3505        |                  | Яровий Микита Олександрович (Позивний «Шайтан»)            | 2 лютого 1995, Меліоративне Новомосковський район Дніпропетровська область. Лейтенант, командир 3-ї механізованої роти 1-го механізованого батальйону 54-ї окремої механізованої бригади. Батько українець, мати кореянка. Микитина мама — хореограф, він зі шкільних років добре співав, танцював, грав на гітарі, але з 9 класу вирішив стати військовим. В лютому 2016 року закінчив Національну академію сухопутних військ ім. Петра Сагайдачного у Львові (прискорений курс), і вже у квітні 21-річний офіцер вирушив на фронт. Наймолодший командир роти 54 ОМБр, командував опорним пунктом на передовій. Залишились мати, молодший брат, вагітна наречена. Планував одружитися 20 січня у Львові. Герой України (посмертно). | 18 грудня 2016                 | Починаючи з 5:50, в районі «Світлодарської дуги», після тривалої артилерійської підготовки із застосуванням мінометів та ствольної артилерії, російсько-окупаційні війська намагалися вибити передові підрозділи сил АТО із займаних позицій та здійснити обхідний маневр в напрямку смт Луганське. Відбиваючи атаки противника, українські воїни здійснили контратаку і зайняли дві нові позиції поблизу окупованого села Калинівка. В боях загинули п'ятеро захисників, понад 20 дістали поранення, травми і контузії, один зник безвісти. «Шайтан» загинув від кулі снайпера, коли повертався зі своєю групою від позицій противника поблизу Калинівки, біля лісу. Через обстріли його не змогли витягти з поля бою. Пізніше стало відомо, що тіла «Шайтана» і «Ефи» потрапили до бойовиків. 25 грудня в місті Щастя тіла двох загиблих українських військовослужбовців були передані представникам Міноборони у присутності СММ ОБСЄ, в обмін на тіла чотирьох бойовиків «ЛНР». Похований в рідному смт Меліоративне. |
| 3506        |                  | Байбуз Андрій В'ячеславович (Позивний «Ефа»)               | 16 травня 1975, мешкав у Херсоні. Солдат, помічник гранатометника 1-го відділення, 1-го механізованого взводу 3-ї механізованої роти 1-го механізованого батальйону 54-ї окремої механізованої бригади. Андрій з Кубані, але жартував, що не росіянин, бо Кубань то є історична українська земля. Досвідчений військовий, служив у ВДВ. Доброволець (ДУК ПС). Дружина Андрія воює в його ж підрозділі, вони разом вже 20 років, двічі розлучалися, але на фронті знову одружилися, в Бахмуті півтора місяці тому. Залишилися мати, сестра, дружина, 19-річний син і донька шкільного віку. | 18 грудня 2016                 | Починаючи з 5:50, в районі «Світлодарської дуги», після тривалої артилерійської підготовки із застосуванням мінометів та ствольної артилерії, російсько-окупаційні війська намагалися вибити передові підрозділи сил АТО із займаних позицій та здійснити обхідний маневр в напрямку смт Луганське. Відбиваючи атаки противника, українські воїни здійснили контратаку і зайняли дві нові позиції поблизу окупованого села Калинівка. В боях загинули п'ятеро захисників, понад 20 дістали поранення, травми і контузії, один зник безвісти. «Ефа» був у групі «Шайтана». Тяжко поранений в обидві ноги, він прокричав побратимам, щоб відходили без нього і залишився прикривати. Товаришам вдалося витягти іншого пораненого 21-річного хлопця. Пізніше стало відомо, що тіла «Шайтана» і «Ефи» потрапили до бойовиків. 25 грудня в місті Щастя тіла двох загиблих українських військовослужбовців були передані представникам Міноборони у присутності СММ ОБСЄ, в обмін на тіла чотирьох бойовиків «ЛНР». Похований в Херсоні. |
| 3507        |                  | Степаненко Сергій Євгенович (Позивний «Паштет»)            | 7 квітня 1967, Копейськ Челябінська область РРФСР. Проживав у м. Бориспіль, с. Корніївка (Баришівський район) Київська область. Солдат, командир відділення, гранатометник 25-го окремого мотопіхотного батальйону «Київська Русь» 54-ї ОМБр. У дитячі роки часто переїздив з батьками (РРФСР, Україна, Казахстан), школу закінчив у Борисполі. Строкову службу проходив мічманом на Далекосхідному флоті. Здобув середню технічну освіту за спеціальністю «радіомовлення та радіозв'язок» (1987, Хабаровськ). 1999 року зі своєю сім'єю оселився на Київщині. Працював бетонщиком у ТОВ «Трест Бориспільсільбуд», таксистом, займався підприємництвом у сфері будівництва. З 9 лютого 2015 року служив у ЗСУ за контрактом, був тяжко поранений в районі Попасної. Після закінчення контракту уклав новий і 6 грудня 2016 повернувся на передову у свій батальйон. Залишились дружина, донька та неповнолітній син. | 18 грудня 2016                 | Починаючи з 5:50, в районі «Світлодарської дуги», після тривалої артилерійської підготовки із застосуванням мінометів та ствольної артилерії, російсько-окупаційні війська намагалися вибити передові підрозділи сил АТО із займаних позицій та здійснити обхідний маневр в напрямку смт Луганське. Відбиваючи атаки противника, українські воїни здійснили контратаку і зайняли дві нові позиції поблизу окупованого села Калинівка. В боях загинули п'ятеро захисників, понад 20 дістали поранення, травми і контузії, один зник безвісти. Потужні обстріли тривали протягом всього дня. Сергій загинув близько 7:00, під час спроби прориву противником лінії оборони. Він стріляв з АГС, відволікаючи увагу на себе, був смертельно поранений у груди. Похований на Алеї почесних поховань Рогозівського кладовища Борисполя. |
| 3508        |                  | Андрешків Володимир Степанович (Позивний «Жара»)           | 16 жовтня 1969, Бортники (Жидачівський район) Львівська область. Молодший сержант, командир відділення — командир машини піхотного взводу 1-ї мотопіхотної роти 25-го окремого мотопіхотного батальйону «Київська Русь» 54-ї ОМБр. Активний учасник Революції Гідності, обороняв барикаду «Львівська брама» на Інститутській. В батальйоні від початку його створення, з червня 2014, пройшов бої за Дебальцеве, 1 червня 2015 демобілізувався і повернувся додому. 5 листопада 2016 уклав контракт із ЗСУ. Розлучений. Залишились мати, троє синів 2001, 2003 і 2005 р.н. | 19 грудня 2016                 | В районі «Світлодарської дуги» противник намагався повернути втрачені напередодні позиції. Відбиваючи атаки в районі між Луганським та окупованою Калинівкою, загинули двоє захисників з 25-го ОМПБ. З воїном прощались на Майдані Незалежності в Києві. Після прощання у Львові похований в Бортниках. |
| 3509        |                  | Панасенко Василь Геннадійович (Позивний «Ваха»)            | 14 серпня 1983, Поліське (Коростенський район) Житомирська область. Проживав у м. Ірпінь Київська область. Солдат, водій 1-ї мотопіхотної роти 25-го окремого мотопіхотного батальйону «Київська Русь» 54-ї ОМБр. З 1987 року проживав в Ірпені, де закінчив школу. Навчався у Коростенському ПТУ № 17. Мобілізований 10.06.2014, механік-радіотелефоніст роти зв'язку, на фронті з 20.08.2014, пройшов бої за Дебальцеве, був поранений. 14.09.2016 вдруге пішов на фронт, підписавши контракт. Залишилась мати, брат, сестра, дружина та 10-річна донька. | 19 грудня 2016                 | В районі «Світлодарської дуги» противник намагався повернути втрачені напередодні позиції. Відбиваючи атаки на ВОП «Лівша» в районі між Луганським та окупованою Калинівкою, загинули двоє захисників з 25-го ОМПБ. Похований на міському кладовищі Ірпеня на Алеї Слави. |
| 3510        |                  | Олексієнко Михайло Володимирович                           | 20 вересня 1981, Катайга Верхньокетський район Томська область РРФСР. Проживав у м. Миколаїв. Старший солдат, водій Спеціалізованого центру бойової підготовки авіаційних фахівців Повітряних Сил ЗСУ, в/ч А2488 (Миколаїв). Відряджений в зону АТО до 90-го окремого аеромобільного батальйону «Житомир» 81-ї ОАЕМБр. | 19 грудня 2016                 | Трагічно загинув у районі м. Костянтинівка в Донецькій області. Похований в м. Баштанка Миколаївської області. За повідомленнями в ЗМІ, на території військової частини в м. Костянтинівка застрелився боєць 90-го батальйону з Миколаївської області. Зранку мав їхати зі своїм підрозділом на передову, але перед шикуванням раптово зник. Знайдений мертвим в одному з приміщень в/ч. |
| 3511        |                  | Ратушний Всеволод Валерійович                              | 30 вересня 1969, Львів. Командир відділення 24-ї окремої механізованої бригади. Навчався в Львівському лісотехнічному інституті, на механічному факультеті. Призваний на військову службу за контрактом 30 березня 2016 року. Залишилася мати. | 20 грудня 2016                 | Загинув при виконання бойового завдання в районі міста Попасна. Похований на Личаківському цвинтарі у Львові. За інформацією ГУ НП в Луганській області, зі сторони окупованого с. Калинове бойовики здійснили 10 обстрілів околиць с. Новозванівка та с. Новоолександрівка. Внаслідок обстрілів загинув військовослужбовець ЗСУ. За повідомленням LB.ua, в місті Золоте (Попаснянський район Луганська область) на території військової частини військовослужбовець випадково застрелив з автомата Калашникова свого товариша по службі. |
| 3512        |                  | Вінярський Олександр Анатолійович                          | 20 травня 1994, Хмільник Вінницька область. Солдат, навідник кулеметного взводу 2-ї роти 1-го батальйону 24-ї окремої механізованої бригади, в/ч пп В4680. 2013 року закінчив професійний ліцей сфери послуг за фахом «муляр, штукатур, лицювальник-плиточник». Влітку 2015 року був призваний на строкову службу у підрозділі ГМЗ (група матеріального забезпечення) 24-ї ОМБр, у подальшому підписав контракт і вирушив на фронт. Залишились мати і дві сестри. | 20 грудня 2016                 | Загинув під час обстрілу поблизу села Новозванівка (Попаснянський район Луганської області), отримав кульове поранення в голову від ворожого снайпера. Похований на Соколівському кладовищі у Хмільнику. За інформацією речника МОУ з питань АТО, за минулу добу внаслідок активних бойових дій двоє військовослужбовців загинули, 4 отримали поранення, ще 4 — контузію. |
| 3513 … 3515 |                  | Україна                                                    | Військовослужбовці ЗСУ (підрозділ не уточнено). Мешканці Харківської області, 1980, 1983 та 1995 р.н. | 21 грудня 2016                 | Отруїлися чадним газом під час пожежі, що сталася близько 17:00 внаслідок короткого замикання у приміщенні сауни по вулиці Ярослава Мудрого міста Красногорівка (Донецька область). |
| 3516        |                  | Мамасуєв Роман Михайлович                                  | 20 лютого 1983, Алушта Кримська область. З дитинства мешкав у с. Верхня Криниця Василівський район Запорізька область. Прапорщик, вогнеметник роти радіаційного, хімічного та бактеріологічного захисту 72-ї окремої механізованої бригади (Біла Церква). Вступив до Василівського державного аграрного технікуму за спеціальністю «фермерське господарство». Після строкової служби залишився в армії за контрактом, відслужив 6 років, до 2009 у званні прапорщика. 2016 року знову пішов до війська за контрактом, проходив службу інструктором в 184-му навчальному центрі у Старичах, 30 листопада 2016 року відряджений до 72-ї бригади на передову. Залишилась мати, вітчим, сестра, дружина та дві доньки. | 22 грудня 2016                 | Загинув вранці від кульового поранення під час обстрілу міста Авдіївка (Донецька область). Куля влучила в шию, пошкодивши артерію. Похований в с. Верхня Криниця. |
| 3517        |                  | Рубанчиков Сергій Петрович (Позивний «Відьмак» / «Добрий») | 7 березня 1980, Київ. Солдат, командир відділення розвідвзводу 1-го батальйону 54-ї окремої механізованої бригади. У ранньому віці втратив матір. Займався боксом та боротьбою, цікавився зброєю. З 2010 року щонеділі проходив тренування в УНСО. Доброволець, у травні 2014 року пішов на війну у складі добровольчого міліцейського батальйону «Золоті Ворота», ніс службу на Луганщині. Із квітня 2015 року служив у 131-му окремому розвідувальному батальйоні (батальйон УНСО), командир 1-го відділення 1-го взводу 1-ї роти. Воював в районі Маріуполя (Павлопіль, Широкине, Лебединське). 2016 року підписав контракт з 54 ОМБр. За кілька днів до загибелі отримав контузію на «світлодарській дузі» і потрапив у шпиталь, але вирвався на передову. Залишився брат, який разом з Сергієм пішов на фронт, він боронить Україну у лавах УДА. | 22 грудня 2016                 | Загинув від розриву 122-мм снаряду під час боїв на «світлодарській дузі». Похований на Алеї Слави Лук'янівського військового цвинтаря у Києві. Комбат 1-го батальйону 54 ОМБр Олексій Оцерклевич підтвердив загальні втрати бригади на «світлодарській дузі» за 18-22 грудня: 9 загиблих, 35 поранених, 17 отримали контузії, 11 травмованих. Такі ж дані по загиблих наводить і журналіст Юрій Бутусов: 18 грудня загинули шестеро, 19-го двоє, 22-го один. Прим. Повідомлення «Громадського» про ще одного загиблого на «світлодарській дузі» у ніч з 20 на 21 грудня не підтверджено. |
| 3518        |                  | Каленик Сергій Валерійович                                 | 16 грудня 1980, Вознесенськ Миколаївська область. Військовослужбовець 30-ї окремої механізованої бригади. | 24 грудня 2016                 | Помер в госпіталі ім. Пирогова у м. Вінниця. Похований у Вознесенську на кладовищі «Прогрес». |
| 3519        |                  | Муждабаєв Руслан Іл'ясович (Позивний «Татарин»)            | 27 жовтня 1955, 61 рік, мешкав у м. Сімферополь Крим. Військовослужбовець 2-ї «афганської» штурмової роти 24-го окремого штурмового батальйону «Айдар». Кримський татарин, народився у вигнанні, куди депортували його родину. За освітою інженер-механік. Активний учасник Революції Гідності, приїхав на Майдан одразу після побиття студентів, був у 8-й «афганській» сотні Самооборони Майдану. Активний учасник протистоянь 18-20 лютого. На Майдані здружився з волинянами, познайомився зі свободівцями з Боярки, пізніше став членом Боярської міської організації ВО «Свобода». З Майдану вирушив добровольцем на фронт. Залишились сини. Руслан Іл'ясович дуже хотів повернутися у звільнений Крим, де не був з часів Майдану. Під час прощання Рефат Чубаров сказав: «Боляче те, що ми ховаємо Руслана далеко від Криму. Далеко від землі, до якої він повертався все життя». | 25 грудня 2016                 | Серце воїна зупинилося вночі у бліндажі на передовій, після повернення з бойового чергування на посту. 28 грудня з Русланом попрощалися у Києві, похований на Східному кладовищі за Броварами. |
| 3520        |                  | Мороз Олександр Миколайович (Позивний «Лютий»)             | 25 листопада 1953, 63 роки, Грушівка (Криничанський район) Дніпропетровська область. Мешкав у м. Кам'янське (колишній Дніпродзержинськ). Доброволець дніпровської роти «Чорний Туман» 8-го окремого батальйону «Аратта» Української добровольчої армії. Закінчив професійне училище № 22 у Кам'янському, здобувши фах вальцівника. Після строкової служби у танкових військах якийсь час працював у правоохоронних органах. У подальшому працював на Дніпровському меткомбінаті в будівельній бригаді прокатного цеху, звідки й вийшов на пенсію за віком. Вивчав історію України. Писав вірші, невеличкі поеми. Мріяв придбати земельну ділянку в Грушівці, де колись був родовий маєток прадіда. Учасник Революції Гідності, активіст патріотичних організацій. Залишились брат, двоє синів та донька. | 26 грудня 2016                 | Загинув вранці поблизу села Широкине (Донецька область), підірвавшись на вибуховому пристрої з «розтяжкою». Похований на Алеї Слави військового кладовища м. Кам'янське. |
| 3521        |                  | Проводенко Леонід Михайлович (Позивний «Козак»)            | 10 вересня 1965, 51 рік, проживав у с. Михайлівка (Перевальський район) Луганська область. Старший сержант, командир відділення розвідвзводу 12-го окремого мотопіхотного батальйону «Київ» 72-ї ОМБр. До війни виконував обов'язки громадського інспектора з охорони довкілля Державної екологічної інспекції у Луганській області. З початком війни вивіз сім'ю до Києва і 6 серпня 2014 пішов добровольцем на фронт у складі 12 ОМПБ. Залишилися дружина і двоє синів. | 28 грудня 2016                 | Близько 15:00 поблизу селища Крута Балка Ясинуватського району Донецької області розвідгрупа виявила підрозділ російських бойовиків. Під час півгодинного боєзіткнення, прикриваючи свою групу, Леонід загинув від кульових поранень. Тіло загиблого під вогневим прикриттям забрали російські бойовики, за їх словами перед смертю «Козак» встиг зарізати двох ворогів. 30 грудня тіло воїна було повернуте українській стороні за домовленістю. 2 січня з Леонідом попрощались на Алеї Небесної сотні в центрі Києва, похований на Лук'янівському військовому кладовищі. |
| 3522        |                  | Кабанов Сергій Леонідович (Позивний «Кабанчик»)            | 27 травня 1971, Тараща Київська область. Старшина, старший сапер — гранатометник інженерно-саперного відділення інженерно-саперного взводу 25-го окремого мотопіхотного батальйону «Київська Русь» 54-ї ОМБр. Працював у столярній майстерні. Мобілізований в липні 2014 року як доброволець, в лютому 2015 підписав контракт. Воював в районі Донецького аеропорту, під Дебальцевим, був поранений. Залишилися мати, дорослий син і брат, який служить у 72 ОМБр. | 28 грудня 2016                 | Загинув неподалік села Троїцьке (Попаснянський район) Луганської області («світлодарська дуга»). Як розповів комбат Є. Лавров, група саперів поверталася з розмінування. Сергій помітив міну МОН-50 під снігом, зупинився, присів, і в цей час спрацювала «розтяжка». Вибухом Сергія розірвало, ще двоє саперів зазнали тяжких поранень, одному з них, відірвало ногу. Похований у Таращі. |
| 3523        |                  | Стасій Олег Олександрович                                  | 1995, Помічна Добровеличківський район Кіровоградська область. Старший солдат, оператор зенітного самохідного артилерійського взводу 169-у НЦ, де проходив строкову службу та підписав контракт, після чого відбув в район проведення АТО/ООС. Неодружений, залишилися батьки. | 29 грудня 2016                 | Був знайдений без ознак життя о 3:00 в районі сел Павлопіль та Гнутове, що неподалік міста Маріуполь (Донецька область). За офіційною інформацією, покінчив життя самогубством шляхом підриву гранати. Похований в м. Помічна. Прим. За словами головного військового прокурора А. Матіоса, втрати ЗСУ в зоні АТО склали: бойові втрати — 3 поранених, небойові — 5 (1 самогубство, 4 при необережному поводженні з гранатою РГД-5). По небойових втратах Матіос не уточнив, загиблі чи поранені. |

## Невстановлена дата смерті
- Баєшко Олександр Анатолійович, позивний «Саша», боєць 8-го ОБат «Аратта» УДА. Комбат Андрій Гергерт назвав Олександра Баєшка серед загиблих бійців батальйону (facebook, 21 листопада 2016)[323].
- 54 роки, мешканець Великобурлуцького району Харківської області. Демобілізований у жовтні 2016 року солдат ЗСУ. Вранці 10 грудня знайдений вбитим біля села Цапівка Золочівський район (Харківська область). Був одягнений у військову форму одягу. За фактом відкрито кримінальне провадження за ч. 1 ст. 115 (вбивство) КК України, триває слідство[324].

## Втрати силових структур в тилу під час війни
Коваленко Михайло Васильович, 22 грудня 1988, Згурівка Київська область. Військовослужбовець ЗСУ. Мобілізований навесні 2015 року, учасник АТО. Наприкінці 2015, під час служби в зоні АТО, захворів. Після півроку лікування, у травні 2016-го, внаслідок значного погіршення здоров'я, потрапив до реанімації. Під час лікування, був звільнений з лав ЗСУ за станом здоров'я. Помер 3 липня 2016 у Головному військовому госпіталі м. Київ. Похований в Згурівці. Залишились дружина та четверо дітей. Суд першої інстанції зобов'язав Міноборони виплатити грошову допомогу родині учасника АТО.
 Серпак Сергій Євгенович,  1978, Кропивницький. Водій артилерійського дивізіону 57-ї ОМПБр. Ще на початку бойових дій навесні 2014 року пішов до війська, у 42-й БТО «Рух опору». Учасник бойових дій в зоні АТО. Через рік був демобілізований, але вирішив продовжити службу та підписав контракт. Ніс службу у військовій частині в Запорізькій області. Помер 5 липня 2016 у Запорізькому обласному госпіталі від серцевої хвороби. Похований у Кропивницькому.
 Рошташ Анатолій Іванович, 26 років, мешкав у с. Плисків Погребищенський район Вінницька область. Солдат 72-ї ОМБр. Мобілізований 14.07.2015. Ніс службу в Мар'їнці та Зайцевому. 1 липня 2016 року підписав контракт, перебував на полігоні Новомосковський. Залишилася мати. 7 липня 2016 під час перебування у відпустці загинув у ДТП. За повідомленням волонтера, напередодні Анатолій допоміг дістатися до лікарні людині, якій стало зле, закупив за власні кошти медикаменти і рушив пішки додому. По дорозі його збила машина, водій, не надавши допомоги, поїхав. В поліції розповіли, що близько 01:00 поблизу села Росоша (Липовецький район) Вінницької області водій автомобіля «Фольксваген Вента» скоїв наїзд на 26-річного чоловіка, який лежав на дорозі, проводиться слідство.
 Роговський Михайло Іванович, 14 жовтня 1968, Вербиця (Жидачівський район) Львівська область. Старшина 17-ї ОТБр. В ранньому віці втратив матір, виховувався бабусею. Три роки служив на флоті. Працював у рідному селі. Пішов на фронт добровольцем 15.07.2015. Учасник бойових дій в зоні АТО, останнім часом ніс службу в районі міста Попасна на Луганщині. Неодружений. 15 липня 2016 помер від серцевої недостатності в районі залізничного вокзалу м. Київ, під час прямування із зони АТО в короткострокову відпустку. Похований у Вербиці.
 Яхновський Олександр Вікторович, 27 жовтня 1974, Мартиновичі Поліський район Київська область. Мешкав у м. Керч АР Крим (до окупації). Старший прапорщик, головний старшина 501-го ОБМП 36-ї ОБрМП. 1978 року разом із батьками переїхав на Житомирщину, в село Скурати, Малинський район. Після закінчення школи два роки служив у прикордонних військах на Львівщині. 1994 року переїхав до міста Керч, працював інструктором по спорту в Національній гвардії, згодом продовжив військову службу в Керченському батальйоні морської піхоти. Після окупації Криму російськими військами вийшов на материкову Україну та на початку АТО вирушив на фронт, більше року воював на передовій. Одружений. Він так і не побачив свого онука, який народився в Керчі. Помер 18 липня 2016 у Бердянську (Запорізька область) від серцевого нападу. 20 липня з Олександром попрощалися у військовій частині в Миколаєві. Похований в с. Скурати на Житомирщині.
 Пономаренко Сергій Вікторович, 45 років, Нікополь Дніпропетровська область. Проживав у м. Київ. Командир мінометного розрахунку роти вогневої підтримки 34-го ОМПБ «Батьківщина» 57-ї ОМПБр. Займався велоспортом, був у складі збірної СРСР, брав участь у міжнародних змаганнях (Джиро д'Італія, Тур де Франс). Майстер спорту. Мобілізований у липні 2015 року, в подальшому ніс службу за контрактом, воював у Зайцевому під Горлівкою. 25 липня 2016 близько 11:00, на полігоні «Широкий лан» в Миколаївській області, під час стрільб розірвався 120-міліметровий міномет М120-15 «Молот». Загинув один військовослужбовець, ще 10 дістали поранень (один у важкому стані, з осколковим пораненням голови). Похований у Нікополі. Залишилися донька від першого шлюбу та вагітна дружина.
 Савченко Віктор Анатолійович,  1974, Новополтавка (Великоолександрівський район) Херсонська область. Солдат 56-ї ОМПБр. 27 липня 2016, під час прямування додому з військової частини помер в автобусі через раптову зупинку серця.
 Козлітін Валерій (Позивний «Папай»), 53 роки, Калинівка Вінницька область. Військовослужбовець роти матеріального забезпечення 46-го ОБСпП «Донбас Україна». Мобілізований у 2015 році, навесні 2016 підписав контракт на подальшу військову службу. Учасник АТО, воював під Горлівкою, Кримським та Мар'їнкою. Помер в ніч на 30 липня 2016 вдома від інсульту, перебуваючи на лікарняному через перелом ноги. Похований у м. Калинівка. Залишилося двоє дітей.
 Ткачук Юрій Іванович, 48 років, Костопіль Рівненська область. Підполковник, заступник начальника Центру забезпечення реалізації договорів про скорочення озброєнь (Львів). Закінчив Київське вище танкове інженерне училище та Військову академію (м. Київ). В ЗСУ з 1992 року. Нагороджений медалями та відзнаками. Протягом 2015—2016 років виконував службові завдання у зоні проведення АТО. Помер 31 липня 2016 при виконанні службового обов'язку (місце та обставини не уточнені). Похований у Костополі. Залишилася дружина та донька.
 Алєксєєв Сергій, 41 рік, Краснопавлівка Лозівський район Харківська область. Розвідник 92-ї ОМБр. Проходив службу в зоні АТО протягом року. Помер 31 липня 2016 в результаті захворювання на рак крові, яке було виявлено під час проходження служби. З квітня 2016 року лікувався у Харкові та Києві. 31 липня серце військового зупинилося. Похований у Краснопавлівці. Залишились мати, брат та вітчим.
 Шестопал Віталій, 45 років,  Михайлівка (Тульчинський район) Вінницька область. Військовослужбовець 90-го ОАеМБ «Житомир» 81-ї ОАЕМБр. Мобілізований в липні 2015. У складі 90-го батальйону ніс службу на Донеччині, згодом продовжив військову службу на півдні України. Помер 1 серпня 2016 в результаті серцевого нападу поблизу міста Скадовськ (Херсонська область). Похований в с. Михайлівка.
 Качалуба Максим Романович, 29 років, Романове Село Збаразький район Тернопільська область. Військовослужбовець 3-ї роти спецпризначення «Золоті Ворота» ППОП «Київ». Закінчив комерційний коледж, відслужив в армії. Працював на київському підприємстві «БРВ Київ» експедитором. Активний учасник Революції Гідності. В липні 2014 року пішов добровольцем захищати Україну, з серпня 2014 воював на Луганщині у складі батальйону «Золоті Ворота». Останнім часом служив у Києві, але подав рапорт, щоб знову вирушити на передову. Тим часом поїхав додому у відпустку. Раптово помер 10 серпня 2016 від набряку головного мозку. Похований в рідному селі. Залишилися батьки та молодший брат.
 Теслюк Георгій Михайлович, 11 червня 1979, Чагор Глибоцький район Чернівецька область. Проживав у м. Тетіїв Київська область. Уролог, лікар-волонтер Першого добровольчого мобільного шпиталю імені Миколи Пирогова. Рано втратив батька. Після закінчення Чернівецького медичного училища, вступив до медичного університету. Будучи ще студентом, працював в Чернівецькій обласній лікарні у відділенні урології, цей напрям медицини обрав собі для майбутнього фаху. Після закінчення вузу отримав направлення у Тетіїв, працював у районній лікарні. Під час Революції Гідності став лікарем-волонтером, з 11 грудня 2014 був на Майдані. На громадських засадах проводив у Тетієві курси з медичній підготовці в умовах бойових дій. Починаючи з травня 2015 року двічі виїздив до зони АТО, працював у залізничній лікарні міста Попасна, що єдина вцілила після артобстрілів, оперував поранених військових, лікував цивільне населення. За кілька місяців через створений за ініціативою Георгія поліклінічний прийом у Попасній пройшли сотні пацієнтів. Вдруге вирушаючи в зону АТО, Георгій вже знав, що невиліковно хворий, хотів зробити побільше, тож працював майже без відпочинку. Іноді проводив по п'ять операцій на день, коли було багато поранених, оперував на трьох столах одночасно. В червні 2016 повернувся додому. Помер 14 серпня 2016 вдома від онкозахворювання (рак шлунку). Похований у Тетієві. Залишилася дружина та двоє дітей, син і донька.
 Лавренчук Олександр (Позивний «Француз»), Комарівка (Бродівський район) Львівська область. Молодший сержант, заступник командира БМП — навідник-оператор 2-го батальйону 24-ї ОМБр. Мобілізований влітку 2014 року до 17-ї ОТБр, за три місяці до демобілізації був переведений до 54-ї ОМБр. В зоні АТО ніс службу з 30.10.2014 до 17.09.2015. В березні 2016 підписав контракт, після навчання у 184-му навчальному центрі (Старичі) в складі 24-ї ОМБр ніс службу в районі с. Кримське на Луганщині, з кінця березня до 22 червня 2016. Після виведення підрозділу із зони бойових дій прибув на подальше несення служби на полігон Міжнародного центру миротворчості та безпеки у Старичі. Неодружений. 27 серпня 2016, під час обслуговування техніки після стрільб, в результаті несанкціонованого пострілу з танкового кулемету, Олександр, який перебував на броні бойової машини, отримав вогнепальне поранення, несумісне з життям. Похований у Комарівці.
 Агенія Сергій, 26 років, Слобідка Кодимський район Одеська область. Старший солдат, снайпер десантно-штурмового взводу 3-го ОАеМБ «Фенікс» 79-ї ОДШБр. Сирота. Призваний за мобілізацією влітку 2015 року. Учасник бойових дій в зоні АТО. 28 серпня 2016, у ніч на 29 серпня, вбитий співслужбовцем на території військової частини в селищі Азов (Розівський район Запорізька область). 30-річний солдат зайшов у розташування підрозділу та розстріляв з автомата 26-річного старшого солдата, коли той спав.
 Качур Олександр Миколайович, 20 вересня 1976, Черкаси. Солдат 34-го ОМПБ «Батьківщина» 57-ї ОМПБр. Мобілізований у серпні 2015 року. Учасник АТО. 25 липня 2016 року близько 11:00, на полігоні «Широкий лан» в Миколаївській області, під час стрільб розірвався 120-міліметровий міномет М120-15 «Молот», в результаті чого Олександр отримав тяжкі поранення. Помер 2 вересня 2016 в лікарні м. Одеси. Похований на третьому кладовищі міста Черкаси. Залишилися батьки, двоє братів, дружина та двоє синів, 16 і 5 років.
 Залата Віктор Дмитрович, 20 березня 1983, Шевченкове (Пологівський район) Запорізька область. Військовослужбовець ЗСУ. Призваний за мобілізацією влітку 2014 року. Воював у складі 51-ї ОМБр, а потім 128-ї ОГПБр, пройшов бої під Дебальцевим. Після демобілізації підписав контракт, служив у військовій частині у Василькові. Загинув 8 вересня 2016 у ДТП під час несення військової служби. Похований в рідному селі. Залишилися батьки.
 Ф.  Солдат, військовослужбовець ЗСУ за контрактом. 16 вересня 2016 близько 17:50 на території військового містечка Міжнародного центру миротворчості та безпеки на Яворівському полігоні під час несення служби у добовому наряді з охорони складів ракетно-артилерійського озброєння, порушив правила поводження зі зброєю, в результаті чого дістав вогнепальне поранення в підборіддя з автомата, помер на місці.
 Протасевич Андрій Борисович, 22 травня 1981, Львів. Сержант, командир БМП 24-ї ОМБр. В зоні АТО побував у найгарячіших точках, після демобілізації продовжив служити за контрактом. Активний учасник ГО «Львівська обласна спілка соціального захисту бійців АТО та сімей загиблих». Загинув 16 вересня 2016 на Яворівському полігоні (Львівська область) під час стрільб зі штатного озброєння бойових машин з ходу в нічний час. О 22:00 керівник заняття виявивши, що порушуються заходи безпеки дав команду на негайне припинення вогню, але екіпаж БМП встиг зробити постріл, що помилково влучив в іншу БМП. Андрій дістав вогнепальне поранення, помер у машині «швидкої допомоги». Похований на Полі почесних поховань №76 Личаківського кладовища. Залишилися дружина та донька.
 Старусєв Олександр Миколайович (Позивний «Сом»), 22 липня 1972, Валміера, Латвія. Мешкав у м. Ладижин Вінницька область. Командир танку 24-го ОШБ «Айдар». Виріс в сім'ї військового. З четвертого по восьмий клас навчався в Німеччині, де служив батько. Коли батька перевели у Забайкалля, Олександр переїхав в Ладижин до бабусі. Закінчив місцевий технікум механізації. Строкову службу проходив у танкових військах. На фронт пішов добровольцем у складі батальйону «Донбас», пізніше перейшов до «Айдару». Учасник бойових дій в зоні АТО. 16 вересня 2016 був збитий поблизу свого будинку на вулиці Слобода в Ладижині водієм мікроавтобуса, який втік з місця ДТП. Підозрюваний, 56-річний настоятель Ладиженського храму УПЦ МП, підтверджує, що проїжджав тією вулицею, але заперечує наїзд на людину. Ведеться слідство. Залишилися батьки, донька й син.
 Мамчур Іван Леонідович, 18.05.1979, мешканець м. Рівне. Учасник АТО (не підтверджено)). Майор внутрішньої служби, начальник відділу інженерно-технічних засобів охорони, зв'язку та інформатизації Рівненського СІЗО. Відповідав за інженерно-технічне забезпечення установи. До 2009 служив у 3 ОПСпП. З 2011 працював у Рівненському СІЗО. Вбитий 16.09.2016 у своєму під'їзді на вул. Відінській, — застрелений з пістолету на 6-му поверсі. Вбивцю затримали у листопаді 2016 під час в'їзду в Україну, 27.04.2017 обвинувальний акт скерований до суду. Вбивця Олег Смородинов, російський найманець, розповів журналісту «Нью-Йорк Таймс» (стаття вийшла 31.03.2019 [Архівовано 12 квітня 2019 у Wayback Machine.]), що отримав замовлення на вбивство від двох офіцерів ФСБ, у списку було шість українців, які, начебто, брали участь у бойових діях під час російсько-грузинської війни 2008 року. За злочин Смородинов отримав близько $5000 і 300 тис. рублів. 02.03.2020 суд засудив завербованого ФСБ РФ найманця до 12 років позбавлення волі, 02.04.2020 вирок набрав законної сили.
 Яровий Олександр Сергійович, 25 лютого 1981, Володимирівка (Іллінецький район) Вінницька область. Мешкав у м.  Іллінці. Старший сержант, військовослужбовець 92-ї ОМБр. 8 років пропрацював у місцевому сільгосптоваристві «Маяк», з 2011 року працював вантажником у ТОВ «Люстдорф». Мобілізований влітку 2015 року, учасник АТО. Згодом продовжив службу за контрактом. 18 вересня 2016, близько 21:30, у пункті дислокації військовій частині в с. Малі Проходи (Харківська область), що неподалік російського кордону, під час конфлікту 28-річний старший солдат (учасник АТО) застрелив Олександра з автомата та тяжко поранив ще одного співслужбовця, після чого втік зі зброєю. Втікач також дістав поранення, його затримали на околиці Харкова. Похований на кладовищі села Володимирівка. Залишилася дружина та троє дітей. У вересні 2017 вбивця був засуджений до 10 років позбавлення волі.
 Філімонова Катерина, 31 рік, Станично-Луганський район Луганська область. Телефоністка 92-ї ОМБр. Пішла до війська добровольцем захищати Батьківщину, у квітні 2016 підписала контракт на військову службу. На початку вересня на полігоні в смт Гончарівське, де 92 бригада перебуває на зборах, відбувся вибух плити. Катерина була поруч і дістала опіків 50% тіла. Померла 26 вересня 2016 близько 22:00 в Опіковому центрі м. Київ. Залишилися батьки і 6-річний син на Луганщині.
 Ступак Віталій, 27 січня 1995, Житомир. Молодший сержант, військовослужбовець 53-ї ОМБр. Закінчив Житомирський політехнічний ліцей, де отримав спеціальність зварювальника. Призваний на строкову службу в 2013 році. У 2014 перейшов на контрактну службу, і був переведений в 53 ОМБр. У березні 2016 року був направлений в зону АТО. Загинув 5 жовтня 2016під час навчань на полігоні в смт Десна (Козелецький район) Чернігівської області. Близько 10:00 на тактичному полі навчального центру в ході відпрацювання тактичного заняття під час спішування з БМП-1, військовослужбовець попав під гусеницю бойової машини та від отриманих тілесних ушкоджень загинув. Попередньою причиною трагедії є порушення правил експлуатації бойової машини водієм-механіком БМП-1. Похований в Житомирі. Залишилася дружина та маленька дитина..
 Федічев Валентин Миколайович, 17 квітня 1960, 56 років, Плотина Станично-Луганський район Луганська область. Мешкав у м. Київ. Полковник ЗСУ, директор департаменту соціальної та гуманітарної політики Міністерства оборони України. Народився в родині військовослужбовця, походить з давнього роду донських козаків. Закінчив Свердловське вище військово-політичне танкове училище. Ветеран війни в Афганістані. З 1994 року служив у центральному апараті Міноборони та Генштабу ЗСУ. 2002 року закінчив стратегічний факультет Національної академії оборони України. З грудня 2006 року — головний інспектор Головної інспекції Міноборони. Брав участь в АТО від початку бойових дій на Сході України. Із червня 2014 по квітень 2015 року — заступник керівника штабу АТО. Під час боїв за Дебальцеве був одним з керівників оборони дебальцівського плацдарму, в лютому 2015 виходив з Дебальцевого разом з українськими підрозділами. В квітні 2015 повернувся до роботи у Києві. За час служби нагороджений Орденом Данила Галицького та Орденом Богдана Хмельницького III ступеня. Помер 26 жовтня 2016 у Києві через хворобу серця. Прощання з полковником Федічевим відбудеться 29 жовтня у м. Київ в Центральному будинку офіцерів. Залишилася дружина та двоє синів, — офіцери, учасники бойових дій в зоні АТО.
 Габрієлян Тігран Іванович, Оріхівський район Запорізька область. Учасник АТО, військовослужбовець 92-ї ОМБр. Загинув 29 жовтня 2016 року, місце не уточнено. За версією керівництва бригади — підірвав себе гранатою. Похований в Оріхівському районі. Рідні намагаються з'ясувати справжні обставини смерті.
 Дівіченко Василь Сергійович, 14 січня 1987, Рожеве (Олександрійський район) Кіровоградська область. З дитинства мешкав у м. Олександрія. Військовослужбовець 3-го ОПСпП. Закінчив медучилище за спеціальністю «фельдшер». Строкову службу проходив у Києві. Потім працював водієм на вантажних машинах, таксі, ремонтував автомобілі. Останнім часом працював водієм у Петрове. В червні 2016 року пішов служити за контрактом до 57-ї ОМПБр, в серпні перевівся у 3-й полк СпП. 31 жовтня 2016, близько 12:00, у приміщенні Навчально-методичного центру цивільного захисту по вулиці Кавалерійська, 31, м. Кропивницький, на другому поверсі, що перебуває в оренді в/ч пп В2336, в казармі стався вибух гранати. Василь загинув, ще троє військовослужбовців дістали тяжких поранень. За попередніми даними, вибух стався через необережне поводження з боєприпасом, який один з військовослужбовців приніс до казарми. Після прощання у військовій частині в Кропивницькому Василя поховали на Вероболозівському кладовищі Олександрії. Залишилися батьки, дружина та троє синів віком 7, 6 і 1,5 років.
 Блонський Андрій Анатолійович (Позивний «Бєлка»), 42 роки, Гостомель Київська область. Мешкав у м. Буча та в смт Гостомель. Лейтенант, розвідник 11-го ОМПБ «Київська Русь» 59-ї ОМПБр. З 1991 по 1996 рік навчався в Київському вищому танковому інженерному училищі, але службу розпочав у повітрянодесантних військах, на посаді командира взводу. До війни жив у Гостомелі, мкр Баланівка. Активний учасник Революції Гідності, у складі 7-ї Львівської сотні (сотня Лева) Самооборони Майдану, був поранений. З Майдану, у травні 2014, разом зі львівською групою добровольців пішов на передову у Слов'янськ, відбивав гору Карачун, обороняв блокпости, ходив у розвідку. Воював під Донецьком та Дебальцевим, пройшов всю війну. Нагороджений Орденом За мужність III ступеня. Два тижні як повернувся з фронту. Раптово помер 7 листопада 2016 вдома через відрив тромбу. Після прощання в Гостомелі та Бучі воїна поховали на Алеї Слави міського кладовища міста Буча. Залишилися мати, сестра і син.
 Логвінов Михайло Олександрович,  1958, 58 років, Велика Знам'янка Кам'янсько-Дніпровський район Запорізька область. Проживав у м. Запоріжжя. Полковник, заступник військового комісара Запорізького обласного військового комісаріату по роботі з особовим складом та громадськістю. З 1976 по 1980 рік навчався в Сімферопольському вищому військово-політичному будівельному училищі. З того часу його доля була нерозривно пов'язана з армією. Служив у військах Забайкальського, Закавказького, Приволзько-Уральського військових округів. З часом повернувся на Запоріжжя. З 2005 року проходив службу на посаді заступника військового комісара. З 2014 року активно працював у Раді оборони Запорізької області. Займався питаннями мобілізації, допомоги військовим та їх родинам, взаємодії з волонтерами. Навесні 2015 і сам за власним бажанням поїхав у відрядження до зони АТО, де пробув з 18 травня по 4 липня. Також, був активним дописувачем Офіційного вебсайту Міноборони та військових ЗМІ. Виховав двох синів, які стали бойовими офіцерами ЗСУ і захищають Україну у складі 55-ї ОАБр. Помер ввечері 22 листопада 2016 після тривалої тяжкої хвороби (онкозахворювання). Прощання з офіцером пройшло на території в/ч пп В0105 (55 артбригада). Похований на Алеї Пошани Капустяного кладовища у Запоріжжі.
 Бугаєнко Олександр, 1971, Одеса. Прапорщик, військовослужбовець 59-ї окремої мотопіхотної бригади (Гайсин). Призваний за мобілізацією 2014 року з м. Одеса, після року служби підписав контракт, учасник АТО. Залишилися дружина та дитина.
В березні 2016 Олександр опублікував в інтернеті свою книгу на релігійно-філософську тему. Прибув із зони АТО до Військово-медичного центру в м. Вінниця, де лікувався майже місяць у ЛОР-відділенні та відділенні гастроентерології. 22 листопада 2016 о 8-й ранку отримав у медсестри направлення на медичне обстеження і консультацію лікаря, а у вечері повісився у себе в палаті, де його й знайшли наступного ранку. Прим. В газеті «Прикордонник України», № 30-31 від 21 серпня 2015 року, є публікація про 45-річного прикордонника, прапорщика з Черкащини Бугаєнка Олександра Ярославовича, позивний «Боцман». Закінчив школу прапорщиків в «Десні», служив у Сімферополі на посаді старшини протитанкової батареї, звільнився з армії, працював у крюнінговій компанії на торговому судні. Мобілізований навесні 2014 року до прикордонних військ, служив на адмінкордоні з окупованим Кримом, на Чонгарі. В березні 2015 був демобілізований, але за три тижні добровільно повернувся до служби в ДПСУ, зарахований до бойової прикордонної комендатури Білгород-Дністровського загону, військовослужбовці якого виконували свої обов'язки в зоні АТО. На час публікації (серпень 2015) ніс службу на блокпосту на шахті «Родіна». Одружений, має дорослого сина Ймовірно, це та сама людина, земляки Бугаєнка О. Я. пишуть, що він дістав контузію в районі Золотого, помер 22 листопада у Вінницькому госпіталі.
 Адамов Геннадій ,  1973. Прапорщик, військовослужбовець 406-ї ОАБр ВМС ЗСУ. Учасник АТО. Нещодавно повернувся із зони АТО. Загинув внаслідок ДТП під час проходження служби на Миколаївщині. 22 листопада 2016 року близько 16:30 на автодорозі Р-06 «Ульянівка-Миколаїв», на в'їзді до Миколаєва, в районі автозаправки, зіткнулися автоцистерна «Scania» та автомобіль «Opel-Vectra» (водій автоцистерни не надав перевагу в русі транспортному засобу, що рухався по головній дорозі). У легковику перебували четверо військових, які поверталися із ремонтної частини, троє з них загинули на місці: 19-річний матрос Євгеній Кулініченко і 22-річний старший лейтенант Олександр Олійник з 406-ї ОАБр та 22-річний старший лейтенант В'ячеслав Марченков з 32-го реактивного полку ВМС. Четвертого, Геннадія Адамова, каретою «швидкої» доставлено до лікарні у тяжкому стані, лікарі зробили операцію, але він 23 листопада 2016 помер в реанімації від отриманих травм. Залишилась дружина та донька.
 Розумій Вадим Віталійович, мешкав у м. Васильків Київська область. Полковник, начальник оперативного відділу — заступник начальника штабу повітряного командування «Центр» Повітряних Сил ЗСУ. Нагороджений медаллю «За військову службу Україні». Учасник бойових дій. Помер 27 листопада 2016 після тяжкої хвороби. Похований у Василькові.
 Дембовський Болеслав Мечиславович, 30 квітня 1934, 82 роки, мешкав у м. Київ. Генерал-лейтенант у відставці, консультант начальника Генерального штабу — Головнокомандувача Збройних Сил України. Проходив військову службу на різних посадах, військове звання генерал-лейтенанта отримав на посаді командувача 33-го армійського корпусу Сибірського військового округу колишнього СРСР у 1988 році. Був старшим викладачем Національної академії оборони України (Національний університет оборони України імені Івана Черняховського). Брав безпосередню участь у плануванні операцій АТО. Про смерть генерала 8 грудня 2016 повідомив начальник ГШ ЗСУ Віктор Муженко.
 Дзак Михайло Володимирович, 23 жовтня 1982, Оноківці Ужгородський район Закарпатська область. Старший солдат, військовослужбовець 130-го окремого розвідувального батальйону (Рівне). Мобілізований влітку 2015 року, служив у прикордонних військах кінологом. Після демобілізації підписав контракт, з серпня 2016 року перебував у зоні АТО. Помер 9 грудня 2016 від серцевої недостатності в місті Дніпро, коли повертався з відпустки у розташування підрозділу в зону бойових дій. Лікарі назвали причиною смерті гостру ішемічну хворобу серця. Після прощання у рідних Оноківцях похований в Ужгороді на Пагорбі Слави.
 Яворський Олександр Тарасович, 9 березня 1969, Деражня Хмельницька область. Механік-водій 2-ї роти оперативного забезпечення 12-го окремого полку оперативного забезпечення. Виріс в родині офіцера. Вступив до військового училища у Москві, але за сімейних обставин змушений був покинути навчання. Закінчив школу прапорщиків, проходив службу в підрозділах військової розвідки. Був вахмістром Чорноморського козачого війська, тривалий час служив в охороні Почаївської Лаври. Вдома хотів при храмі організувати козацьке виховання для дітей. Монархіст. З початку бойових дій кілька разів сам ходив до військкомату. Мобілізований 16 серпня 2014 року, воював на Луганщині, 29 жовтня 2015 підписав контракт. Розлучений. 15 грудня 2016 під час ротації із зони АТО у пункт постійного призначення у потязі в Олександра стався інсульт. Його прооперували у Центральному військовому госпіталі в Київі, але врятувати життя військовика не вдалось. Похований в Хмельницькому на Алеї Слави кладовища Ракове.
 Адамчук Олександр (позивний «Адам»). Військовослужбовець ППСПОП «Київ». Активний учасник Революції Гідності. Учасник бойових дій в зоні АТО. Загинув в ДТП 17 грудня 2016 близько 10:00 біля села Бірків Літинського району Вінниччини. За повідомленням поліції, 30-річний сержант Національної гвардії, житель Чернівецької області, керуючи автомобілем «Опель», не впорався з керуванням і з'їхав з дороги. На узбіччі машина зіткнулася з деревом, внаслідок чого водій загинув.
 Міскевич Павло  (Позивний «Фізрук»),  1984, Харків. Молодший сержант, гранатометник 92-ї ОМБр. Закінчив Харківський інститут фізичної культури і спорту. Працював у сфері спорту, займався пауерліфтингом. Пішов на фронт добровольцем в серпні 2014 року. Воював на Луганщині, зокрема біля міста Щастя, на позиції «Фасад» за мостом. Загинув 28 грудня 2016 у Харківському військовому госпіталі, куди він прибув на реабілітацію у зв'язку з осколковими пораненнями. Близько 19:00 його знайшла медсестра у зачиненій кабінці туалету з ножовим пораненням шиї. Бійця одразу ж доставили до реанімаційного відділення, але врятувати його життя не вдалося. За попередніми даними, боєць скоїв самогубство. Похований на Безлюдівському кладовищі № 18 у Харкові. Залишились батьки.
 Коновалюк Олександр Васильович, 2 грудня 1961, Горохівське (Снігурівський район) Миколаївська область. Прапорщик, військовослужбовець окремого гарматного артилерійського дивізіону (в/ч А2611) 406-ї ОАБр. Протягом року служив за мобілізацією, учасник бойових дій в зоні АТО. У подальшому підписав контракт. Помер 31 грудня 2016 внаслідок травм, отриманих під час проходження служби. Похований в с. Горохівське.

## Померлі демобілізовані учасники АТО
Пастущак Олександр Вікторович, 11 червня 1995, Запоріжжя. Учасник боїв під Іловайськом. Самотужки вибрався з «Іловайського котла», через що вважав себе дезертиром і ховався на Запоріжжі. 3-го травня 2016 року, внаслідок жорстокого побиття у Вільнянському районі Запорізької області, потрапив до Запорізької обласної клінічної лікарні з важкою черепно-мозковою травмою. 1 липня був доставлений літаком до Військово-медичного клінічного центру Південного регіону (Одеса). Перебував у комі, помер 9 липня 2016 не приходячи до свідомості. Сирота, з рідних залишилися бабуся та дідусь.
 Грициняк Петро Петрович, 31 рік, Рівне (Дрогобицький район) Львівська область. Учасник АТО. Помер 10 липня 2016 від важкої хвороби. Похований у с. Рівне.
 Гушленко Володимир Миколайович (позивний «Сніг» / «Сніжок»), 24 вересня 1959, 56 років, Київ (Дніпровський район). Демобілізований доброволець, командир БТР 2-го батальйону спеціального призначення «Донбас» НГУ. Брав участь у боях в населених пунктах Логвинове, Вуглегірськ, Дебальцеве, Широкине. Під час ротації був ушпиталений до лікарні швидкої допомоги, де виявили рак. Після перенесеної операції став інвалідом І групи. Помер 24 липня 2016 від раку після тривалого лікування. Похований у Києві. Залишилися дружина, двоє дітей та четверо онуків.
 Коваленко Ігор Миколайович (позивний «Грін»), 22 травня 1973, Обухів Київська область. Сержант, командир 2-го стрілецького відділення 2-го стрілецького взводу стрілецької роти 11-го окремого мотопіхотного батальйону 59-ї ОМПБр. Мобілізований 18 травня 2014 року як доброволець. З 6 липня по 25 серпня 2014 року воював у зоні АТО. 23 серпня 2014 внаслідок обстрілу з «Градів» поблизу смт Луганське дістав вибухову травму, контузію головного мозку та забій грудної клітки, лікувався у ВМКЦ м. Ірпінь. 18 грудня 2014 року був виключений зі списків особового складу частини, тому що перебував на лікуванні. Після лікування повернувся в Обухів. Через раптове погіршення стану здоров'я був направлений до шпиталю, де 2 серпня 2016 року помер. Похований в Обухові. Залишилися мати, брат та 11-річний син.
 Карпузов Андрій Юрійович, 31 травня 1992, Чернігів. Закінчив Чернігівську загальноосвітню школу № 21. Призваний до Збройних сил України у березні 2014 року. Солдат 1-ї окремої танкової Сіверської бригади. Учасник АТО. Демобілізований у березні 2015 року. Загинув 3 серпня 2016 близько 16:30 у Чернігові, в мікрорайоні Бобровиця біля будинку батьків дружини, від вибуху гранати. Основні версії слідства — необережне поводження з вибуховим пристроєм та самогубство. Залишилися батько, брат, дружина. Похований у Чернігові..
 Гакало Володимир Володимирович, 46 років, Решнівка (Збаразький район) Тернопільська область. Демобілізований військовослужбовець роти автозабезпечення 24-ї окремої механізованої бригади. Пройшов війну у Нагірному Карабаху наприкінці 1980-х. Їздив на заробітки закордон. Був мобілізований 26 квітня 2015 року, воював у Кримському на Луганщині, наприкінці липня 2016 повернувся додому. Неодружений, проживав із батьком. Тіло чоловіка з чисельними ушкодженнями виявили 14 серпня 2016 близько 19:15 на березі річки Гнізна у м. Збараж, в нього були поламані ребра, потрощені кістки, таз, пошкоджені внутрішні органи. Через два дні затримали підозрюваного, з яким Володимира бачили напередодні, він засуджений до 10 років позбавлення волі. Поховали Володимира в рідному селі. Залишились батько, брат і сестра. Водночас батько вважає, що вбивство «списали» на раніше засудженого за крадіжки. Люди розповіли батькові, що бачили, як його сина збив автомобілем місцевий чиновник, керівник однієї з природоохоронних організацій Збаража, також є свідки того, що тіло до річки привезли. 76-річний батько намагається добитися правди в поліції й у судах.
 Фарима Михайло Васильович, 22 липня 1971, Доброгостів Дрогобицький район Львівська область. Демобілізований військовослужбовець. Мав сільськогосподарську професію. Активний учасник Революції Гідності. У вересні 2014 року пішов добровольцем на фронт. Демобілізувався у вересні 2015 й одразу ж розпочав активну громадську діяльність. Голова громадської організації учасників АТО «Вартові Прикарпаття». Працював над створенням охоронної фірми для працевлаштування учасників АТО. Наслідки отриманої на війні контузії спричинили важку хворобу. 26 червня 2016 року після перенесеного інсульту впав у кому. Помер 16 серпня 2016 у відділенні реанімації міської лікарні Стебника. Похований в с. Доброгостів.
 Витишин Володимир Іванович (позивний «Добриня»),  1989, проживав у м. Хмельницький. Волонтер-медик. Працював у зоні АТО в команді волонтерів екстреної медичної служби ASAP RESCUE («Хоттабич»), 2015 року рятував поранених в районі Донецького аеропорту, Дебальцевого, Попасної. Голова Благодійного фонду «Центр «Добриня», що належить до волонтерського руху «Хмельницький. Армія SOS». Останнім часом займався створенням центру реабілітації воїнів АТО та будівництвом центру реабілітації дітей з ДЦП в Хмельницькому. За повідомленням поліції, тіло 27-річного чоловіка, який покінчив життя самогубством, повісившись на дереві, знайшли 21 серпня 2016 близько 19:00 у дворі його домогосподарства в с. Карпівці (Хмельницький район). Видимих ознак насильницької смерті не виявлено, він залишив передсмертну записку. Поховання у Хмельницькому. Залишилася дружина та однорічний син. Волонтери та друзі у версію самогубства не вірять.
 Виноградський Андрій Данилович, 51 рік, Житомир. Військовий капелан, волонтер, учасник АТО. До війни успішно займався бізнесом, грав на органі у церкві Різдва. В березні 2014 року почав возити допомогу українським військовим в захоплений Крим, згодом допомагав переселенцям, постійно їздив у зону АТО як капелан і волонтер. Нагороджений медаллю «25 років Незалежності України». Один із героїв проекту «Обличчя України» Радіо Свобода. Помер 26 серпня 2016 року через проблеми з серцево-судинною системою. Похований у Житомирі. Нагороджений орденом «За заслуги» ІІІ ступеня (УПУ №168/2017 від 28.06.2017, посмертно).
 Лепехін Андрій Олексійович (позивний «Пастир»), 51 рік, Кривий Ріг Дніпропетровська область. Учасник бойових дій, доброволець. Водій 2-ї роти 5-го батальйону Добровольчого українського корпусу «Правий сектор», під час дислокації підрозділу в с. Піски у 2014—2015 роках. 18 січня 2015 дістав важке поранення в Пісках. Після повернення з фронту і лікування шукав роботу в Києві, збирав документи для оформлення статусу інваліда війни. Помер 29 серпня 2016 ввечері в результаті зупинки серця. Похований у Кривому Розі.
 Герасимчук Андрій Юрійович, 23 лютого 1996, 20 років, Луцьк Волинська область. Доброволець, колишній боєць роти патрульної служби міліції особливого призначення «Торнадо» (до її розформування у 2015 році). Навчався у Луцькому вищому професійному училищі №9. В 17 років став активним учасником луцького Євромайдану, потім брав участь у протестах в Києві, у складі підрозділу «Нарнія». Під час протистоянь на Майдані був двічі поранений, лікувався в Польщі. Ще будучи неповнолітнім пішов на фронт у складі «Торнадо», спочатку неофіційно, а згодом отримав статус учасника АТО. Помер 30 серпня 2016 від важких травм, отриманих у результаті ДТП, що сталася 23 серпня опівдні на 134-му кілометрі траси Київ — Запоріжжя поблизу повороту на село Мельники Черкаської області. Після прощання в Луцьку Андрія поховали у батьківському селищі Дубище Рожищенського району.
 Черновський Віталій Васильович, 5 грудня 1970, Чудей Сторожинецький район Чернівецька область. Майор запасу, заступник командира протитанкового дивізіону по роботі з особовим складом 44-ї окремої артилерійської бригади (Тернопіль). У 1988—1992 роках навчався у військовому училищі. Проходив військову службу на посадах офіцерсько-командного складу в 66-й механізованій бригаді м. Чернівці. Якийсь час працював на будівництві. Мобілізований у вересні 2014 року, в подальшому підписав річний контракт. 12 серпня 2016 року, по закінченні контракту, повернувся додому. 2 вересня 2016, менш ніж через місяць після повернення додому із зони АТО, помер через зупинку серця. Похований в с. Чудей поруч з могилами батьків. Залишилась донька, три сестри та четверо братів.
 Троцюк Сергій Адамович, 20 березня 1983, Синове Старовижівський район Волинська область. Прапорщик, колишній військовослужбовець 24-го окремого штурмового батальйону «Айдар». Свого часу служив у ракетних військах. На фронт пішов добровольцем, воював півтора року, двічі був поранений та контужений, але так і не встиг оформити статус учасника бойових дій, хоч мав посвідчення інваліда війни. Вбитий 9 вересня 2016. Тіло Сергія було знайдене на автобусній зупинці в селі Седлище (Старовижівський район) Волинської області. Проведеними слідчими діями та експертизою була встановлена ймовірна причина смерті: чоловік отримав травму, несумісну з життям, у ДТП, а тіло без документів підкинули на зупинку. Похований в с. Синове, біля могили батька. Залишилися мати на Старовижівщині, сестра, цивільна дружина в Харкові.
 Гончаров Олександр Іванович, 9 липня 1972, Полтава. Старший лейтенант, демобілізований військовослужбовець 16-го окремого мотопіхотного батальйону «Полтава» 58-ї ОМПБр. Закінчив Полтавський національний технічний університет імені Юрія Кондратюка. 2 квітня 2015 року був мобілізований як доброволець. Воював на Луганщині, під Горлівкою, в районі Авдіївки. На фронті переніс мікроінсульт. Демобілізований у квітні 2016, збирався знову повернутися на службу, проте не пройшов медкомісію, кардіолог направив його до шпиталю. Раптово Олександру стало погано, його забрала «швидка». Помер 22 вересня 2016 у полтавській лікарні через відрив тромбу. Похований на Центральному міському кладовищі Полтави на Алеї Героїв.
 Солдатов Андрій (позивний «Спец»), 22 вересня 1986, Луганська область. Доброволець батальйону особливого призначення «Київ-2» (з 2015 року — 2-га рота полку поліції особливого призначення «Київ»). До війни служив в спецпідрозділі МВС. З початком бойових дій добровольцем пішов захищати Батьківщину. Служив під Волновахою, воював у Кримському на Луганщині. Помер 23 вересня 2016 від серцевого нападу в лікарні під Києвом (Обухівський район), де проходив лікування від важкої хвороби на нервовому підґрунті. Похований на Байковому кладовищі Києва.
 Татарченко Руслан Вікторович, 7 вересня 1968, Долина Івано-Франківська область. Демобілізований військовослужбовець батальйону патрульної служби поліції особливого призначення «Луганськ-1». Маючи досвід бойових дій, на фронт пішов добровольцем, пізніше потрапив у «Луганськ-1». Учасник боїв на трасі «Бахмутка» та у Станиці Луганській. Під час оборони Станиці у Руслана стався інфаркт, проходив лікування у шпиталі МВС в Києві. Після демобілізації часто відвідував своїх побратимів в зоні АТО. Помер 25 вересня 2016 вдома на лікарняному ліжку, після тривалої серцевої хвороби. Поховання у м. Долина.
 Мосін Юрій Миколайович||10 травня 1983, Ясинувата Донецька область. Волонтер. Під час Революції Гідності був волонтером медичної служби Майдану. Коли почалася війна на Сході, їздив на фронт, допомагаючи українським захисникам. Один із засновників ГО «Міжнародний альянс братської допомоги». Родина залишилася на окупованій території. Покінчив життя самогубством 25 вересня 2016 у Києві. 28 вересня з Юрієм попрощались на Майдані Незалежності. Похований в Києві.
 Яцюк Віталій, 28 років, Білий Рукав Хмільницький район Вінницька область. Демобілізований військовослужбовець ЗСУ. Жив разом з батьком, мати живе у сусідньому селі. Призваний за мобілізацією, після року служби повернувся додому. Зі Сходу повернувся близько двох місяців тому. Як говорять близькі, весь цей час був у депресивному стані. Повісився вночі 26 вересня 2016 в с. Білий Рукав. Похований в рідному селі.
 Серовецький Валентин Райтович (позивний «Олрайтич»), 11 січня 1968, Фастів Київська область. Військовий капелан 8-го окремого батальйону «Аратта» Української добровольчої армії, батальйону «Айдар», 92-ї ОМБр та інших військових підрозділів. Священник УПЦ КП. Під час Революції Гідності брав участь у богослужіннях на Майдані. Коли почалася війна, благословляв на захист Батьківщини бійців Нацгвардії, ЗСУ і добровольців, їздив з гуманітарною допомогою в зону АТО, відвідував блокпости, вивозив переселенців. В червні 2014 року потрапив у полон на Луганщині до банди Козіцина, два місяці пробув у підвалі СБУ в окупованому Луганську, де його катували, виводили на «розстріл», знущались та заразили на гепатит C. Після звільнення лікувався у Києві та Харкові та продовжував капеланське служіння. За два роки об'їздив майже весь Донбас. Загинув 3 жовтня 2016 о 2:50 у ДТП поблизу міста Фастів (Київська область). Прощання з отцем Валентином пройшло у Свято-Миколаївському храмі м. Фастів. Похований на Алеї Слави міського кладовища. Залишилися дружина та п'ятеро дітей.
 Білінський Іван (позивний «Вано»), 33 роки, мешкав у с. Митниця (Підволочиський район) Тернопільська область. Демобілізований військовослужбовець, сержант, був заступником командира взводу 6-ї аеромобільно-десантної роти 2-го аеромобільного батальйону 95-ї окремої аеромобільної бригади. Мобілізований навесні 2015 року. Учасник АТО. Під час служби на адмінкордоні з окупованим Кримом був старшим блокпосту. Після демобілізації з травня 2016 перебував вдома, проходив лікування. Помер вдома на Тернопільщині від захворювання на рак. Серце захисника зупинилося о 12:00 5 жовтня 2016. Похований в с. Теклівка (Підволочиський район). Залишилися дружина та двоє дітей шкільного віку, син і донька.
 Жовтобрюх Олег Леонідович, мешкав у м. Луцьк Волинська область. Демобілізований військовослужбовець. Молодший сержант, був командиром відділення роти матеріального забезпечення батальйону матеріального забезпечення 51-ї окремої механізованої бригади. Мобілізований навесні 2014 року до 51 ОМБр (бригаду розформовано 22.09.2014, на її основі сформовано 14-ту ОМБр). Учасник АТО. Помер 8 жовтня 2016 через зупинку серця. Похований у с. Полонка Луцького району.
 Степан, 41 рік, Гонятичі Миколаївський район (Львівська область). Демобілізований військовослужбовець ЗСУ (підрозділ не уточнено). Учасник бойових дій. Повернувся з війни у 2015 році, працював. 10 жовтня 2016 застрелився у себе вдома з мисливської рушниці. Залишилися мати, дружина та двоє дітей..
 Загарюк Павло Дмитрович (позивний «Крест»), 6 жовтня 1965, 51 рік, Чернівці. Демобілізований військовослужбовець 128-ї окремої гірсько-піхотної бригади. Працював експедитором в одній із приватних фірм Чернівців. На фронт пішов добровольцем влітку 2014 року. Брав участь у боях за Дебальцеве, де отримав важку травму коліна, яка потім дала ускладнення на хребет. Після демобілізації лікувався у шпиталі. Тоді ж, під час обстеження, медики діагностували у нього рак на IV стадії. Павло постійно підтримував зв'язок з побратимами на передовій, допомагав їм як волонтер. Помер 11 жовтня 2016 у Чернівцях від онкологічного захворювання. Похований на Центральному кладовищі Чернівців біля Годилова. Залишилися батько, син та внуки.
 Ярмула Олександр Леонідович, 8 травня 1970, проживав у м. Кременчук Полтавська область. Був водієм-заправником бензовозу 30-ї окремої механізованої бригади. 1988 року закінчив Кременчуцьке училище № 22 за спеціальністю автослюсар, після служби в армії працював водієм, до мобілізації був водієм «швидкої». Активний учасник Революції Гідності. На фронт пішов у 2015 році добровольцем, приховавши, що хворий на цукровий діабет. Пройшов бої за Дебальцеве, де був поранений. У листопаді 2015 року звільнився з лав ЗСУ за станом здоров'я. Повернувшись до дому, працював далекобійником. Помер 19 жовтня 2016 у м. Переяслав-Хмельницький під час рейсу. Був за кермом, коли йому стало погано, впав у кому і помер дорогою до лікарні, не приходячи до тями. Похований в с. Запсілля (Кременчуцький район). Залишилися мати, брат та 12-річний син.
 Другак Дмитро Андрійович,  1980, Ємільчинський район Житомирська область. Військовослужбовець Високомобільних десантних військ, в/ч А3771 (Житомир). Учасник бойових дій в зоні АТО. 14 жовтня 2016 виписався з санаторію «Орізонт» в смт Сергіївка (Одеська область), де відпочивав. А в ніч на 17-те був знайдений в парку Мира міста Білгород-Дністровський, без свідомості і з тяжкою травмою голови. 20 жовтня 2016 помер в реанімації місцевої лікарні. Розлучений, залишились батьки.
 Рябий Володимир Юрійович, 20 жовтня 1990, Тальне Черкаська область. Колишній боєць батальйону «ОУН». Учасник Революції Гідності. Воював у підрозділі «Слобідська сотня» в Пісках, на шахті «Бутівка». В липні 2016 повернувся з фронту. Загинув 22 жовтня 2016 внаслідок підриву на вибуховому пристрої о 3-й годині ночі у своєму приватному будинку в місті Тальне. Вибухом рознесло частину будинку, Володимиру відірвало руки і ноги, він помер у лікарні. Перед тим в нього стався конфлікт із поліцейськими, чоловік його сестри звинуватив поліцейських у вбивстві, але наявні записи з камери спостереження цю версію не підтверджують. Неодружений, залишились батьки і сестра.
 Макаренко Анатолій, 41 рік, Вовчок (Козелецький район) Чернігівська область. Старший сержант, демобілізований військовослужбовець 41-го окремого мотопіхотного батальйону «Чернігів-2». Мобілізований в листопаді 2014 року, відслужив рік, воював в Донецькій області. Помер в лікарні м. Київ — гострий промієлоцитарний лейкоз і крововилив у мозок. Похований 25 жовтня 2016 в с. Вовчок. Залишилася дружина та двоє дітей.
 Решетник Сергій Іванович, 14 червня 1977, Кременчук Полтавська область. Молодший сержант, був командиром відділення 72-ї окремої механізованої бригади. Закінчив ПТУ № 16. Після строкової служби працював у домобудівничому комбінаті № 3, згодом — на автоскладальному заводі. До війни був таксистом. В грудні 2014 року підписав контракт на військову службу, воював в районі Волновахи. 2015 року повернувся до Кременчука. Через кілька місяців після повернення з фронту Сергію стало погано прямо на вулиці в м. Кременчук, помер в ніч на 30 жовтня 2016 в реанімаційній палаті. Похований на Свиштовському кладовищі Кременчука, поряд із могилою матері.
 Ковальський Микола Васильович, 18 грудня 1986, Ворона (Коломийський район) Івано-Франківська область. Демобілізований військовослужбовець ЗСУ (підрозділ не уточнено). Учасник бойових дій в зоні АТО. Помер 30 жовтня 2016 в місті Коломия. Похований в с. Ворона.
 Подаровський Олег Геннадійович (позивний «Сніжок» / «Анубіс»), 30 липня 1984, Берестя Білорусь. Мешкав у м. Дніпро. Парамедик окремого медичного батальйону «Госпітальєри» Української Добровольчої Армії. Працював менеджером в «Аквапромресурс» у Бересті. В батальйоні від самого початку, з 2014 року, виконував обов'язки парамедика і водія в Широкине. Мати живе в Білорусі. Тяжко захворів восени 2015 року, цілий рік боровся з недугою. Помер 3 листопада 2016 в лікарні міста Дніпро. Похований на Краснопільському кладовищі.
 Капранчук Сергій Володимирович (позивний «Капрон»), 17 лютого 1964, 52 роки, Житомир. Демобілізований військовослужбовець, солдат, номер розрахунку ЗУ батальйону спецпризначення «Донбас» НГУ. Активний учасник Революції Гідності. Їздив із волонтерською допомогою на передову, у 2015 році добровольцем пішов на фронт. Комісований за станом здоров'я навесні 2016. Після повернення з чергової волонтерської поїздки до с. Широкине відчув себе погано. Помер у першій міській лікарні Житомира в ніч на 10 листопада 2016 від гострого інфаркту міокарда. Похований на Житомирському військовому кладовищі.
 Козлов Михайло Олександрович, 19 квітня 1980, Конотоп Сумська область. Демобілізований учасник АТО, військовослужбовець 21 ОМПБ Сармат 56 ОМПБр. Воював в районі Маріуполя. Помер від тяжкої хвороби після повернення з фронту. Похований у Конотопі 20 листопада 2016.
 Андрейко Петро Миколайович, 20 липня 1957, 59 років, мешкав у м. Кременчук Полтавська область. Старший лейтенант, зв'язківець в/ч пп В0805 (Військовий інститут телекомунікацій та інформатизації). Кадровий військовий, учасник АТО. Додому повернувся за станом здоров'я. Помер 20 листопада 2016 в 4-й міській лікарні Кременчука, після того, як йому раптово стало погано на вулиці. Похований на Свіштовському кладовищі Кременчука.
 Войцеховський Валерій Вікторович, 24 січня 1972, Одеса. Демобілізований військовослужбовець 30-ї окремої механізованої бригади. До війни працював у знімальній групи російського кінематографу, але покинув все і повернувся захищати Україну. Був поранений на фронті, тривалий час проходив лікування. Інвалід війни. Помер 20 листопада 2016. Похований на Таїровському кладовищі м. Одеса.
 Богуш Володимир, 31 рік, Машів Любомльський район Волинська область. Демобілізований військовослужбовець ЗСУ. До війни служив на прикордонній заставі у Висоцьку. Весною 2016 повернувся із зони АТО. Загинув 25 листопада 2016 внаслідок нещасного випадку під час заготівлі лісу біля села Машів на Волині. Залишилися дружина та двоє дітей.
 Бурлак Олександр Сергійович (Буглак),  1984, Чапліївка (Шосткинський район) Сумська область. Демобілізований військовослужбовець, учасник бойових дій, два роки перебував на фронті. Після повернення у своє село оформлював інвалідність. Повісився 25 листопада 2016. Похований у Чапліївці. Залишилися дружина та син.
 Баланюк Юрій (позивний «Хантер»), 43 роки, Демівка (Чечельницький район) Одеська область. Проживав в Одесі. Демобілізований військовослужбовець, снайпер батальйону спецпризначення «Донбас» НГУ. Активний учасник Революції Гідності, одразу після Майдану пішов добровольцем на фронт. Демобілізувався навесні 2016. Але Юрія знову тягнуло на фронт, він поїхав у Київ з метою підписати контракт. Ввечері 25 листопада на Столичному шосе в Київі його збив «Мерседес». Медики дві доби боролися за життя Юрія, але травми були несумісними з життям. 27 листопада 2016 він помер у лікарні. Залишились батьки та сестра. Похований в рідному селі.
 Гречка Василь, 21 січня 1987, Бабинці (Чортківський район) Тернопільська область. Демобілізований військовослужбовець, солдат, артилерист 24-ї окремої механізованої бригади. Був мобілізований влітку 2015 року як доброволець, воював на Луганщині в районі Трьохізбенки, потім ніс службу в Сєвєродонецьку. Повернувся з фронту в жовтні 2016 року. Загинув 29 листопада 2016 в селі Бабинці на Тернопільщині. Тіло виявили на березі річки Нічлава, слідів насильницької смерті немає, ймовірно, послизнувся і впав до річки, помер від переохолодження. Похований у Бабинцях. Залишилися батьки, сестра, молодший брат і син.
 П'ясецький Володимир Анатолійович,  1972, Погреби (Глобинський район) Полтавська область. Демобілізований військовослужбовець 8-й Полтавської окремої автомобільно-санітарної роти. Під час боїв за Іловайськ вивозив поранених з окупованої території, рятував поранених захисників Донецького аеропорту, Авдіївки. Повернувся з фронту в жовтні 2015 року. Помер 2 грудня 2016 від раку легенів.
 Маринович Микола Омелянович, 19 травня 1965, 51 рік, Самбір Львівська область. Учасник АТО, воював на Донеччині. Військовий пенсіонер. Учасник Революції Гідності. Член партії ВО «Свобода». За місяць після повернення з фронту помер вдома 4 грудня 2016 через раптову зупинку серця. Похований у Самборі. Залишилися син і донька.
 Димитришин Володимир Васильович, 2 липня 1960, 56 років, Куликівка Чернігівська область. Старшина, демобілізований військовослужбовець ЗСУ. З 1993 по 2001 рік був суддею Куликівського райсуду. Пізніше працював головним юристом Управління агропромислового розвитку Куликівської РДА. Був мобілізований на початку 2015 року, з 16 вересня 2015 по 20 квітня 2016 року ніс службу в зоні АТО. Помер вдома внаслідок посттравматичного синдрому. Похований 6 грудня 2016 року в смт Куликівка.
 Руда Руслан Володимирович, 28 листопада 1972, Олександрія Кіровоградська область. Демобілізований військовослужбовець, бортмеханік вертолітного підрозділу 11-ї окремої бригади армійської авіації. Закінчив Олександрійське ПТУ № 7 за спеціальністю зварювальника. Строкову службу проходив у вертолітних військах, після чого продовжив службу в олександрійській в/ч 2269. Працював у вугільній промисловості, займався підприємництвом. У 2014—2015 роках ніс службу за мобілізацією, учасник АТО. Через загострення хронічної хвороби та внутрішню кровотечу потрапив до реанімації Першої олександрійської міської лікарні, помер 5 грудня 2016. Похований в Олександрії на Звенігородському кладовищі. Залишилися мати та донька.
 Огар Іван Васильович (позивний «Дідо»), Іршава Закарпатська область. Сержант, демобілізований військовослужбовець 128-ї окремої гірсько-піхотної бригади. 2014 року був мобілізований до 4-го БТО «Закарпаття», згодом переведений до 128-ї бригади, служив у Краматорську. Демобілізований 2015 року. Помер 22 жовтня 2016 вдома в Іршаві. Залишилися дружина, діти, під час війни став дідом.
 Хилько Віктор Іванович (позивний «Дід»), 2 липня 1961. 53-ї ОМБр. Помер 10 грудня 2016. Залишилися дружина, діти..
 Ромахов Олександр, 25 вересня 1987, Луцьк. Колишній військовослужбовець «афганської» роти 24-го окремого штурмового батальйону «Айдар». Учасник АТО. Після повернення з фронту довго лікувався, шукав роботу. 19 грудня 2016 близько 16:00 в Луцьку, у Центральному парку імені Лесі Українки, виявили повішаним тіло чоловіка, поліція розглядає версію самогубства. Похований в Луцьку.
 Альохін Руслан Валерійович, 31 травня 1980, мешкав у м. Корюківка Чернігівська область. Демобілізований військовослужбовець ЗСУ. Мав вищу освіту, працював машиністом ШДМОАТ ПАТ «Слов'янські шпалери». Призваний за мобілізацією у 2014 році. Учасник АТО. 2016 року повернувся з фронту. 22 грудня 2016 помер у лікарні міста Корюківка внаслідок раптової важкої хвороби. Похований у Корюківці. Залишилася дружина та двоє маленьких дітей.